# قم
قُم () (کُم، پارسی میانه:  کُنب) کلانشهری در ایران و مرکز استان قم و شهرستان قم است. این شهر در کنار رودخانهٔ قمرود و در دشت قم قرار دارد. جمعیت قم طبق سرشماری سال ۱۳۹۵، ۱٬۲۰۱٬۱۵۸ نفر بوده و هفتمین کلانشهر ایران است. بر مبنای آخرین داده‌های جغرافیایی، طول شهر قم حدوداً ۲۸ کیلومتر و مساحت آن ۱۲۰ کیلومتر مربع می‌باشد. بیشتر ساکنان قم شیعه دوازده‌امامی هستند و تعدادی از اقلیت‌های دینی زرتشتی و مسیحی در شهر ساکنند.
به قم لقب‌های فراوانی نسبت داده شده و از این شهر با عناوینی چون: حرم اهل بیت، شهر علم، استراحتگاه مؤمنین، دارالموحدین و شهر کریمهٔ اهل بیت و عُشِ آل محمد (آشیانهٔ آل محمد) یاد می‌شود.
قم پایتخت فرهنگی جهان شیعه و پایتخت دوم ادبیات کودک و نوجوان ایران، قطب تولید معارف دینی در ایران، قطب تولید مطالب اسلامی، یکی از قطب‌های تولید مسائل دینی در ایران، یکی از قطب‌های انتشار کتاب پس از تهران و بزرگ‌ترین قطب انتشار کتاب‌های دینی در خاورمیانه نیز شناخته می‌شود. قم یکی از شهرهای مهاجرپذیر ایران است تعداد زیادی از اتباع افغانستانی و پاکستانی و عرب در قم مهاجر هستند.
این شهر مدفن فاطمه معصومه دختر موسی بن جعفر، امام هفتم شیعهٔ دوازده امامی و به‌طور سنتی محل اقامت بسیاری از روحانیون بلندپایهٔ شیعه بوده است اهمیت زیارتی این شهر در درجهٔ نخست مربوط به مرقد فاطمه معصومه بوده و سپس  به‌دلیل وجود مزارهای متعدد علویان و نوادگان امامان و همین‌طور مسجد جمکران است. این شهر پس از مشهد دومین شهر زیارتی ایران است. جداشدن عتبات عالیات از ایران و پیوستن آن به امپراتوری عثمانی از یک سو و دور بودن مشهد از نواحی مرکزی ایران باعث شده که قم از دوره صفویه به بعد پذیرای زائران بیشتری باشد.
قیام‌ها و شورش‌های پیاپی مردم قم باعث شده تا این شهر در طول تاریخ بارها توسط حاکمان و فرمانروایان ویران شده و از نو آباد شود
. ظرفیت و پتانسیل صنعتی قم در بخشهای مختلف بسیار مناسب است. برای مثال می‌توان به صنعت مبلمان ومنبت اشاره کرد.

## نام
قم در ابتدا محل سکونت اقوامی از زرتشتیان بوده که مِمجان نامیده می‌شده است.
در کتاب تاریخ قم، تألیف «حسن بن محمد بن حسن قمی» در بیان علت نام‌گذاری شهر چنین آمده است:
«شهر قم را، بدین علت قم نامیدند که محل جمع شدن آب‌ها و آب انبار بوده است و آب در آنجا جمع می‌شده و آن را هیچ منفذ و رهگذری نبوده، در اطراف آنجا علف و گیاهان و نباتات فراوان می‌روییده است و در عرب، جمع شدن آب را قم گویند؛ که بعضی آن را با قمقمه (معرب کمکم) هم‌معنی دانسته‌اند و گلاب پاش را نیز نوعی از قمقمه وصف کرده‌اند و جمع آن را قماقم نامیده‌اند؛ با این تفاوت که وقتی در آن نواحی علف زار و سبزه زار زیاد می‌شد، چوپانان برای چرانیدن گوسفندان خود، برگرد علف زارها خیمه می‌زدند و خانه‌هایی را بنا می‌کردند و خانه‌های ایشان را در فارسی، کومه نامیدند و به مرور زمان کومه تبدیل به کُم شد؛ پس آن را معرب گردانیده و قم نامیدند.
ریشه نام این شهر به «کومه» به معنای اتاقک‌های کلبه‌مانندی که چوپانان برای استراحت می‌ساختند، بازمی‌گردد. با الهام از واژه «کومه» این شهر به نام «کُم» خوانده شد».
قُم تلفظی از نام کُم است که اعراب آن را به صورت امروزی درآوردند. برخی پژوهشگران، واژه کُم در نام باستانی کمیدان (کمیران) را در معنای "شهر" دانسته و بین واژه‌های "کمیران"، "شمیران"،"تهران"، "چمران (در نواحی ساوه)" و "ایران" ارتباطات واژه ساختی قائل شده و نام قدیم قم را "کمیران" (در معنای "ایرانشهر") دانسته‌اند

## جغرافیا

### موقعیت
قم در مرکز ایران ودر مجاورت دریاچه نمک قم قرار گرفته و مرکز استان قم است.

### زمین‌شناسی
از نظر زمین‌شناسی ناحیه‌ای که امروزه شهر قم در آن قرار دارد متعلق به دو دورهٔ ترشیاری و کواترنر است. این شهر در کنار رودخانهٔ قمرود و دشت قم قرار دارد. دشت قم مهم‌ترین دشت استان قم بوده و محل استقرار شهر قم و قطب کشاورزی و صنعتی استان محسوب می‌گردد. خاک شهر قم از نوع ماسه‌ای است که بیشتر حاصل رسوبات قمرود است و میزان نمک در آن زیاد است، طوری که بسیاری از خاک قم و اطراف آن شوره‌زار است.

### باستان اقلیم شناسی
ناحیه دشت حد فاصل قم تا تهران در گذشته از آب و هوای مرطوب‏ تری نسبت به حال حاضر برخوردار بوده است و طبق یک نظریه ارائه شده، دریاچه باستانی ری (یا همان دریاچه ساوه یا کیخسرو) در حوالی 2000 تا 1500 سال پیش در نواحی ورامین، ری، قم و ساوه دارای خط ساحلی بوده است.

### آب و هوا
اقلیم آب و هوایی قم به‌طور کلی از نوع معتدل و خشک است، هر چند که به‌علت نوسانات دمایی بسیار زیاد و شدید فصلی، تابستان‌هایش بسیار گرم و زمستان‌هایش بسیار سرد است؛ اما در مجموع و با لحاظ کردن میانگین دمای سالانه که ۱۸٫۲ درجه سلسیوس است کاملاً معتدل محسوب می‌شود. (از نظر بیشتر اقلیم شناسان برجسته و همچنین بر طبق نظرسنجی از عموم مردم در اقصی نقاط جهان، کلیهٔ شهرها و نقاطی که میانگین دمای سالانهٔ آنها در حدود ۱۸ درجهٔ سلسیوس باشد، به عنوان متعادل‌ترین مناطق کرهٔ زمین شناخته می‌شوند) قم به‌طور میانگین ۹۳۶ متر از سطح دریا ارتفاع دارد، با شیب ملایمی از طرف جنوب به طرف شمال شهر؛ به همین علت میانگین دمای جنوب شهر قم ۱ درجهٔ سلسیوس از مناطق شمالی شهر خنک‌تر است. از نظر دمایی بهترین زمان برای سفر به این شهر در ماه‌های فروردین، اردیبهشت، مهر و آبان است. میانگین بارش سالیانهٔ شهر قم در حدود ۱۵۰ میلی‌متر است، که مهم‌ترین علل این کمبود بارش در موارد زیر خلاصه شده:
۱. حاکمیت توده هوای پرفشار جنب حاره‌ای در قم و دیگر استان‌های کشور و جلوگیری از وزش بادهای مرطوب غربی.
۲. دوری از دریاها و منابع رطوبت.
۳. وجود رشته کوه‌های زاگرس به عنوان مانعی برای رسیدن بادهای مرطوب غربی به قم.
۴. پایین بودن میانگین ارتفاع شهر قم.
خشکسالی‌های پیاپی، عمده ویژگی آب و هوای شهر قم و استان قم در سال‌های گذشته بوده است.
| داده‌های اقلیم قم (۱۹۸۶–۲۰۱۰) | داده‌های اقلیم قم (۱۹۸۶–۲۰۱۰) | داده‌های اقلیم قم (۱۹۸۶–۲۰۱۰) | داده‌های اقلیم قم (۱۹۸۶–۲۰۱۰) | داده‌های اقلیم قم (۱۹۸۶–۲۰۱۰) | داده‌های اقلیم قم (۱۹۸۶–۲۰۱۰) | داده‌های اقلیم قم (۱۹۸۶–۲۰۱۰) | داده‌های اقلیم قم (۱۹۸۶–۲۰۱۰) | داده‌های اقلیم قم (۱۹۸۶–۲۰۱۰) | داده‌های اقلیم قم (۱۹۸۶–۲۰۱۰) | داده‌های اقلیم قم (۱۹۸۶–۲۰۱۰) | داده‌های اقلیم قم (۱۹۸۶–۲۰۱۰) | داده‌های اقلیم قم (۱۹۸۶–۲۰۱۰) | داده‌های اقلیم قم (۱۹۸۶–۲۰۱۰) |
| ماه | ژانویه                       | فوریه                        | مارس                         | آوریل                        | مه                           | ژوئن                         | ژوئیه                        | اوت                          | سپتامبر                      | اکتبر                        | نوامبر                       | دسامبر                       | سال                          |
| --- | ---------------------------- | ---------------------------- | ---------------------------- | ---------------------------- | ---------------------------- | ---------------------------- | ---------------------------- | ---------------------------- | ---------------------------- | ---------------------------- | ---------------------------- | ---------------------------- | ---------------------------- |
| سابقهٔ بیش‌ترین °C (°F) | ۲۳٫۴ (۷۴)                    | ۲۶٫۵ (۸۰)                    | ۳۵٫۵ (۹۶)                    | ۳۶٫۵ (۹۸)                    | ۴۱٫۵ (۱۰۷)                   | ۴۴٫۲ (۱۱۲)                   | ۴۷٫۰ (۱۱۷)                   | ۴۵٫۵ (۱۱۴)                   | ۴۱٫۶ (۱۰۷)                   | ۳۶٫۶ (۹۸)                    | ۲۸٫۶ (۸۳)                    | ۲۲٫۵ (۷۳)                    | ۴۷٫۰ (۱۱۷)                   |
| میانگین بیش‌ترین °C (°F) | ۱۰٫۲ (۵۰)                    | ۱۳٫۶ (۵۶)                    | ۱۹٫۱ (۶۶)                    | ۲۶٫۰ (۷۹)                    | ۳۱٫۸ (۸۹)                    | ۳۷٫۹ (۱۰۰)                   | ۴۰٫۳ (۱۰۵)                   | ۳۹٫۴ (۱۰۳)                   | ۳۴٫۹ (۹۵)                    | ۲۷٫۷ (۸۲)                    | ۱۸٫۹ (۶۶)                    | ۱۲٫۲ (۵۴)                    | ۲۶٫۰ (۷۹)                    |
| میانگین روزانه °C (°F) | ۴٫۲ (۴۰)                     | ۷٫۱ (۴۵)                     | ۱۲٫۰ (۵۴)                    | ۱۸٫۳ (۶۵)                    | ۲۳٫۶ (۷۴)                    | ۲۹٫۱ (۸۴)                    | ۳۱٫۸ (۸۹)                    | ۳۰٫۳ (۸۷)                    | ۲۵٫۲ (۷۷)                    | ۱۹٫۰ (۶۶)                    | ۱۱٫۵ (۵۳)                    | ۶٫۱ (۴۳)                     | ۱۸٫۲ (۶۵)                    |
| میانگین کم‌ترین °C (°F) | −۱٫۹ (۲۹)                    | ۰٫۶ (۳۳)                     | ۵٫۰ (۴۱)                     | ۱۰٫۵ (۵۱)                    | ۱۵٫۴ (۶۰)                    | ۲۰٫۲ (۶۸)                    | ۲۳٫۴ (۷۴)                    | ۲۱٫۲ (۷۰)                    | ۱۵٫۶ (۶۰)                    | ۱۰٫۳ (۵۱)                    | ۴٫۱ (۳۹)                     | −۰٫۱ (۳۲)                    | ۱۰٫۴ (۵۱)                    |
| سابقهٔ کم‌ترین °C (°F) | −۲۳٫۰ (−۹)                   | −۱۱٫۲ (۱۲)                   | −۱۱٫۰ (۱۲)                   | ۰٫۴ (۳۳)                     | ۵٫۴ (۴۲)                     | ۸٫۰ (۴۶)                     | ۱۵٫۰ (۵۹)                    | ۱۳٫۵ (۵۶)                    | ۶٫۵ (۴۴)                     | ۰٫۶ (۳۳)                     | −۷٫۰ (۱۹)                    | −۱۰٫۵ (۱۳)                   | −۲۳٫۰ (−۹)                   |
| بارندگی میلی‌متر (اینچ) | ۲۵٫۴ (۱)                     | ۲۰٫۵ (۰٫۸۱)                  | ۲۷٫۷ (۱٫۰۹)                  | ۲۰٫۲ (۰٫۸)                   | ۱۰٫۴ (۰٫۴۱)                  | ۲٫۳ (۰٫۰۹)                   | ۰٫۷ (۰٫۰۳)                   | ۰٫۳ (۰٫۰۱)                   | ۰٫۸ (۰٫۰۳)                   | ۶٫۲ (۰٫۲۴)                   | ۱۴٫۳ (۰٫۵۶)                  | ۱۹٫۴ (۰٫۷۶)                  | ۱۴۸٫۲ (۵٫۸۳)                 |
| درصد رطوبت | ۶۶                           | ۵۸                           | ۴۸                           | ۴۲                           | ۳۳                           | ۲۴                           | ۲۳                           | ۲۴                           | ۲۶                           | ۳۸                           | ۵۲                           | ۶۶                           | ۴۱                           |
| منبع: Iran Meteorological Organization (records), (temperatures), (precipitation), (humidity), (days with precipitation and snow), (sunshine) |                              |                              |                              |                              |                              |                              |                              |                              |                              |                              |                              |                              |                              |

#### تأمین آب قم
پس از اجرای طرح انتقال آب از سرشاخه دز به قم که رسانه‌های ایران از آن با عنوان کلی و مبهم «طرح انتقال آب از سرشاخه‌های دز به قم» نام می‌برند که این طرح تأمین‌کننده اصلی آب مصرفی (شرب، صنعتی، کشاورزی) شهرهای گلپایگان، خمین، محلات، نیم‌ور، ساوه و قم است.
به گفته فتاح وزیر وقت نیرو این آب یکی از بهترین آب‌های دنیا است.

در مجموع ظرفیت انتقال و جمع‌آوری آب در این طرح ۲۳ متر مکعب بر ثانیه است در حالی که بیشترین میزان آبی که از سد کرج به تهران می‌آید ۱۱ متر مکعب بر ثانیه بوده و ظرفیت سامانه یادشده بیش از دو برابر آب انتقالی از سد کرج به تهران است. این سامانه سالیانه ۱۸۳ میلیون متر مکعب آب به پشت سد کوچری منتقل می‌کند. ظرفیت نهایی انتقال آب در این پروژه ۵۰۰۰ لیتر در ثانیه است. مقدار انتقال آب برای افق سال ۱۴۱۰ به ۲۴۰ میلیون مترمکعب می‌رسد که مطالعات آن  درحال انجام است.
اعتراض‌ها و خسارت‌ها
انتقال آب از شرق لرستان به شهرهای گلپایگان، خمین، محلات، نیم‌ور، ساوه و قم باعث پایین رفتن شدید سطح سفره‌های آب زیرزمینی و در نهایت خشک شدن چاه‌های آب این منطقه شده است. بیش از ۶۰ حلقه چاه خشک شده و ۱۷۱ حلقه از چاه‌های منطقه نیز در آستانه خشکیدن قرار دارند، اما تاکنون حقابه یی برای این روستاها در نظر گرفته نشده است. این طرح درحالی برای استان‌های دیگر هدف‌گذاری شده است که ۸۹۲ روستای مشکل آب آشامیدنی دارند و ۶۸ هزار جمعیت روستایی این به وسیله تانکر آب‌رسانی می‌شوند.
از سوی دیگر نام‌گذاری این طرح به عنوان مبهم «طرح انتقال آب از سرشاخه‌های دز به قم» و همچنین نام‌گذاری پروژه ساخت و اجرای این طرح با نام پروژه قمرود باعث واکنش‌هایی در میان مردم شد.
خشک شدن چاه‌ها و چشمه‌ها علاوه بر خسارات بسیاری که به بخش کشاورزی وارد کرده است باعث از بین رفتن مجتمع‌های پرورش ماهی شده است.

این پروژه تنها پروژه ایران است که کلنگ آن برای آنکه باعث مطالبه‌ای از سوی مردم نشود به جای مبدأ در مقصد طرح به زمین زده شده است.

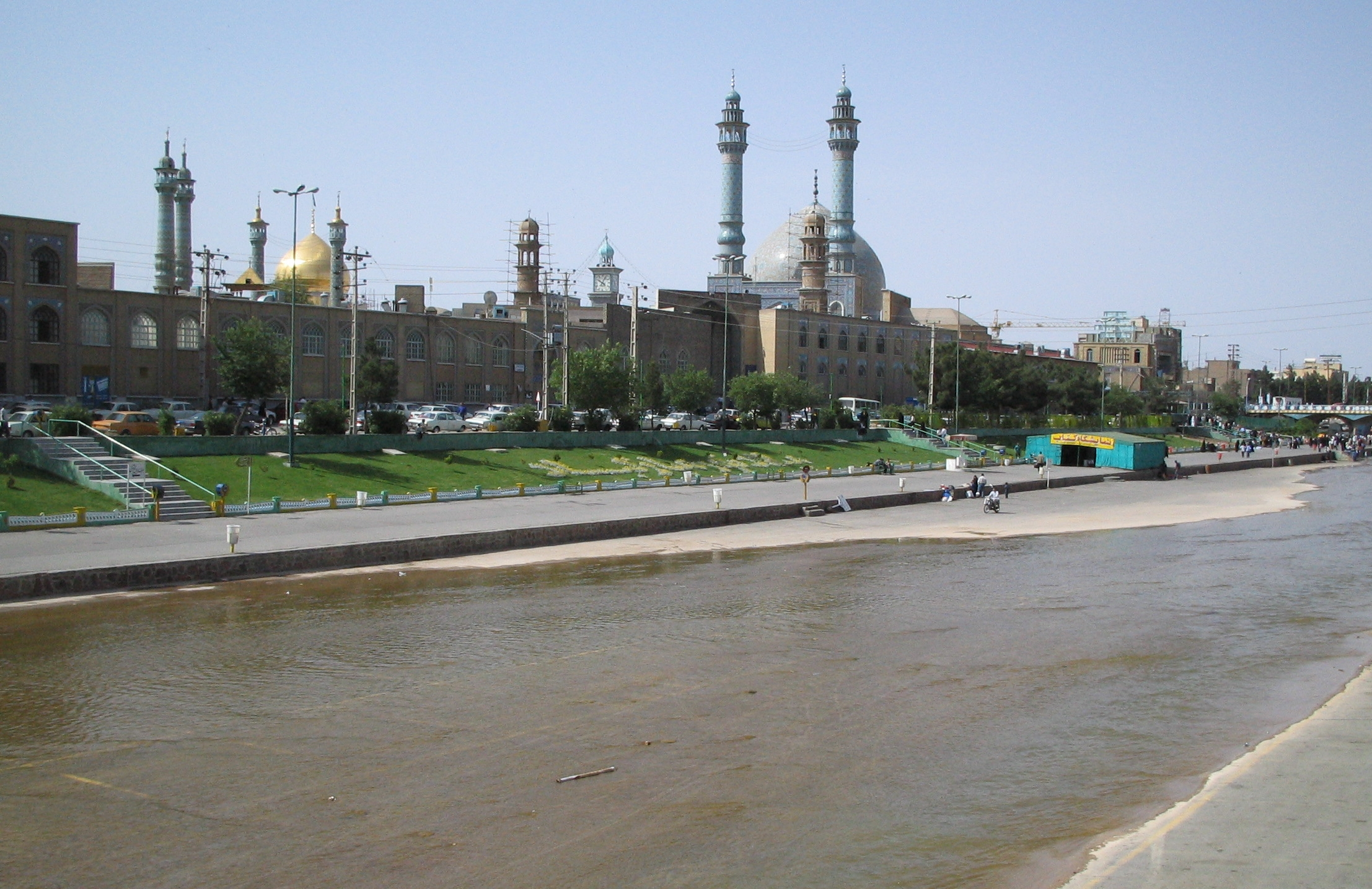
رودخانهٔ قم‌رود از مرکز شهر قم می‌گذرد.

| آب و هوای قم                                                         | آب و هوای قم | آب و هوای قم | آب و هوای قم | آب و هوای قم | آب و هوای قم | آب و هوای قم | آب و هوای قم | آب و هوای قم | آب و هوای قم | آب و هوای قم | آب و هوای قم | آب و هوای قم | آب و هوای قم |
|                                                                      | ژانویه       | فوریه        | مارس         | آوریل        | مـــــه      | ژوئـن        | ژوئیـه       | اوت          | سپتامبر      | اکتبـر       | نوامبر       | دسامبر       | سـال         |
| -------------------------------------------------------------------- | ------------ | ------------ | ------------ | ------------ | ------------ | ------------ | ------------ | ------------ | ------------ | ------------ | ------------ | ------------ | ------------ |
| گرم‌ترین C°                                                           | ۲۶           | ۲۴           | ۳۲           | ۳۷           | ۴۰           | ۴۴           | ۴۶           | ۴۷           | ۴۲           | ۳۶           | ۲۹           | ۲۳           | ۴۷           |
| میانگین گرم‌ترین‌ها C°                                                 | ۹            | ۱۲           | ۱۸           | ۲۶           | ۳۱           | ۳۷           | ۴۰           | ۳۹           | ۳۵           | ۲۷           | ۱۹           | ۱۲           | ۲۵٫۵         |
| میانگین سردترین‌ها C°                                                 | −۲           | ۰            | ۵            | ۱۰           | ۱۵           | ۲۰           | ۲۳           | ۲۲           | ۱۶           | ۱۳           | ۵            | ۰            | ۱۰٫۵         |
| سردترین C°                                                           | -۱۹          | -۸           | -۵           | ۱            | ۵            | ۱۳           | ۱۸           | ۱۵           | ۱۰           | ۵            | -۴           | -۷           | -۱۹          |
| بارش mm                                                              | ۱۷           | ۲۲           | ۲۷           | ۱۲           | ۱۱           | ۲            | ۰            | ۰            | ۱            | ۱۰           | ۱۱           | ۲۲           | ۱۳۵          |
| منبع: سالنامه آماری استان قم. فصل اول. سرزمین و آب و هوا ژانویه ۲۰۱۰ |              |              |              |              |              |              |              |              |              |              |              |              |              |

### ییلاق‌های اطراف شهر قم
از معروف‌ترین روستاها و ییلاق‏های اطراف قم می‌توان به کهندان، سنجگان، وشنوه، فردو، خاوه، کرمجگان ، ناحیه کهک و ناحیه کوهستان پلنگابی اشاره کرد.

### مخاطرات طبیعی
در قم خطر وقوع سیل، زلزله، خشک سالی و طوفان شن وجود دارد.
سیل به علت عبور رودخانه قمرود از مرکز شهر، زلزله به علت وجود گسل در جنوب شهر قم، خشک سالی به علت آب و هوای کویری.

### مسائل زیست‌محیطی
آلودگی هوا، گسترش بیابان‌ها و ریزگردهای حاصل از آن در شرق شهر و آلودگی صوتی از مسائل زیست‌محیطی شهر قم هستند.

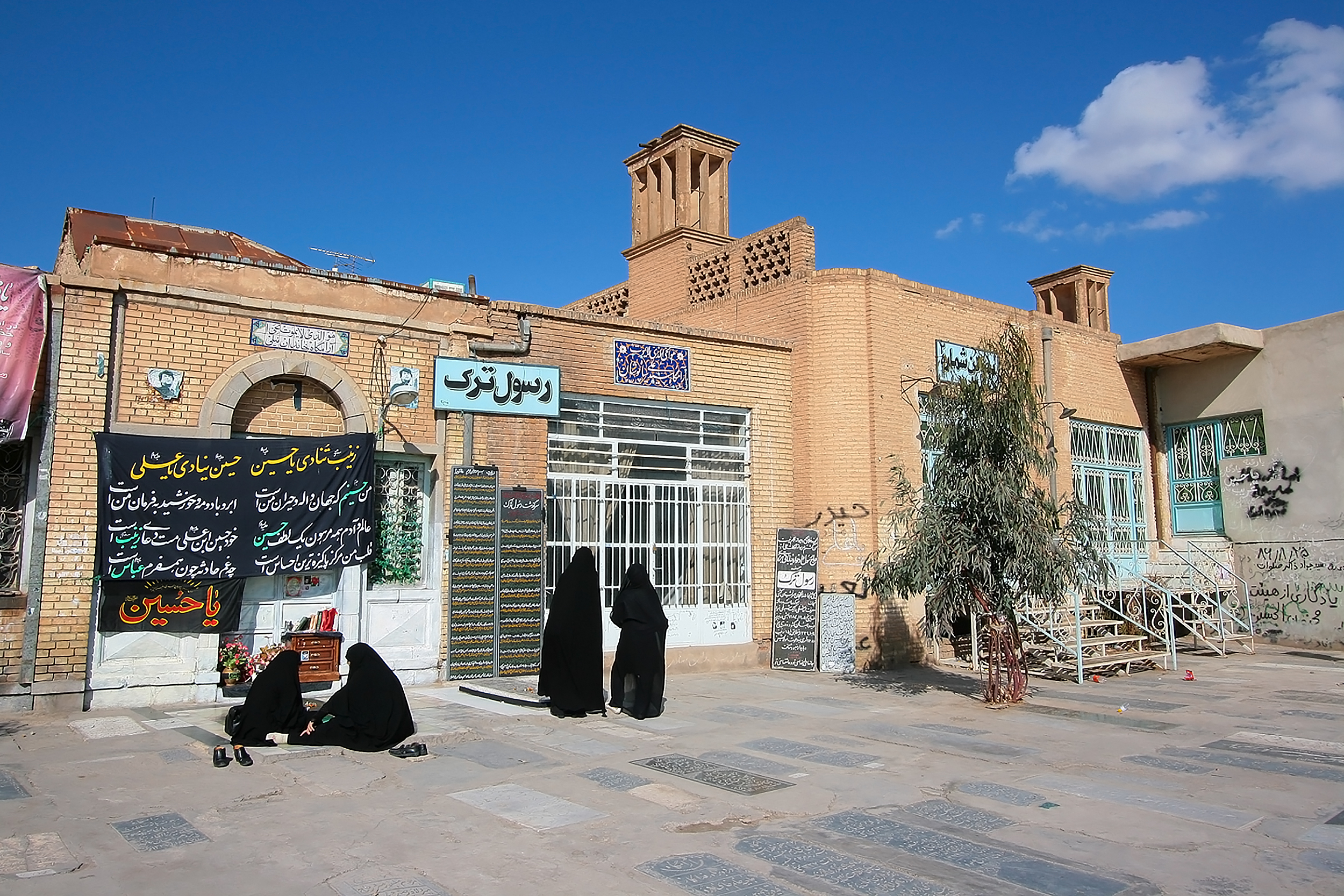
قبرستان نو قم

### مهاجرپذیری
قم یکی از مهم‌ترین مقاصد مهاجرت در ایران است. بیشتر مهاجران را طلبه‌های حوزه‌های علمیه و مراکز علمی و دانشگاهی، اتباع کشورهای همسایهٔ ایران مثل عراق، سوریه، لبنان، افغانستان و کارگران شاغل تشکیل می‌دهند که بسیاری از آنان به همراه خانواده‌های خود به قم مهاجرت می‌کنند.

## پیشینه

### پیش از اسلام

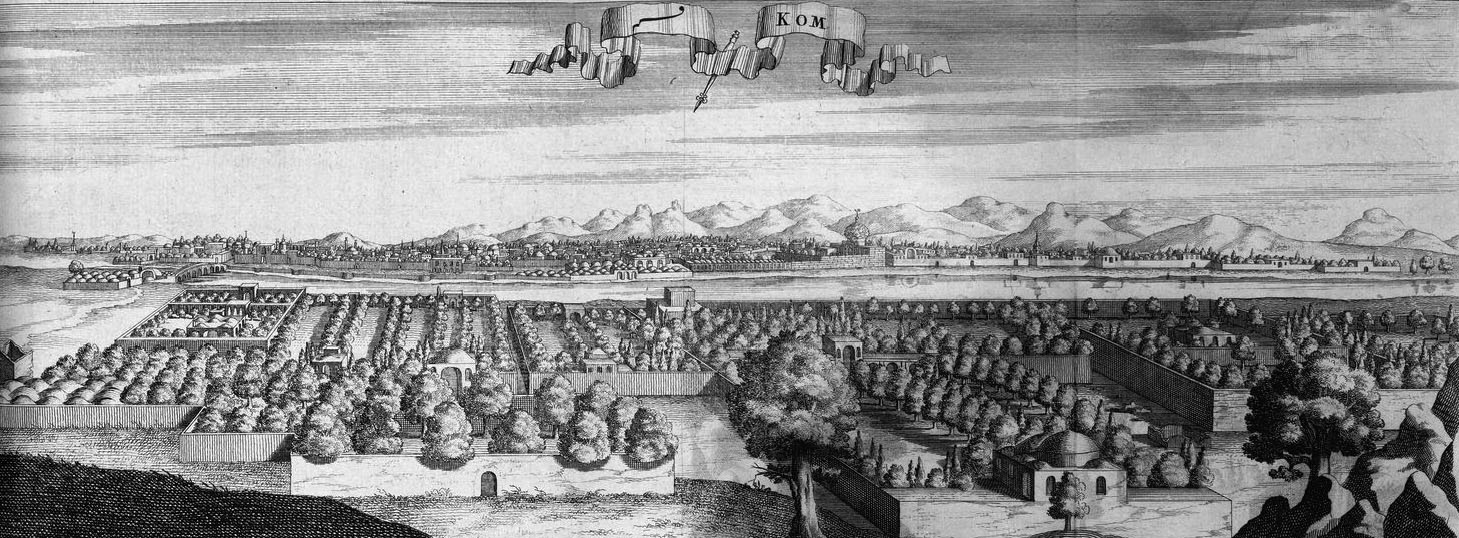
یک نقاشی قدیمی از قم در سال ۱۷۲۳ میلادی

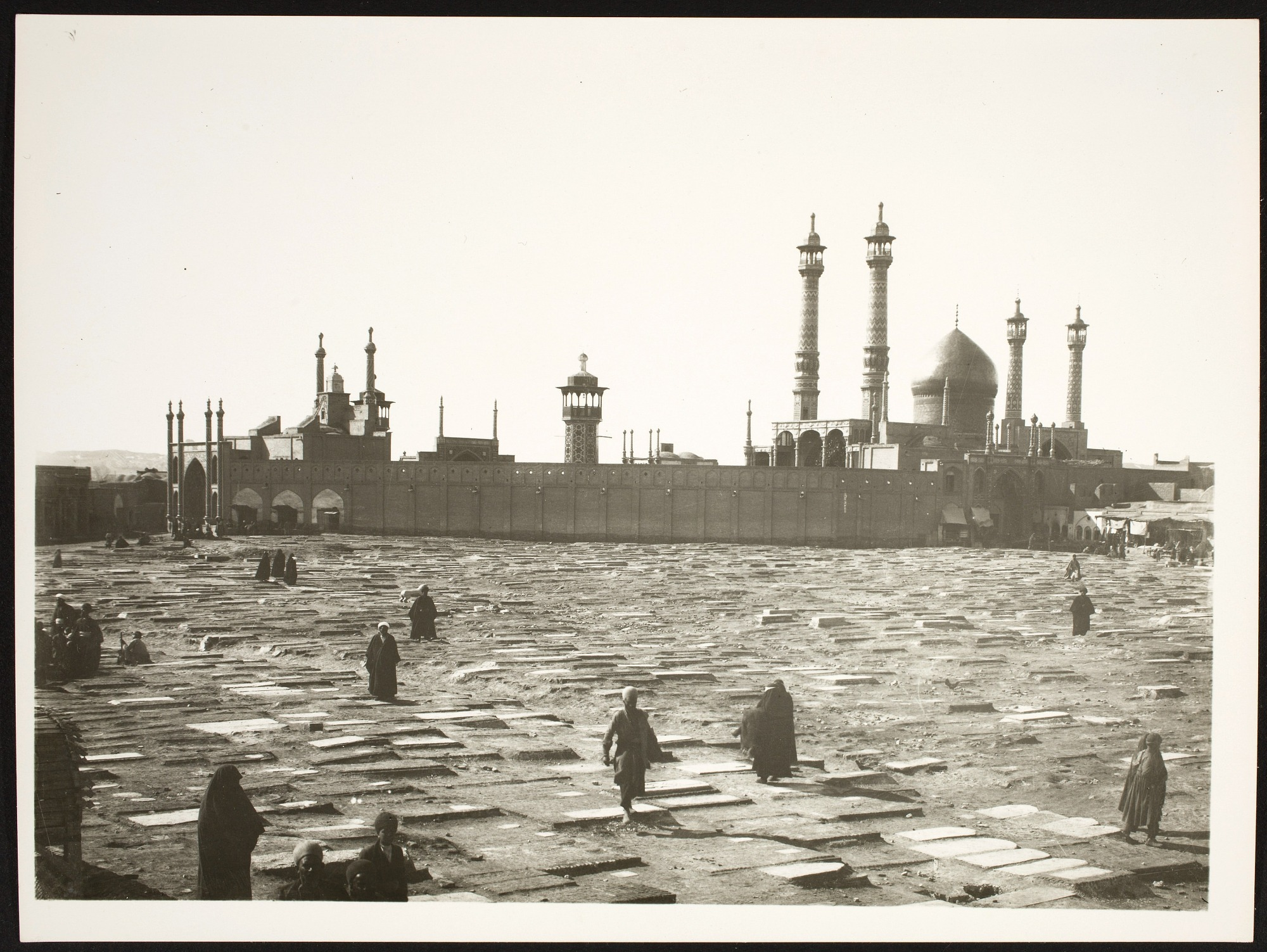
قم در دوران قاجار

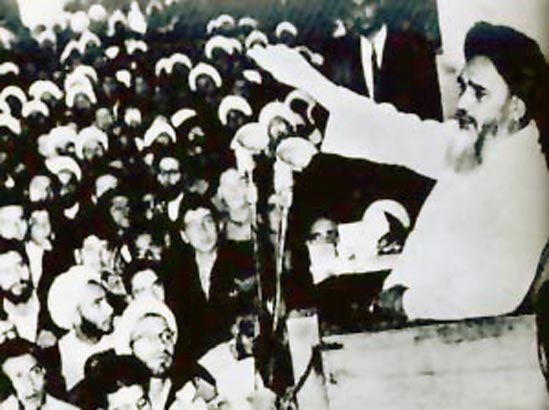
روح‌الله خمینی درحال سخنرانی در مسجد اعظم قم در اعتراض به لایحهٔ کاپیتولاسیون

طبق عقیده باستان‌شناسانی مانند رومن گیرشمن قم، از نخستین مکان‌های روی زمین است که برای نخستین‌بار میزبان تجمعاتی از انسان‌های نخستین بوده است. در این صورت قدمت شهر قم و حومهٔ آن به زمان پیدایش تمدن در حدود ۱۰هزار سال قبل می‌رسد. در سال‌های پس از انقلاب ۱۹۷۹ ایران انجام کاوش‌های باستان‌شناسی در منطقه قمرود قم نیز درستی این گفته را تأیید می‌کند. آثار این کاوش‌ها هم‌اکنون در موزه ملی ایران قابل رویت است.
در حفاری‌های جدید در تپه قلی درویش در نزدیکی مسجد جمکران آثاری از کوره‌های عصر آهن با قدمت حدود سه هزار سال بدست آمده است که مشخص می‌کند این شهر در گذشته در شرق محل کنونی بوده و در اثر تغییر مسیر قمرود به سمت غرب کشیده شده است.
بسیاری از مورخان قم را شهری می‌دانند ساخته خمانی دختر بهمن، و شاید نام کنونی قم و پیشینش کمیدان و کم که به این شهر گفته می‌شده و می‌شود نیز از همین ریشه بوده‌باشد.
هسته اولیه قم امروزی، محلهٔ «لب چال» است. این محل در روزگار باستان‌دهی با ساکنان زرتشتی بوده که «مِمجان» نامیده می‌شده است.
در اسنادی آمده که زمانی پیش از ساسانیان این شهر دچار تخریب و ویرانی می‌شود و قباد ساسانی زمانی که از جنگ با هپتالیان برمی گردد دستور می‌دهد دوباره شهر را آباد کنند، لذا در تاریخ آن دوران این شهر را به نام ویران آبادان کرد کواد (قباد) یعنی شهر ویرانی که قباد آن را آباد کرد، می‌شناسند. در زمان خسرو پرویز هم قم شهری آباد بوده و زعفران قمی شهرت داشته است.
در کتاب «خسروگواتان و ریذگ» از کتاب‌های دورهٔ ساسانیان که به تازگی به فارسی برگردانده شده، زعفران قم، وصف شده است. یعقوبی نویسنده مشهور سده هشتم هجری قمری، قم را شهری متعلق به دوران ساسانیان دانسته است.
از وضعیت قم در دوران مادها، ایلامی‌ها و اشکانیان اطلاعات دقیقی در دست نیست اما گفته‌شده در دوران هخامنشیان شهری آباد بوده که با حملهٔ اسکندر مقدونی دچار ویرانی شده است.
شهر کنونی قم در مرکز ایران، ریشه در دوران باستان دارد. اگرچه تاریخ آن در دوران پیش از اسلام تا حدی قابل مستندسازی است، اما دوره‌های اولیه همچنان نامشخص باقی مانده‌اند. حفاری‌های تپه سیلک نشان می‌دهد که این منطقه از زمان‌های بسیار دور مسکونی بوده (به نقل از گیرشمن و واندن‌برگه)، و بررسی‌های جدیدتر نیز نشانه‌هایی از سکونتگاه‌های وسیع در جنوب قم را آشکار کرده‌اند که قدمت آن‌ها به هزاره چهارم تا اول پیش از میلاد می‌رسد. در حالی که از دوره ایلامیان، مادها و هخامنشیان اطلاعات خاصی از این منطقه در دست نیست، آثار باستانی مهمی از دوره‌های سلوکی و اشکانی یافت شده‌اند؛ که معروف‌ترین و مهم‌ترین آن‌ها، ویرانه‌های "خورهه" هستند (حدود ۷۰ کیلومتری جنوب‌غربی قم). تاریخ‌گذاری و کارکرد این بناها بحث‌ها و تفسیرهای طولانی را مطرح کرده است که هنوز مورد مناقشه هستند؛ چرا که این ویرانه‌ها گاهی به‌عنوان بقایای یک معبد ساسانی، گاهی یک معبد دیونیزوسی سلوکی، و گاهی یک مجموعه اشکانی تعبیر شده‌اند. کارکرد واقعی آن‌ها همچنان مورد اختلاف است، اما تحقیقات ولفرام کلیس به این نتیجه رسیده که این بناها احتمالاً یک کاخ اشکانی بوده‌اند که به‌عنوان ایستگاهی در مسیر جاده‌ی مجاور استفاده می‌شده و تا دوران ساسانی نیز فعال بوده‌اند.
نتایج تازه‌ منتشرشده‌ی حفاری‌هایی که در سال ۱۹۵۵ توسط باستان‌شناسان ایرانی انجام شده‌اند، بار دیگر نظریه‌ی قدیمی وجود یک بنای مذهبی مربوط به دوره‌ی سلوکی را احیا کرده‌اند. علاوه بر خورهه، که در سده نهم هجری در آثار «قمی» با نام «خورآباد» ذکر شده، از این دوره چند اثر دیگر نیز در منطقه کشف شده‌اند،  ازجمله چهار سر پارتی که در نزدیکی قم یافت شده‌اند و اکنون در موزه‌ی ملی ایران در تهران نگهداری می‌شوند. قمی همچنین از شخصیت‌هایی مربوط به دوره‌ی اشکانی به‌عنوان بنیان‌گذاران برخی روستاهای اطراف قم نام می‌برد. در دو اثر جغرافیایی باستانی یعنی نقشه پوتینگر و جداول جغرافیایی بطلمیوس نام قم به صورت اسامی یونانی ذکر شده است؛ ولی همچنان تردید وجود دارد که این نام آیا به شهر قم اشاره می‌کند یا خیر؟

### پس از جنگ با مسلمانان
پس از جنگ مسلمانان، در زمان خلیفه عمر بن خطاب، ابوموسی اشعری در سال ۶۲۴ میلادی سپاهی را راهی فتح قم کرد و پس از آن قم مقصد مهاجران عرب از عراق و سپس علویان و شیعیان شد. این شهر از دورهٔ اموی و عباسی به تدریج به پایتخت مذهبی شیعیان تبدیل شد. پس از وفات فاطمه معصومه خواهر علی بن موسی و دفن او در قم، این نقش شهر به تدریج گسترش یافت.
مردم قم در دوران امویان و عباسیان و در زمان‌های حکومت هارون الرشید، مأمون، معتصم، معتمد عباسی و حاکمان دیگر چندین بار ضد حکومت‌های وقت شورش کرده و از پرداخت مالیات سرباززدند که در بیشتر موارد سرکوب شده و قم متحمل خسارات زیادی شده است. در زمان حکومت‌های آل بویه و سلجوقیان قم روبه توسعه و پیشرفت نهاد و دوباره با حملهٔ مغولان متحمل خسارت شد که در نهایت با قدرت یافتن صفویان در ایران و رسمی شدن مذهب شیعه شهر به تدریج توسعه یافت. حملهٔ افغان‌ها به ایران در پایان دورهٔ صفویه باعث شد که این شهر صحنهٔ نبرد میان مردم و مهاجمان شده و مورد تاخت و تاز قرار گیرد. در دوران‌های افشاریه و زندیه نیز  به‌دلیل بی‌توجهی حکومت‌ها از توسعه بازماند.
پادشاهان قاجاریه توجه بیش‌تری به قم نشان دادند. در زمان فتحعلی‌شاه قاجار شهر قم و مرقد فاطمه معصومه بازسازی شدند. در جنگ جهانی اول، دامنهٔ جنگ به حدی گسترش یافت که حتی قم را هم دربرگرفت و نیروهای روسیه و انگلیس به بهانه‌های مختلف آن را اشغال کردند. در پاییز سال ۱۲۹۴ خورشیدی، نیروهای روسیه با هدف تصرف تهران وارد کرج شدند. به این ترتیب پایتخت مورد تهدید جدی واقع شد. نزدیک شدن نیروهای روسیه به تهران سبب مهاجرت بسیاری از طبقات مختلف مردم به قم گردید.
در دوران پهلوی، قم مرکز مبارزه علیه سیاست‌های حکومت پهلوی بود. اولین جرقه انقلاب ۱۹۷۹ ایران در بهمن سال ۱۳۴۱ خورشیدی در قم زده شد. روح‌الله خمینی که در نقش رهبر این انقلاب بود در قم به مخالفت با تصویب‌نامه انجمن‌های ایالتی ولایتی و همین‌طور اصول شش‌گانه انقلاب شاه و ملت و لایحه کاپیتولاسیون پرداخت.

## مردم

### جمعیت
جمعیت این شهر بر اساس سرشماری سال ۱۳۹۰، برابر با ۱٬۰۳۶٬۰۷۴ نفر بوده است که ۵۲۵٬۷۰۴ نفر آن‌ها مرد و ۵۱۰٬۳۷۰ نفر آن‌ها زن بوده‌اند. این جمعیت در ۲۷۹٬۷۵۲ خانوار زندگی می‌کنند. همچنین جمعیت این شهر بر اساس سرشماری سال ۱۳۹۵ برابر با ۱٬۱۱۲٬۱۵۸ نفر بوده است.۹۹٫۷۶ درصد جمعیت شهر مسلمان و شیعه دوازده امامی هستند و مابقی را پیروان دیگر ادیان الهی تشکیل می‌دهند. اقلیت‌های دینی کلیمی در قم زندگی نمی‌کنند. تنها اقلیت‌های دینی ساکن قم زرتشتیان (۴۴ نفر) و مسیحیان (۵۹۴ نفر) و چند خانواده از اهل سنت نیز در این شهر ساکن هستند.

### زبان و لهجهٔ قمی
زبان عموم مردم قم فارسی است که با لهجهٔ قمی بیان می‌شود. به جز زبان فارسی، زبان‌های عربی توسط مهاجران عرب، پشتو توسط مهاجران افغان، اردو توسط مهاجران پاکستانی، هندی توسط مهاجران هندی، ترکی آذربایجانی توسط مهاجران آذربایجانی، مازندرانی، گیلکی و تالشی توسط مهاجران شمال کشور یعنی گیلان مازندران و گلستان  و کردی و لری توسط مهاجران مناطق کردنشین و لرنشین زاگرس در قم تکلم می‌شوند.

### اقوام
طی پژوهشی که شرکت پژوهشگران خبرهٔ پارس به سفارش شورای فرهنگ عمومی در سال ۸۹ انجام داد و براساس یک بررسی میدانی و یک جامعه آماری از میان ساکنان ۲۸۸ شهر و حدود ۱۴۰۰ روستای سراسر کشور، درصد اقوامی که در این نظر سنجی نمونه‌گیری شد در قم به قرار زیر بود:
| اقوام کلانشهر قم | اقوام کلانشهر قم | اقوام کلانشهر قم | اقوام کلانشهر قم | اقوام کلانشهر قم |
| ---------------- | ---------------- | ---------------- | ---------------- | ---------------- |
| قومیت            | قومیت            |                  | درصد             | درصد             |
| فارس             | فارس             |                  | ۶۷٪              | ۶۷٪              |
| آذری             | آذری             |                  | ۲۰٫۶٪            | ۲۰٫۶٪            |
| لر               | لر               |                  | ۳٫۲٪             | ۳٫۲٪             |
| عرب              | عرب              |                  | ۲٫۸٪             | ۲٫۸٪             |
| شمالی            | شمالی            |                  | ۹٪               | ۹٪               |
| کرد              | کرد              |                  | ۰٫۵٪             | ۰٫۵٪             |
| بلوچ             | بلوچ             |                  | ۰٫۵٪             | ۰٫۵٪             |
| سایر             | سایر             |                  | ۱٫۴٪             | ۱٫۴٪             |

### نامداران
فهرست مشاهیر و نام‌آوران شهر قم در اینجا قابل مشاهده است.

## فرهنگ

### آداب و رسوم

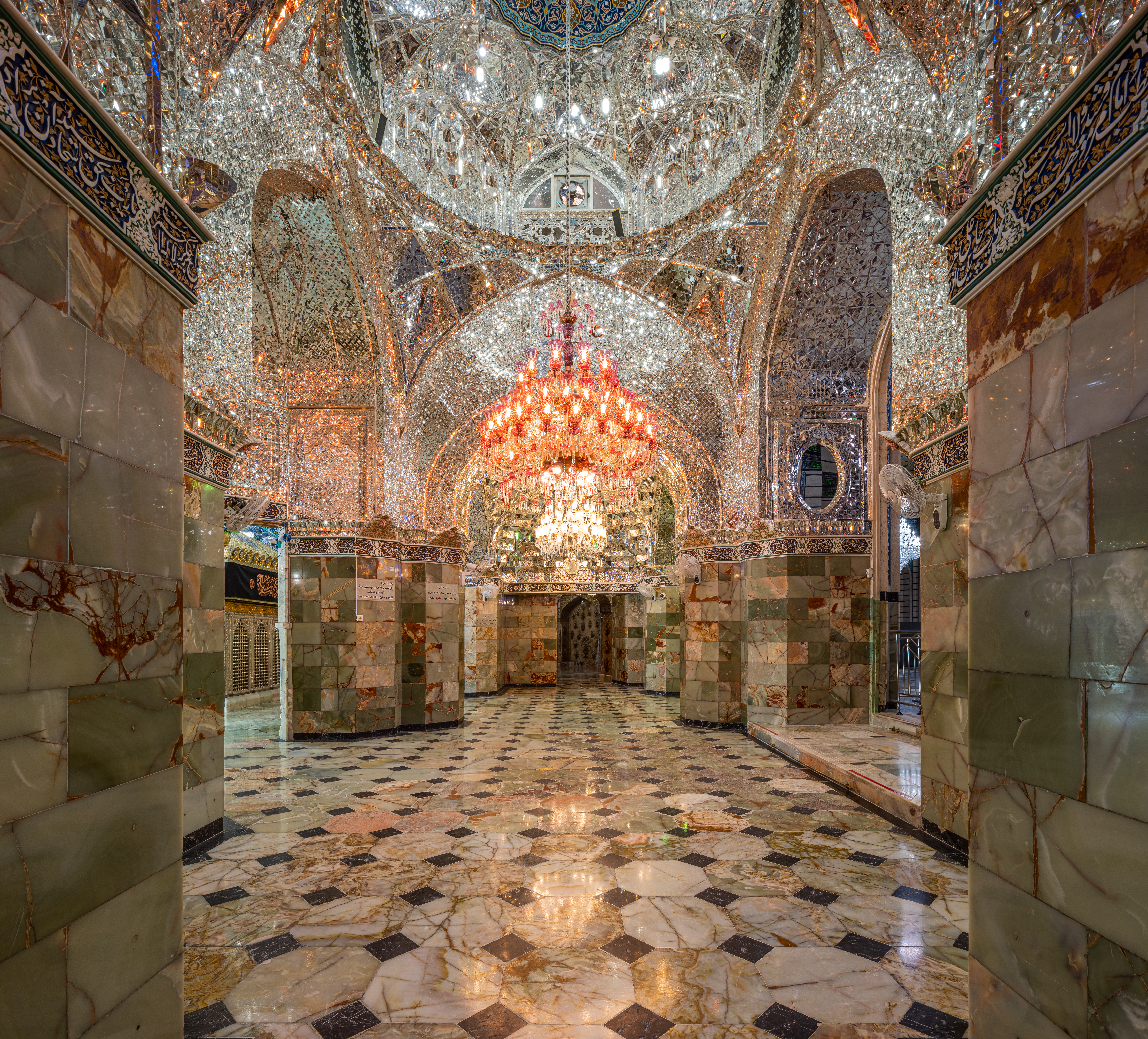
نگاره‌ای از مسجد طباطبایی در حرم فاطمه معصومه.

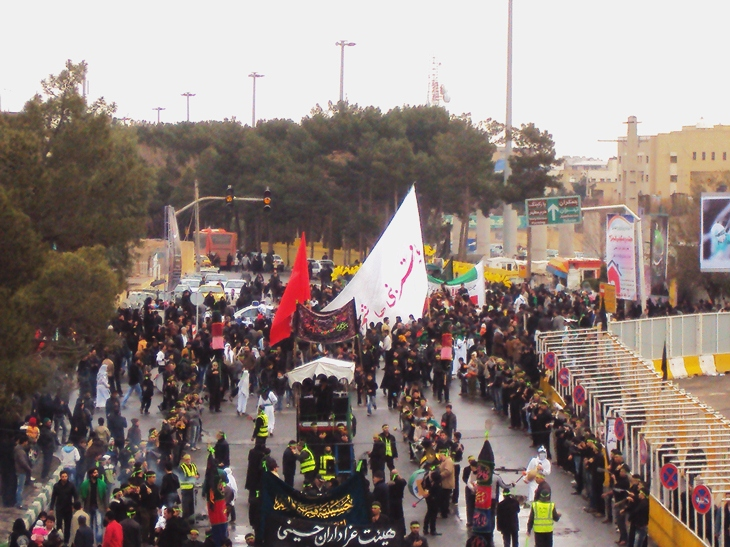
مراسم عزاداری روز تاسوعا در میدان آستانه قم

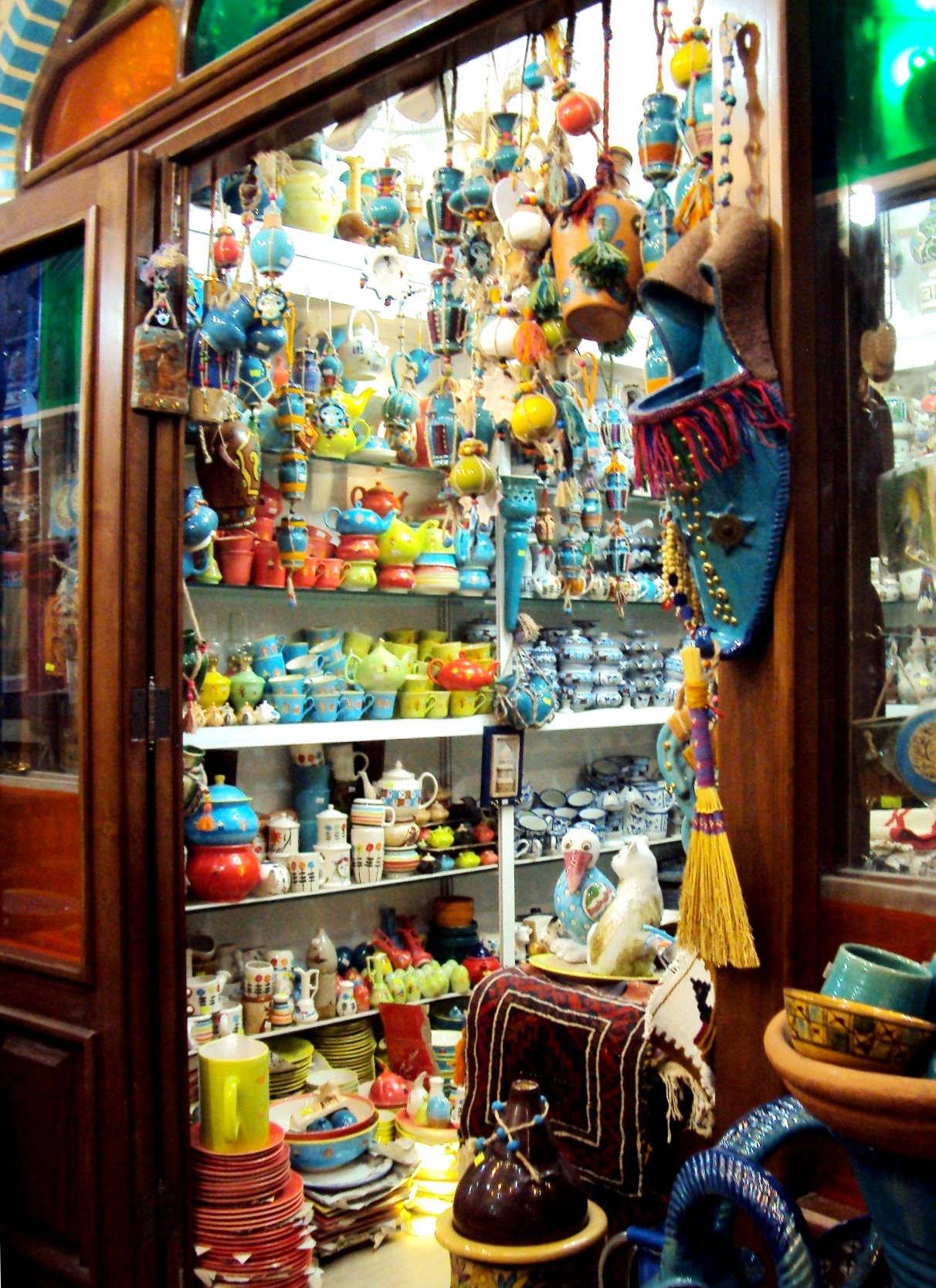
صنایع دستی قم

در قم آیین‌های متعددی در طول سال برگزار می‌شود. مردم قم در نیمه شعبان و تاسوعا و عاشورا مراسم‌های شادی و عزاداری برگزار می‌کنند.
مردم شهر هر سال با تجمع در خیابان امامزاده ابراهیم و حرکت به سمت مرقد فاطمه معصومه سال‌روز ورود فاطمه معصومه به قم را گرامی می‌دارند. آن‌ها شخصی را به عنوان موسی ابن خزرج شبیه‌سازی می‌کنند و شتر به دست او می‌دهند. آن شخص فاطمه معصومه را به منزل شخصی خود هدایت کرده و در پایان مراسم ضریح فاطمه معصومه توسط مردم گلباران می‌شود.
از دیگر مراسم‌های مذهبی جشن روز نیمهٔ شعبان در خیابان چهارمردان شهر قم است. عدهٔ زیادی نیز در این روز برای شرکت در مجلس جشن و شادی به مسجد جمکران یا مرقد فاطمه معصومه می‌روند. جوانان و کودکان قمی کوچه‌ها و معابر فرعی شهر را آذین‌بندی می‌کنند.
یکی از آداب مردم قم برگزاری مراسم طلب باران است. در این مراسم مردم در امامزاده‌ها و مساجد شهر جمع می‌شوند و با خواندن نماز باران از خداوند طلب باران می‌کنند. نقل است که در زمان جنگ جهانی دوم خشک سالی شدیدی در قم روی داد و مردم نماز باران را به امامت محمدتقی خوانساری که از مراجع تقلید آن‌زمان بودند خواندند که اندکی پس از مراسم بر این شهر باران بارید.
در روزهای تاسوعا، عاشورا، اربعین و ۲۸ ماه صفر هیئت‌های مذهبی شهر قم از نقاط مختلف شهر به طرف مرقد فاطمه معصومه حرکت می‌کنند. در روز عاشورا عزاداران علاوه بر برگزاری سنت‌های عزاداری مطابق روزهای عزا مردم قم، آلات عزاداری به نام طوغ از محلات قدیمی در انتهای دستجات عزاداری خود به سمت حرم حمل می‌کنند و در مقابل ایوان آیینه حرم گرد طوغ شور (بر سر) می‌زنند. طوغ‌های سنتی و قدیمی قم در شش محله قدیمی چهل اختران، چهارمردان، سلطان محمد شریف، عشقعلی، میدان میر و آقا سید حسن نگهداری و در روز عاشورا در دستجات عزاداری این محلات حمل می‌شود.
مرسوم است کسانی که به نقاط دیگر ایران مهاجرت کرده‌اند در این روزها به شهر خود بر می‌گردند و در مساجد شهر خود به عزاداری می‌پردازند. مراسم‌های «شب برات»، «شب چله»، «سردرختی»، «دستمال انداختن»، «دیگ جوش» و «کاکولک» از دیگر مراسم‌های سنتی مردم قم هستند.

### خوراک
خوراک مردم قم تفاوتی با آنچه که عموم ایرانیان می‌خورند ندارد
خوراک مردم قم رابطهٔ نزدیکی با آنچه که از طبیعت به دست آمده دارد. معروف‌ترین خوراک سنتی در قم آبگوشت قُنَبید است. آبگوشتی که با کلم محلی قم پخت می‌شود. گیاه قُنَبید مزه‌ای شبیه به مزه تربچه و ظاهری شبیه به ظاهر کلم دارد. آبگوشت بزباش (سبزی)، دم پختک، کله جوش، حلوا کنجدی، حلوا شادونه، سنگکی(نوعی حبوبات که وقتی طبخ می‌شود شبیه عدسی است)، حلوا ارده، نان کسمه، کلوچه و سوهان دیگر مواد خوراکی بومی مردم هستند.

### پوشاک
تن‌پوش آنان در گذشته شامل پیراهن دورچین (پاچین)، پیراهن راسته، شلوار قردار، شلیته، جلیقه، آرخالق و تمون بود که از پارچه‌های ساده و گاه گلدار برای تهیه آن‌ها استفاده می‌شد. پاپوش زنان را گیوه و چاقچور تشکیل می‌داد.
مردان شهر در گذشته کلاه‌هایی به اسامی بافتنی، نخی، پوستی، نمدی، پهلوی و شاپو بر سر می‌گذاشتند. تن‌پوش مردان قمی هم شامل پیراهن یقه شیخی، جلیقه، کت و قبا بوده است که به همراه شلوارهای ساده و گشاد از جنس کرباس به تن می‌کردند. پاپوش آن‌ها گیوه و نعلین بود. امروزه اما بیشتر مردان قمی از لباس ساده پیراهن و شلوار پارچه‌ای یا تی شرت و شلوار کتان یا جین استفاده می‌کنند.

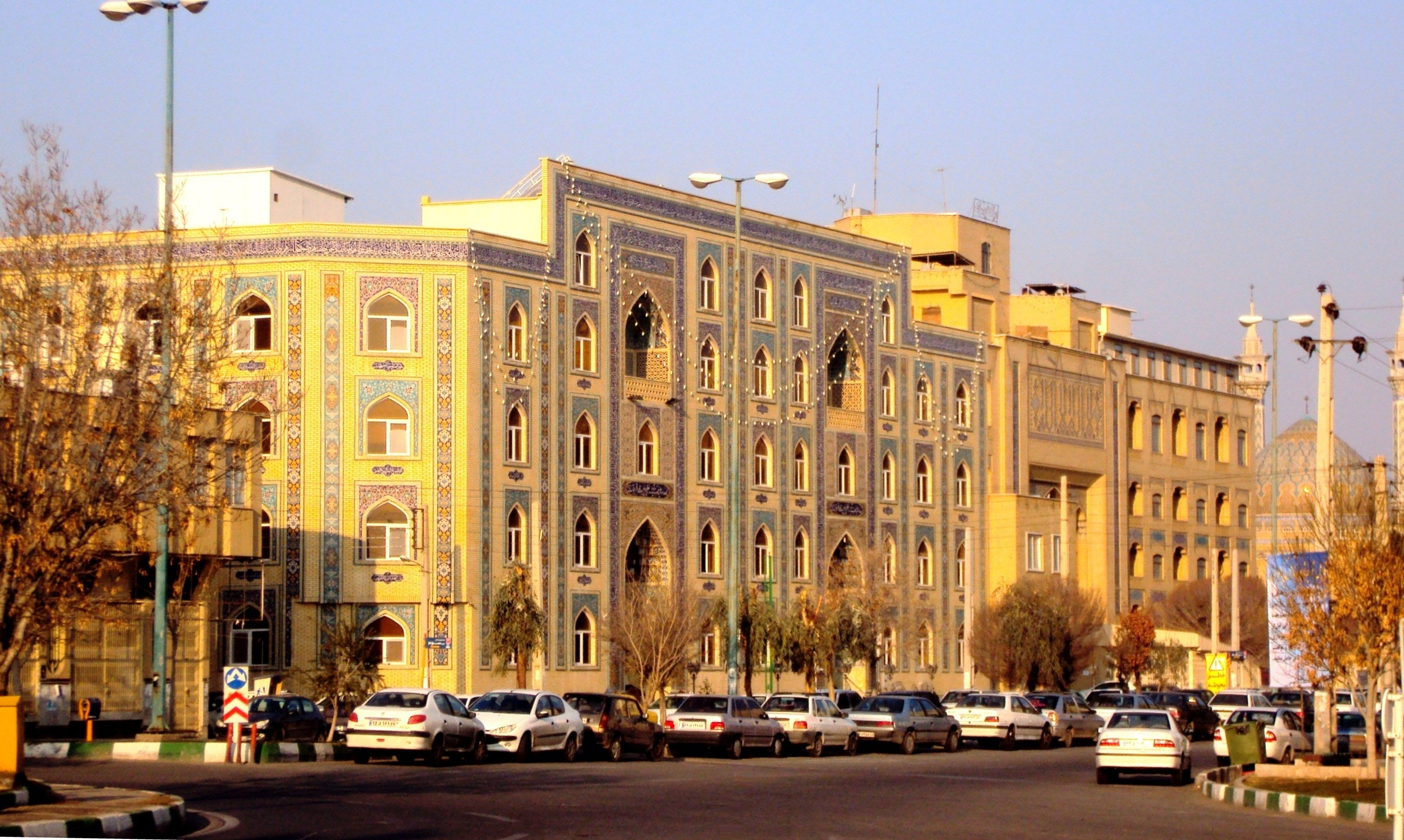
در شهرسازی، به ویژه ساخت مکان‌های عمومی و مراکز تحقیقاتی سعی می‌شود چهرهٔ اسلامی و مذهبی شهر حفظ شود.

### معماری و شهرسازی
معماری محلات و خانه‌ها در قم بر اساس استقلال، حرمت حریم خانواده‌ها و اهمیت خلوت‌گزینی شکل گرفته است. مرزهای پردوام محلات و خانه‌ها، کم عرض و بن‌بست بودن کوچه‌ها و محلات، بام‌های گنبدی و تخت، نشانگر نوعی از استقلال در واحدهای مسکونی شهر است. در تجزیه و تحلیل مسکن در بافت تاریخی شهر قم، گوناگونی فضاها، درجات مختلف پوشیدگی و شیوه‌های ترکیب مرتبط با زندگی اجتماعی قابل مشاهده است. معماری قم، شکل خاصی از معماری مناطق کویری است.

### هنرهای سنتی
همچون سایر نواحی ایران انواع هنرهای سنتی با توجه به اقلیم خاص، در قم رایج بوده و هست. کاشی تراشی، و آجر تراشی تا حدودی در نیم سده اخیر در قم رو به افول گذاشته‌اند.لیکن در زمینه کاشی معرق و خشتی، اساتیدی همچون حاج هادی کوه خضری و حاج مهدی رستگاری فعالیت دارند

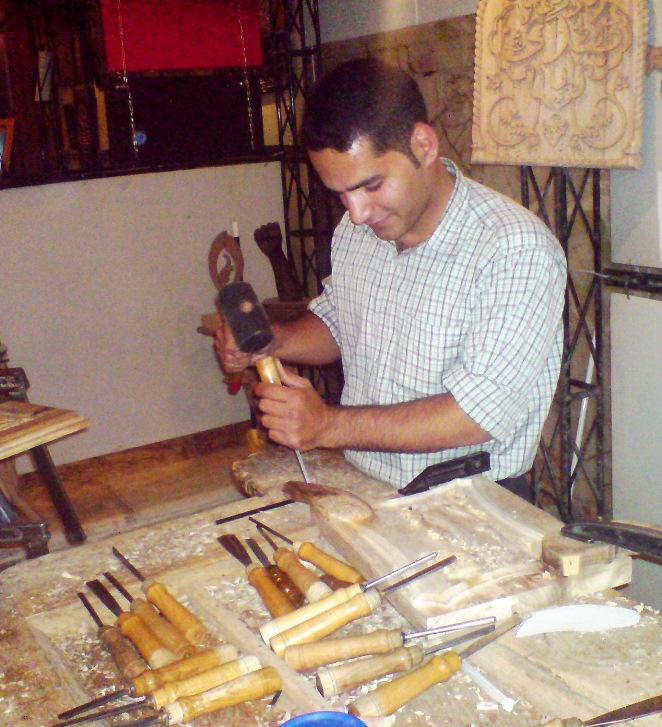
منبت کاری در قم

قالی بافی: قالی و فرش قم دارای محبوبیت جهانی است. فرش‌های قم با طرح‌های سنتی و ابتکاری خاص قم، اغلب از جنس ابریشم در ابعاد کوچک - که برگرفته از ویژگی خاص قم به عنوان شهری زیارتی است - بافته شده و از آنجا که هر دار قالی توسط یک نفر قالی‌باف اداره می‌شود، دارای بافتی یک دست و یک نواخت است. شهر قم دارای کارگاه‌های مجهز برای انجام عملیات تکمیلی قالی نیز می‌باشد و هنوز هم از سراسر ایران برای پردازش قالی به قم مراجعه می‌شود.
منبت کاری: منبت کاری هنری است مشتمل بر حکاکی و کنده‌کاری بر روی چوب. بیش از ۲۰۰۰ کارگاه منبت کاری در قم فعال هستند. قم با داشتن هنرمندان و صنعت‌گران مطرح در زمینه منبت کاری، اصلی‌ترین و بزرگ‌ترین قطب این هنر در ایران است. منبت کاران این شهر محصولات خود را در شهرهای مختلف خاورمیانه و سایر نقاط جهان عرضه می‌کنند. هنر منبت کاری شاید پرقدمت‌ترین هنر در قم باشد. قدیمی‌ترین اثر منبت کاری ثبت شده در قم، مربوط به هفت هزار سال پیش است. این هنر در دو نوع ریز و درشت بر روی چوب و عاج و استخوان انجام می‌شود و شامل مجسمه‌سازی نیمرخ و تمام‌رخ، گلبرگ‌های اسلیمی، ختنی و… است.
پالان‌دوزی، کلاه مالی، غوزه‌گیری، خراطی، خرمهره سازی، شعربافی، سفیدگری، مسگری، پویندگی، حجاری، گیوه دوزی، ارده‌گیری از دیگر هنرهای رایج در قم هستند.

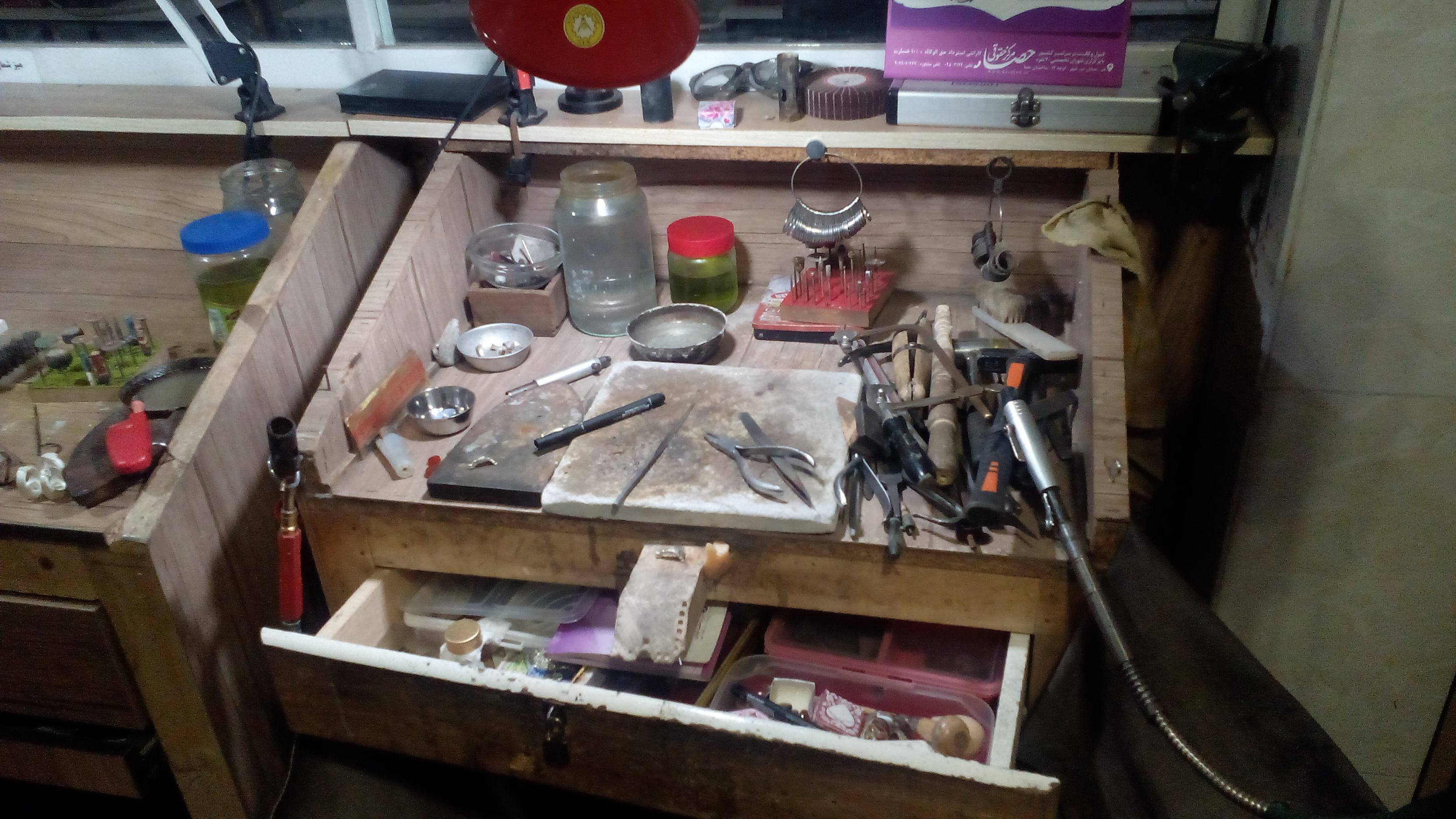
میز تولید انگشتر به روش سنتی در کارگاه یاقوت کویر استان قم

انگشتر دست‌ساز: حدود ۱۰۰۰ کارگاه تولید انگشتر دست‌ساز در استان قم مشغول به فعالیت می‌باشند. در این کارگاه‌ها هنرمندان انگشترهای فاخر خود با ابزارهای دستی می‌سازند. قالب انگشترهای ساخته شده از فلز نقره و با طرح‌های مردانه است. در این میان هنرمندانی هستند که جواهرات زنانه و با فلز طلا نیز می‌سازند. استان قم از لحاظ کیفیت رتبه اول انگشتر نقره دست‌ساز مردانه را در ایران در اختیار دارد.

## ره‌آورد

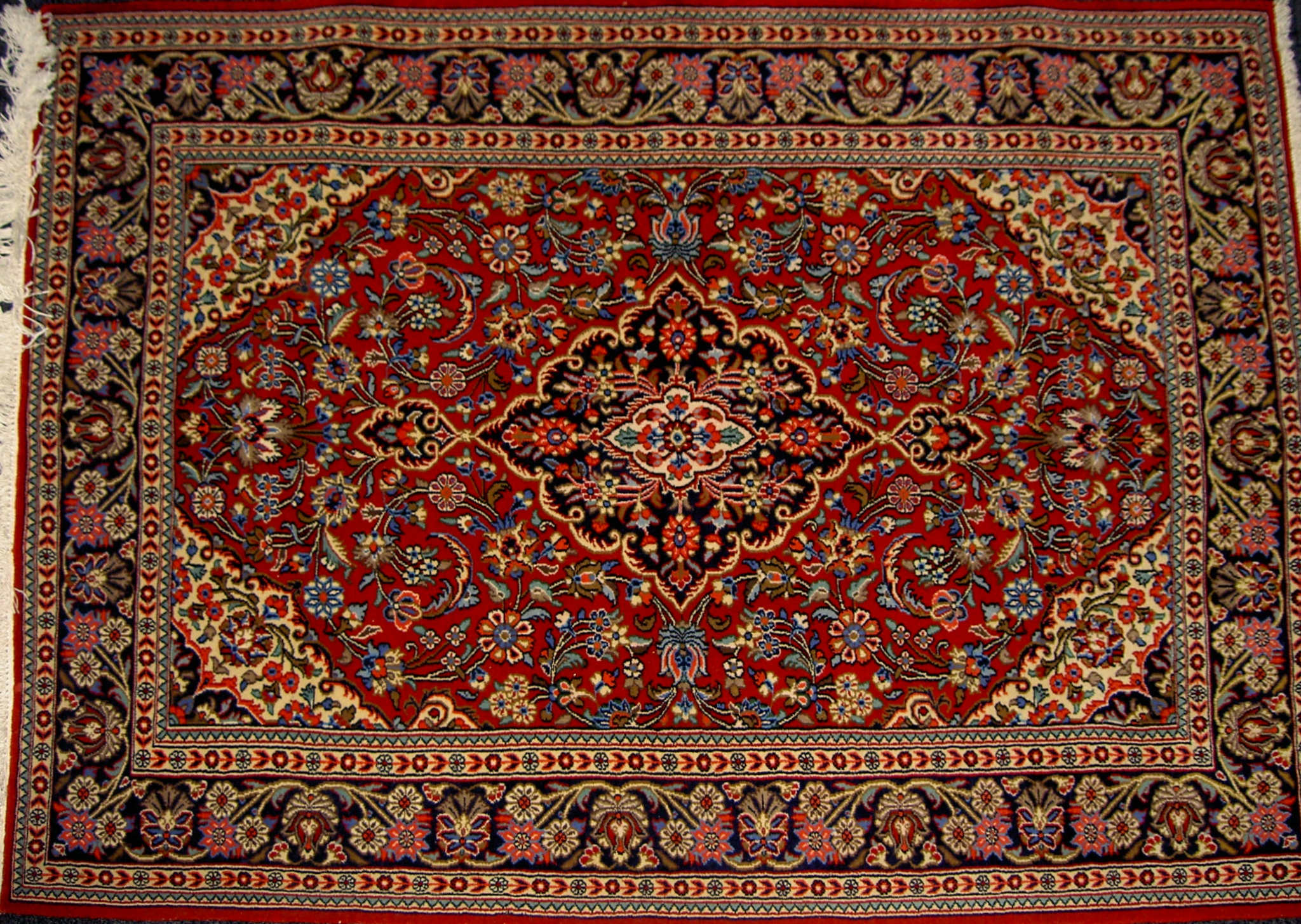
قالی قم

### قالی ابریشمی قم
قم به عنوان پایتخت تولید فرش ابریشم در ایران و جهان شناخته می‌شود و ۹۰ درصد تولیدات این کالا در قم به خارج از کشور صادر می‌شود. برخی از مردم به شغل قالی بافتن مشغول هستند.
سابقهٔ قالی‌بافی در قم با شیوهٔ کنونی به اواخر دهه چهارم سده میلادی یعنی حدود چندین سال پیش می‌رسد؛ یعنی زمانی که تجار کاشان دارهای قالی را به قم برده و کار را در مقیاسی محدود شروع کردند و با گذشت ۲ سال تولید قالی قم با ابعادی تجاری آغاز شد.
نقشه‌های قالی‌های قدیمی را طرح‌های مشهور به لچک و ترنج شاه عباسی، محرمات، محرابی و شکارگاه تشکیل می‌دادند. این طرح‌ها که با اقتباس از نقشه‌های کاشان و اصفهان تهیه شده بود به‌سرعت با تغییراتی که طراحان قم در آن دادند دچار تحول شد و سبک جدیدی در صنعت قالی‌بافی ایران پدیدآورد. این سبک با ویژگی‌هایی نظیر هماهنگی نقوش به «سبک فرش قم» مشهور شد.فرش قم از نوع معمولی است.

### سوهان
مشهورترین ره‌آورد قم سوهان است.

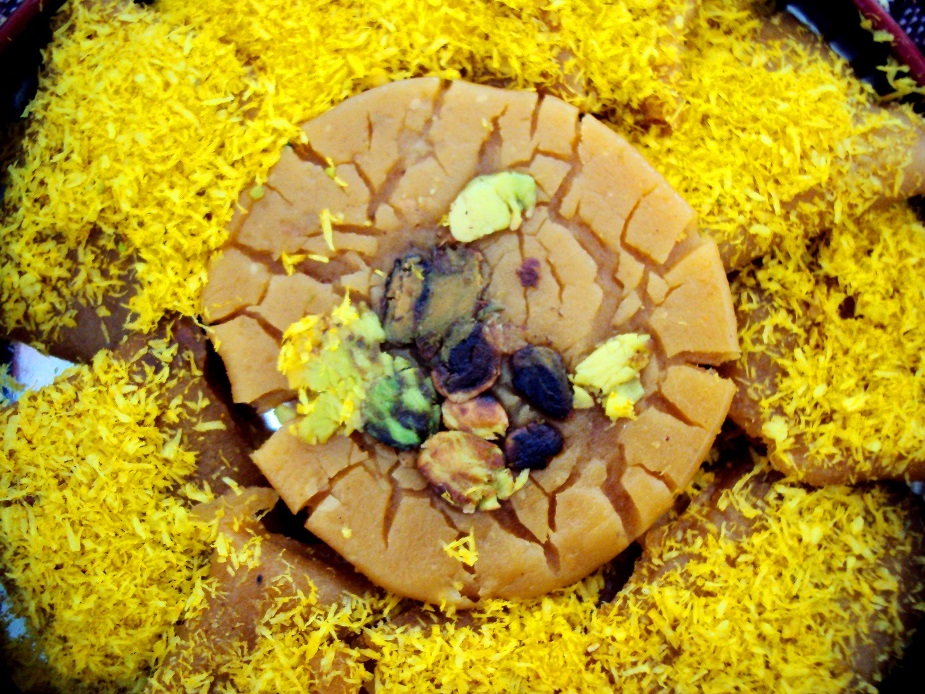
سوهان قم

حدود یک سده پیش نوعی حلوا و شیرینی خانگی در قم پخته می‌شد و به «حلوای قمی» مشهور بود؛ و خیلی محدود و به ندرت توسط مغازه‌های عطاری عرضه می‌شد. معروف است که به هنگام حضور مظفرالدین شاه در قم از وی توسط حلوای قمی پذیرایی شد و او پس از خوردن حلوای قمی گفت: «این حلوا مثل سوهان غذای مرا بریده و هضم کرده است». آنگاه مقدار زیادی از این حلوا را باخود به عنوان راه آورد برد. از آن پس عنوان سوهان بر این شیرینی نهاده شد و به تدریج به عنوان نماد خوراکی و ره آورد قم مطرح شد.
در قم شما می‌توانید به سراغ ۲۰۰۰ تا ۲۵۰۰ سوهان پزی و سوهان فروشی بروید. ماهیانه در قم بیش از ۵۰۰ تن سوهان به فروش رفته و این محصول به کشورهای اروپایی و آسیای مرکزی صادر می‌شود.

### انگشتر نقره دست‌ساز مردانه

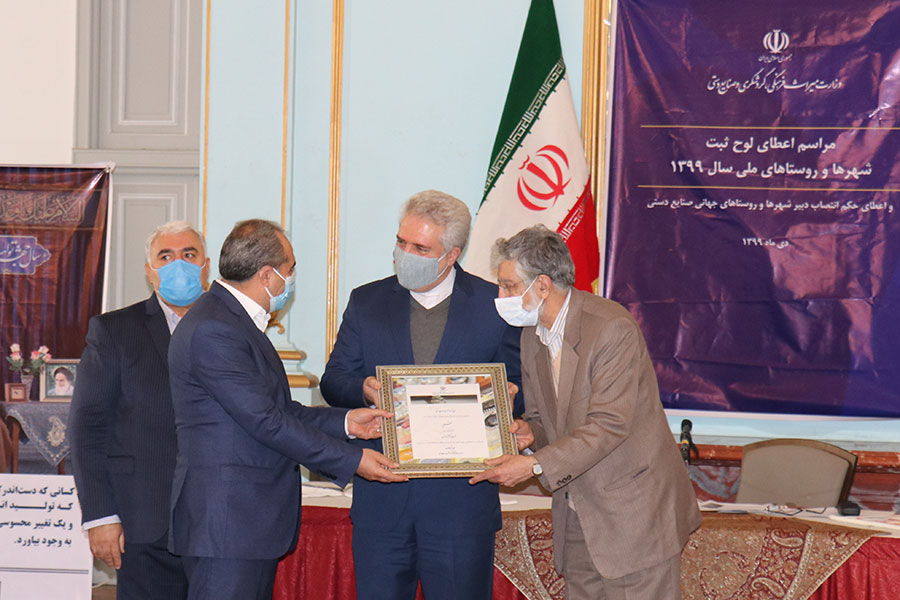
اعطای لوح شهر ملی انگشتر از وزیر وقت میراث فرهنگی، گردشگری و صنایع دستی به استاندار قم

انگشتر نقره دست‌ساز در کنار سوهان و فرش ابریشم جزء سوغات اصلی شهر قم به حساب می‌آید. وجود حرم حضرت معصومه و زائران زیادی که سالانه برای زیارت ایشان به شهر قم سفر می‌نمایند، منجر به شکل‌گیری این هنر شد. عموم انگشترهای ساخته شده توسط هنرمندان قمی کاملاً دست‌ساز و با کیفیت بالایی است. محل اصلی قرارگیری کارگاه‌های تولید و فروش انگشتر در قم در طبقه بالای پاساژ الغدیر، پاساژ موسی بن الجعفر، پاساژ برلیان و پاساژ کویتی‌ها است.
ثبت شهر قم به عنوان شهر ملی انگشتر
به جهت وجود حدود ۱۰۰۰ کارگاه تولید انگشتر و ۱۲۰۰ هنرمند انگشترساز در قم، با پیگیری سازمان میراث فرهنگی، گردشگری و صنایع دستی و دفتر توسعه خوشه انگشتر، استان قم از سوی وزارت میراث فرهنگی، گردشگری و صنایع دستی به عنوان شهر ملی انگشتر انتخاب شد و لوح آن در در دومین جلسه مراسم اعطای گواهی‌نامه شهرها و روستاهای ملی صنایع‌دستی که صبح روز دوشنبه ۲۲ دی ۱۳۹۹ در محل سالن آبی مجموعه فرهنگی تاریخی نیاوران برگزار شد به استاندار قم اعطا گردید.

## امکانات شهری

### کتابخانه‌ها
| - کتابخانه تخصصی تاریخ اسلام و ایران - کتابخانه عمومی آیت‌الله خامنه‌ای - کتابخانه عمومی نرگس - کتابخانه عمومی امام‌زاده ابراهیم - کتابخانه عمومی امام صادق - کتابخانه مجمع آثار اسلامی - کتابخانه تخصصی صاحب‌الزمان - کتابخانه المهدی - کتابخانه آیت‌الله گلپایگانی - کتابخانه سیدالشهداء - کتابخانه محقق طباطبایی - کتابخانه تخصصی فقه و اصول - کتابخانه تخصصی ادبیات - کتابخانه تخصصی حدیث - کتابخانه هادی خسروشاهیان - کتابخانه علی ابن موسی رضا | - کتابخانه آیت‌الله حائری - کتابخانه آیت‌الله مرعشی نجفی - کتابخانه تخصصی تفسیر و علوم قرآن - کتابخانه قرآن و عترت - کتابخانه آستانه مقدسه قم - کتابخانه عترت - کتابخانه دفتر تبلیغات - کتابخانه دانشگاه قم - کتابخانه آیت‌الله مشکینی - کتابخانه عمومی امام علی - کتابخانه عمومی علامه امینی - کتابخانه عمومی مسجد جامع - کتابخانه عمومی امام رضا |

### سینما و تئاتر
| - پردیس سینمایی بازار شهر (سینما میامی) - پردیس سینمایی شهر آفتاب - سینما آوینه - سینما آیه - سینما استقلال - سینما تربیت - سینما رنگین کمان - سینما شقایق - سینما کانون - سینما نور - سینما ونوس | - تالار تئاتر بعثت - تالار تئاتر پلاتو ماه - تالار تئاتر هنر - تئاتر شهید کلهری - تئاتر غدیر |

### بیمارستان‌ها

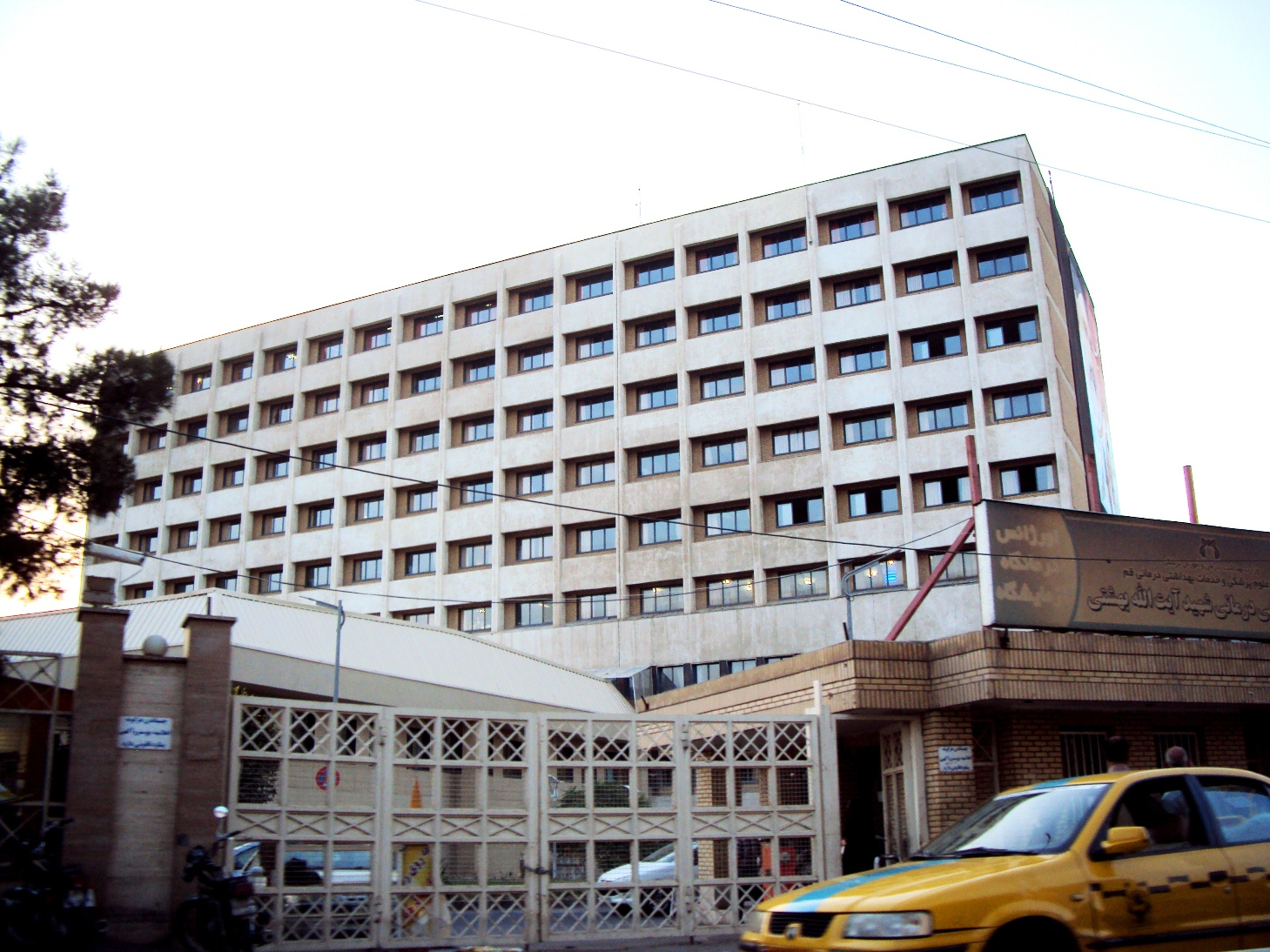
بیمارستان شهید بهشتی قم

| - بیمارستان آیت‌الله گلپایگانی - بیمارستان امام رضا - بیمارستان امیرالمؤمنین - بیمارستان ایزدی - بیمارستان حضرت زهرا - بیمارستان حضرت معصومه - بیمارستان شهدا | - بیمارستان شهید بهشتی - بیمارستان علی بن ابیطالب - بیمارستان کامکار-عرب‌نیا - بیمارستان مادر - بیمارستان نکوئی - هدایتی - فرقانی - بیمارستان ولیعصر |

### پارک‌ها و فضای سبز
مساحت مجموع فضای سبز شهر قم ۱۷۱۷ هکتار است و سرانهٔ فضای سبز به ازای هر شهروند ۱۶ متر مربع است. شهر قم حدود ۲۴۳ پارک، پارک جنگلی، شهربازی و باغ دارد که بزرگ‌ترین و مهم‌ترین آن‌ها عبارت‌اند از:
| منطقه ۱ و ۵ - پارک شهر و شهربازی نجمه - بوستان ولی عصر - بوستان اطلس - بوستان آزادگان - بوستان معلم - بوستان شهید محلاتی - بوستان هاشمی - بوستان مهدی - بوستان ژاپنیها طلوع - بوستان آستانه - بوستان فرهنگ - بوستان امام‌زاده حمزه | منطقه ۲ و ۶ - بوستان نبوت - بوستان امام علی - بوستان کوثر - بوستان ولایت - بوستان شهید مصطفی خمینی - بوستان و دریاچه جوان - بوستان گل‌ها - بوستان کودک - بوستان نرگس - بوستان زنگارکی - بوستان مریم - پارک جنگلی معصومیه - بوستان گلستان |  |

| منطقه ۳ - شهربازی ۷۲ تن - بوستان مادر - بوستان امام حسن - بوستان پرستار - بوستان ترمینال - بوستان ریحانه - بوستان عوارضی قم - تهران - بوستان شهید بنیادی - بوستان لاله - بوستان شقایق - بوستان نسیم - بوستان حضرت اباالفضل - بوستان قائم | منطقه ۴ و ۸ - بوستان و شهربازی علوی - پارک جنگلی غدیر - بوستان شهید گمنام - بوستان معلم - بوستان ایثار - بوستان چهارده معصوم - بوستان لقمان حکیم - بوستان غنچه - بوستان رعنا - بوستان بهار - بوستان خرم محله ژاپنی‌ها - بوستان کودک - بوستان تیراژه - بوستان کتاب - بوستان طراوت - بوستان نگار - بوستان شهروند - بوستان اندیشه |  |

### هتل‌ها و مراکز اقامتی
۴۹ هتل و هتل‌آپارتمان، ۴۲ مهمان‌پذیر و ۱۱۰ خانهٔ اجاره‌ای دارای مجوز در قم برای اقامت گردشگران وجود دارد که در مجموع ۷٬۵۰۰ تخت اقامتی در قم ایجاد کرده‌اند. بخش‌های اقامتی شامل ۴ هتل چهارستاره، و بقیه هتل‌های ۳، ۲ و یک ستاره و مهمان‌پذیرها هستند.

## ترابری

### آزادراه

مهم‌ترین آزادراه‌های ترابری قم عبارتند از:
- آزادراه قم-گرمسار
- آزادراه سلفچگان-قم (کمربندی قم)
- آزادراه قم-تهران
- آزادراه قم-کاشان

### بزرگراه
مهم‌ترین بزرگراه‌های ترابری قم عبارتند از:
- بزرگراه قم-تهران
- بزرگراه قم-کاشان
- بزرگراه قم-اراک

### اتوبوس
روزانه ۳۰۰ دستگاه اتوبوس در ۴۰ خط شهری و تقریباً در همهٔ نقاط شهر خدمات ترابری ارائه می‌کنند. فعالیت اتوبوسرانی در شهر قم به سال ۱۳۵۵ بر می‌گردد که پس از چند سال فعالیت اتوبوس‌ها جای خود را به مینی‌بوس داده و عملاً خدمت‌رسانی به ساکنان شهر توسط مینی‌بوس‌ها انجام می‌پذیرفت. طی ۱۰ سال در سال ۱۳۷۰ سازمان اتوبوس‌رانی قم با ۱۰ دستگاه اتوبوس بنز ۳۰۵ وارداتی از آلمان و ۸ دستگاه اتوبوس بنز ۳۰۲ خریداری شده از اتوبوس‌رانی تهران و ۱۸۰ دستگاه مینی‌بوس که به تدریج در دههٔ ۶۰ به ناوگان اضافه شده بودند در ۲۶ خط تأسیس شد. هم‌اکنون ۸ مسیر اتوبوس تندرو در شهر ایجاد شده که پر رفت‌وآمدترین مسیر، خط یک از بهشت معصومه تا مسجد جمکران است.

### راه‌آهن
ایستگاه راه‌آهن قم به‌ عنوان جزئی از راه‌آهن سراسری ایران در سال ۱۳۱۷ توسط رضاشاه پهلوی افتتاح شده است. به‌علاوه خط راه‌آهن قم-اصفهان-یزد در تاریخ ۹ آذر ۱۳۱۷ شروع به ساخت شده اما  به‌دلیل همزمان شدن با جنگ جهانی دوم ساخت آن متوقف شده اما با توجه به اینکه بخشی از زیرسازی این خط برای ریل‌گذاری آماده بود در تاریخ ۲۹ فروردین ۱۳۲۶ راه‌آهن دولتی ایران با مصالح موجود اقدام به ریل‌گذاری از قم به کاشان نموده و در تاریخ ۲۶ اردیبهشت ماه ۱۳۲۸ عملیات ریل‌گذاری خاتمه یافته و از روز ۱۹ خرداد ۱۳۲۸ بهره‌برداری آن شروع شد.

### فرودگاه

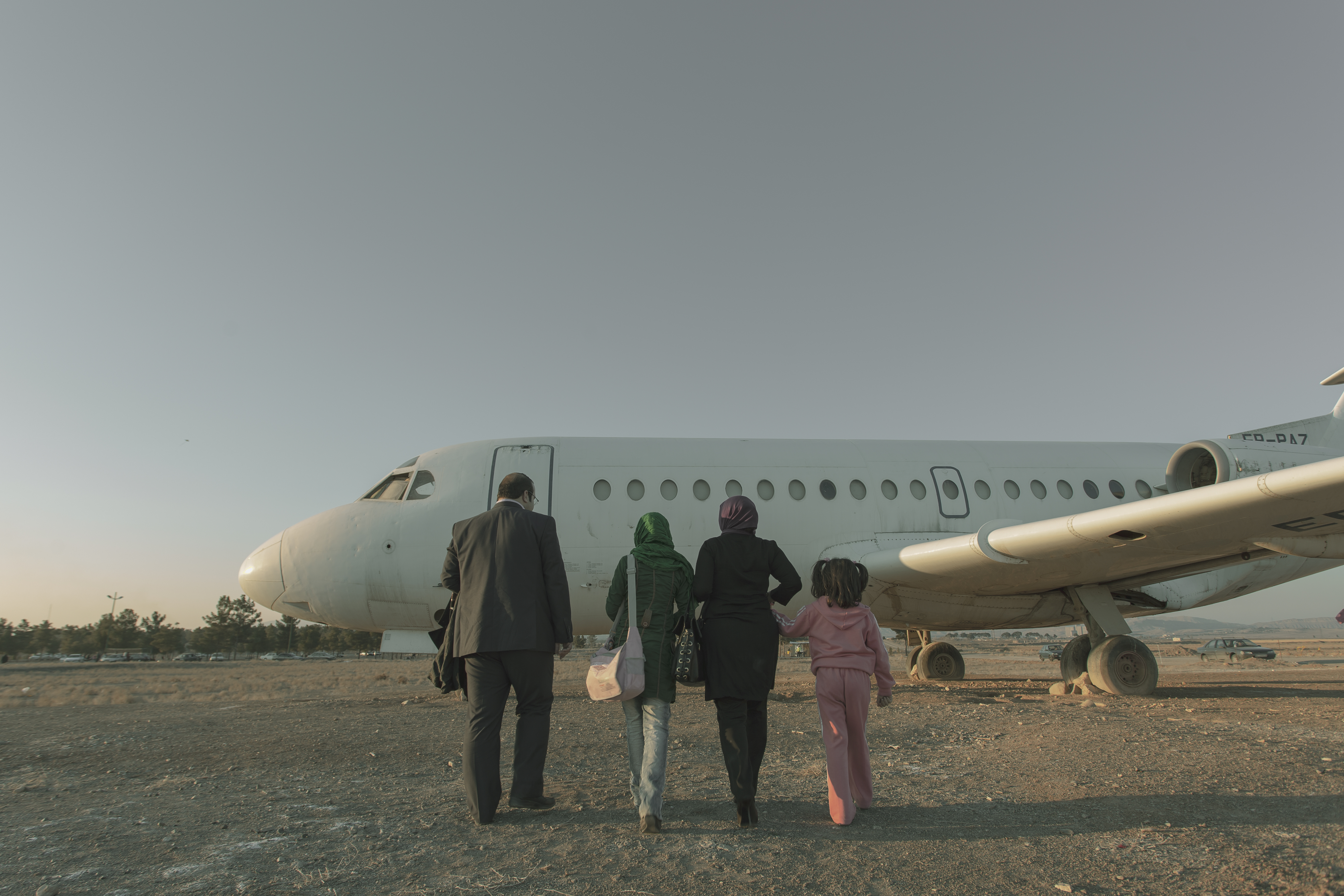
ماکت یک هواپیما در پارک الغدیر شهر قم

فرودگاه بین‌المللی قم یک فرودگاه بین‌المللی در ایران است که در ۲۴ کیلومتری جنوب غربی شهر قم واقع شده است. عملیات ساخت این فرودگاه مدت زیادی است که متوقف شده است.

### راه‌آهن تندرو
دو طرح راه‌آهن تندرو اراک-قم و تهران-قم-اصفهان دو پروژه ملی ایران در حوزه ترابری ریلی تندرو هستند که هردو به ایستگاه جدید راه‌آهن قم منتهی خواهند شد و اکنون درحال ساخت می‌باشند.

### مونوریل
مونوریل قم یک سامانهٔ مونوریل در شهر قم است که فعلاً عملیات ساخت آن متوقف شده است. فاز نخست این پروژه به طول ۶ کیلومتر و دارای ۵ ایستگاه است. این فاز شمال‌شرقی قم را به مصلی قدس وصل می‌کند (ایستگاه‌های ۱ تا ۸). هزینهٔ نهایی آن ۱۲۰ میلیون دلار بوده است پس از توسعهٔ کامل طول مسیر مونوریل به ۲۵ کیلومتر، تعداد ایستگاه‌های آن به ۱۷ ایستگاه افزایش خواهندیافت. پروژه توسط دو شرکت ایرانی (مپنا و کیسون)  درحال ساخت است و واگن‌های آن ساخت شرکت FCF SpA ایتالیا هستند. اما متأسفانه  به‌دلیل برخی مسائل سیاسی و مالی این پروژه از سال ۱۳۹۲ متوقف شده است.
البته با سفر استانی سید ابراهیم رئیسی (رئیس دولت سیزدهم) قرار بر احیای این پروژه شد و کارگاه ادامه کار بر روی منوریل به دستور وی تشکیل شد.      با این حال ساخت آن  درحال حاضر متوقف مانده است.

## دانشگاه‌ها و مدارس اسلامی

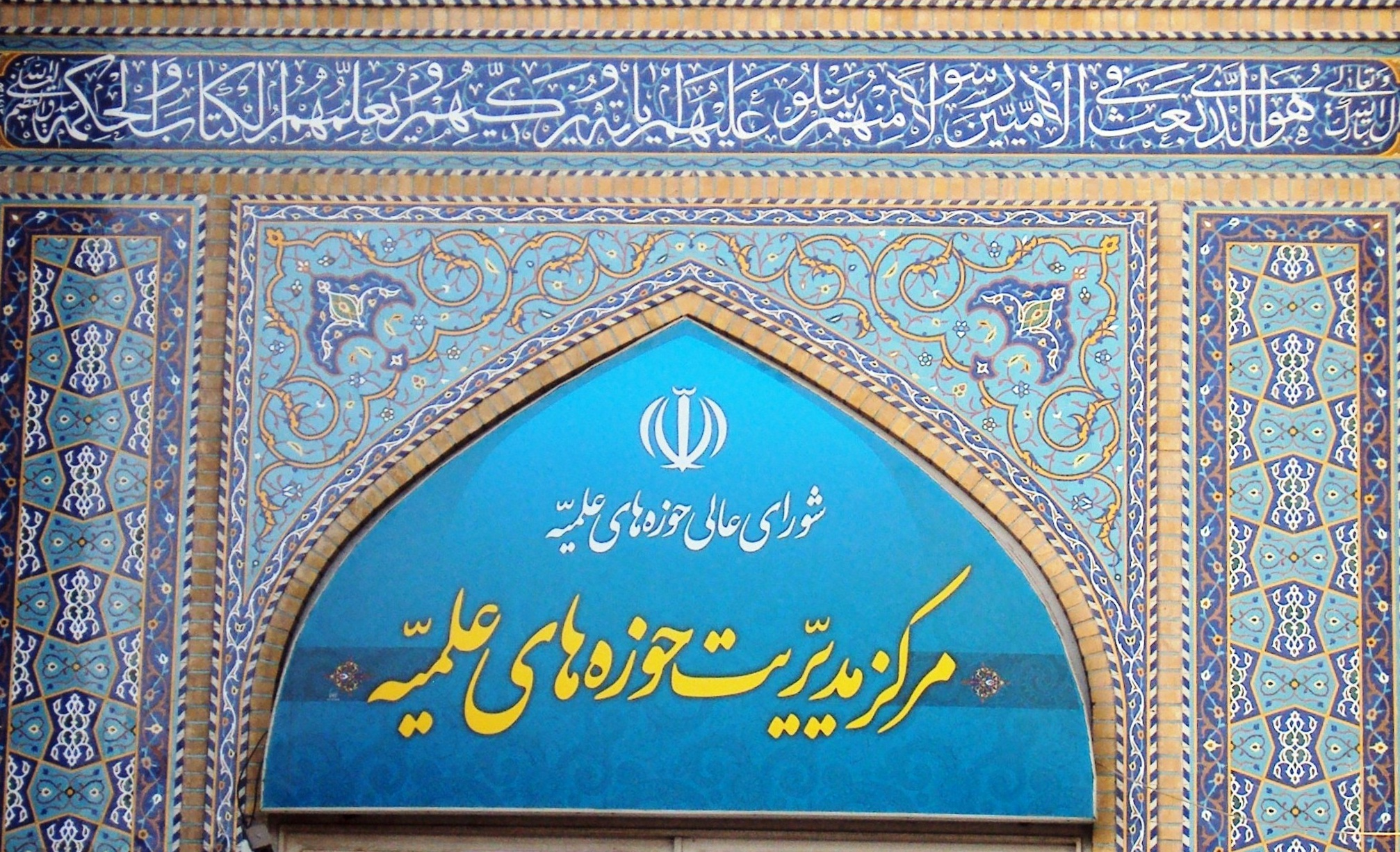
مرکز مدیریت حوزه‌های علمیه ایران
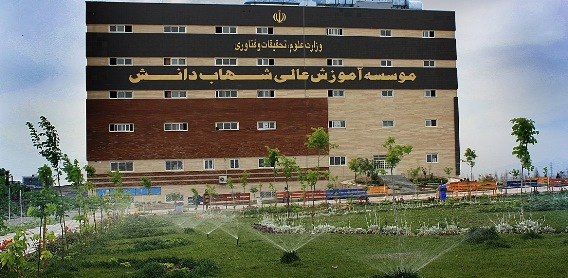
دانشگاه شهاب دانش قم
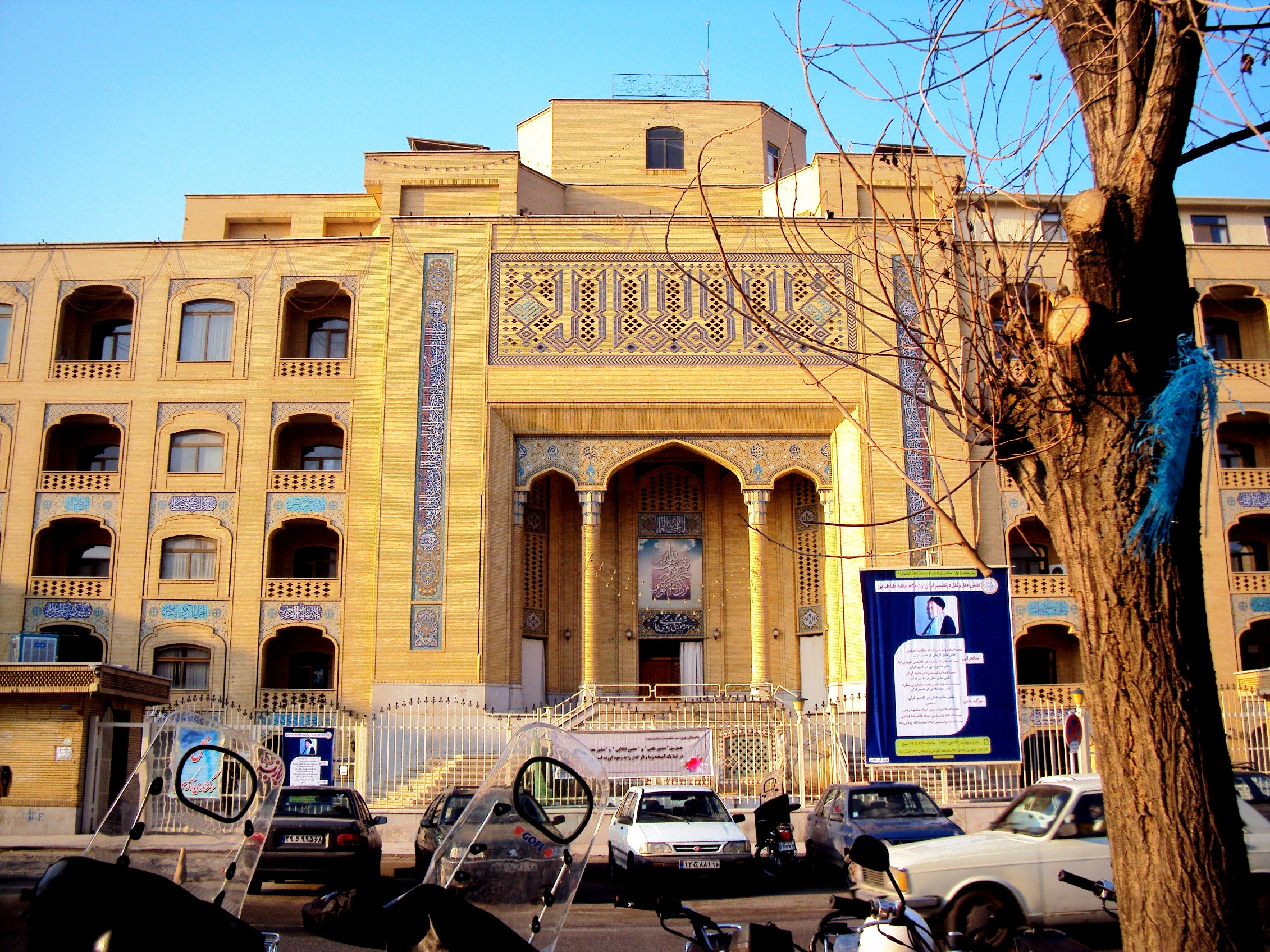
مؤسسهٔ آموزشی پژوهشی امام خمینی
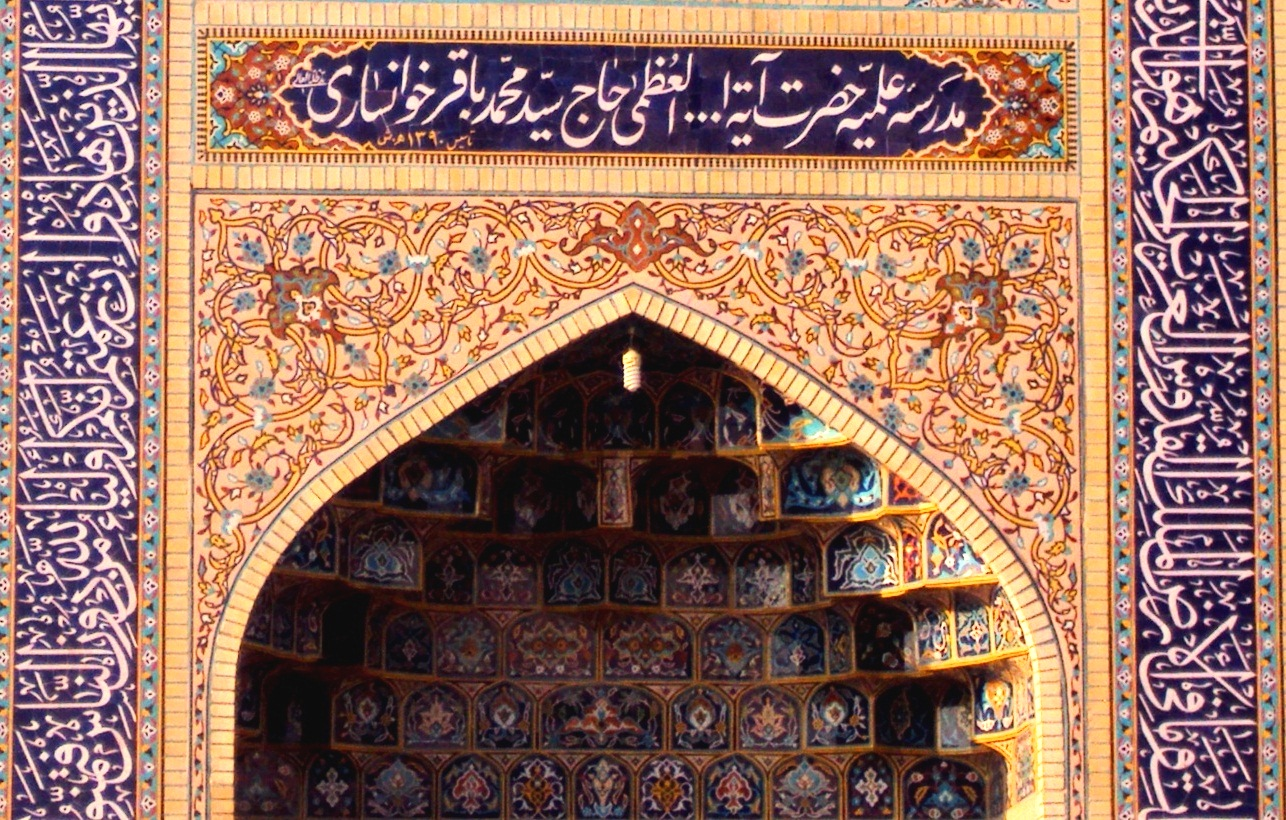
مدرسهٔ علمیهٔ خوانساری
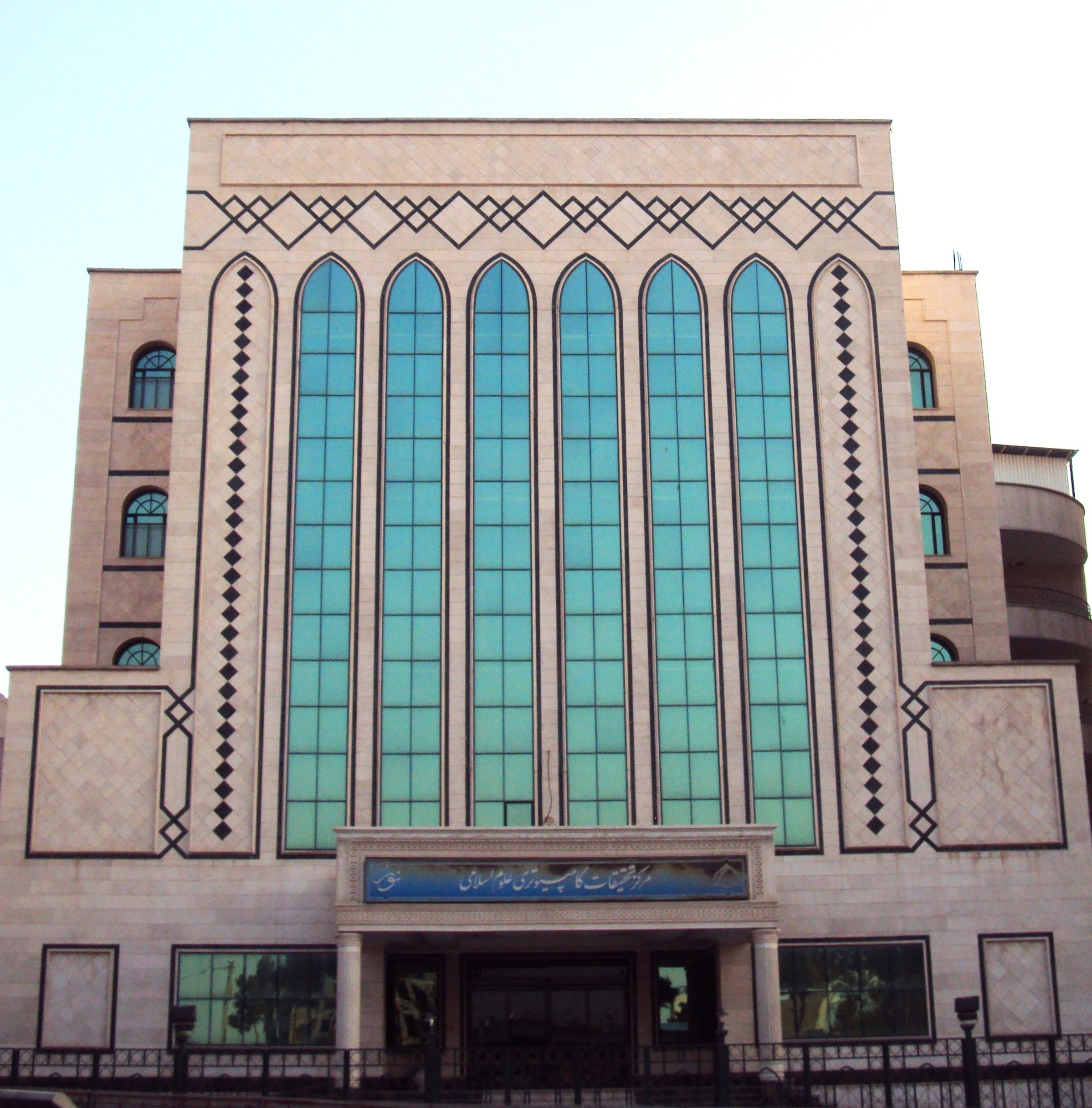
مرکز تحقیقات کامپیوتری علوم اسلامی
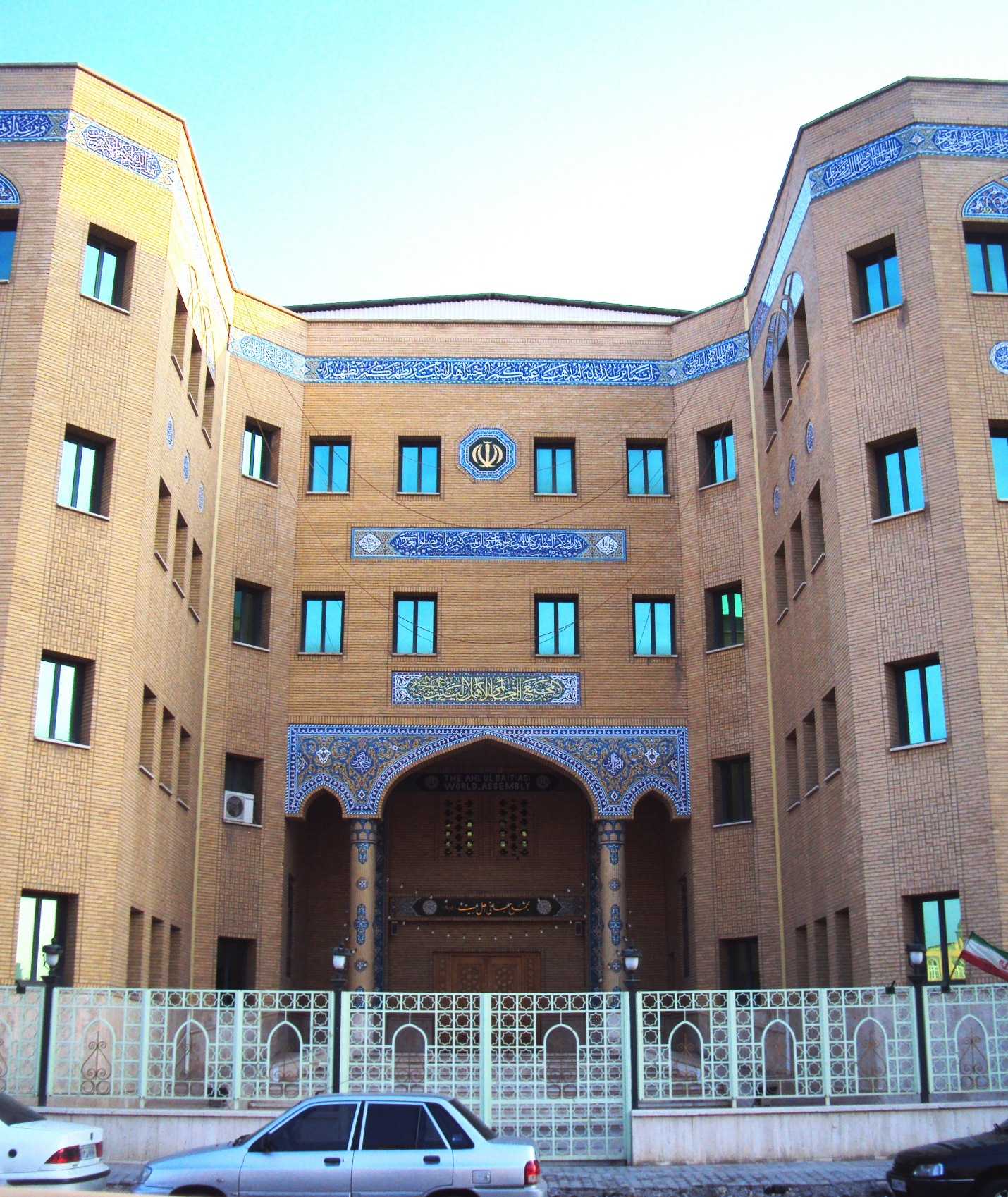
مجمع جهانی اهل بیت
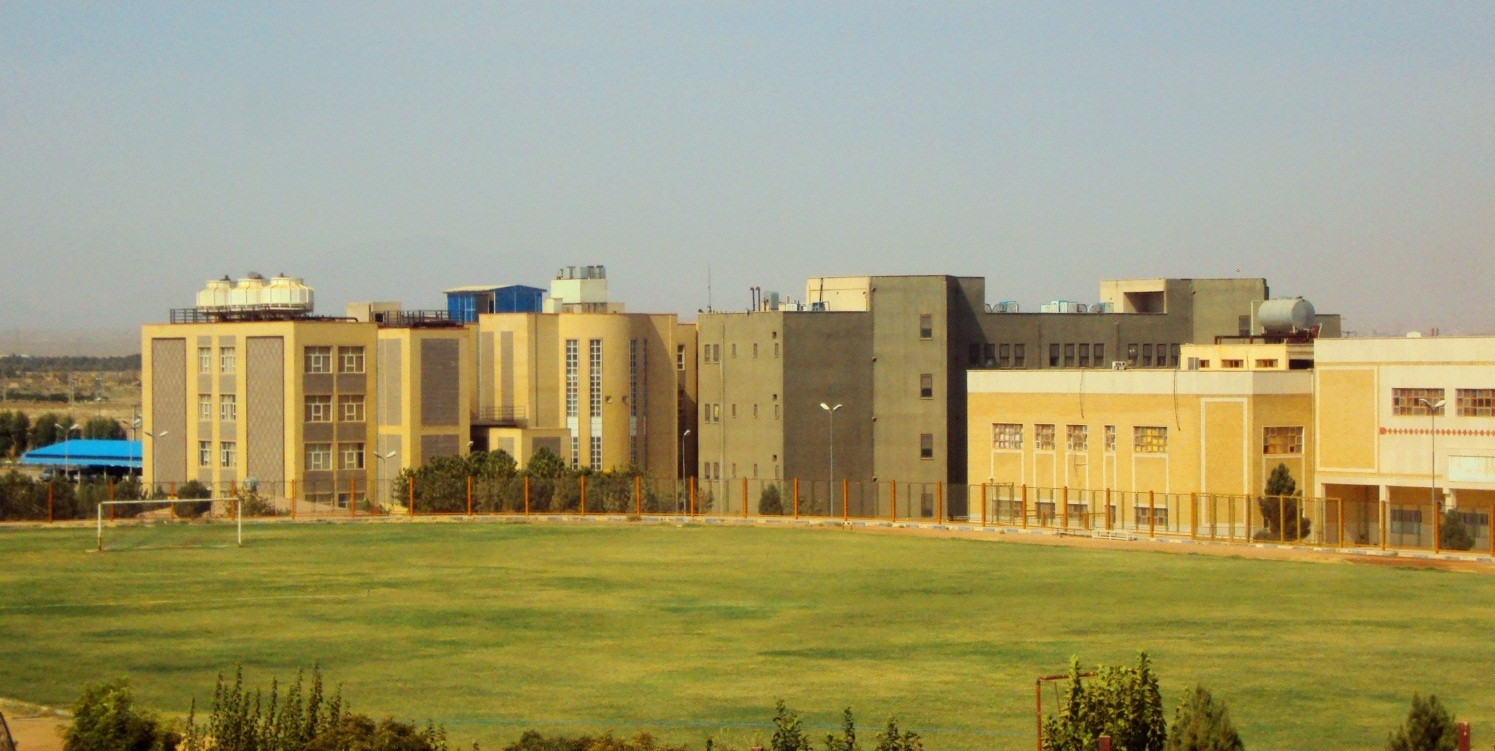
دانشگاه آزاد اسلامی واحد قم
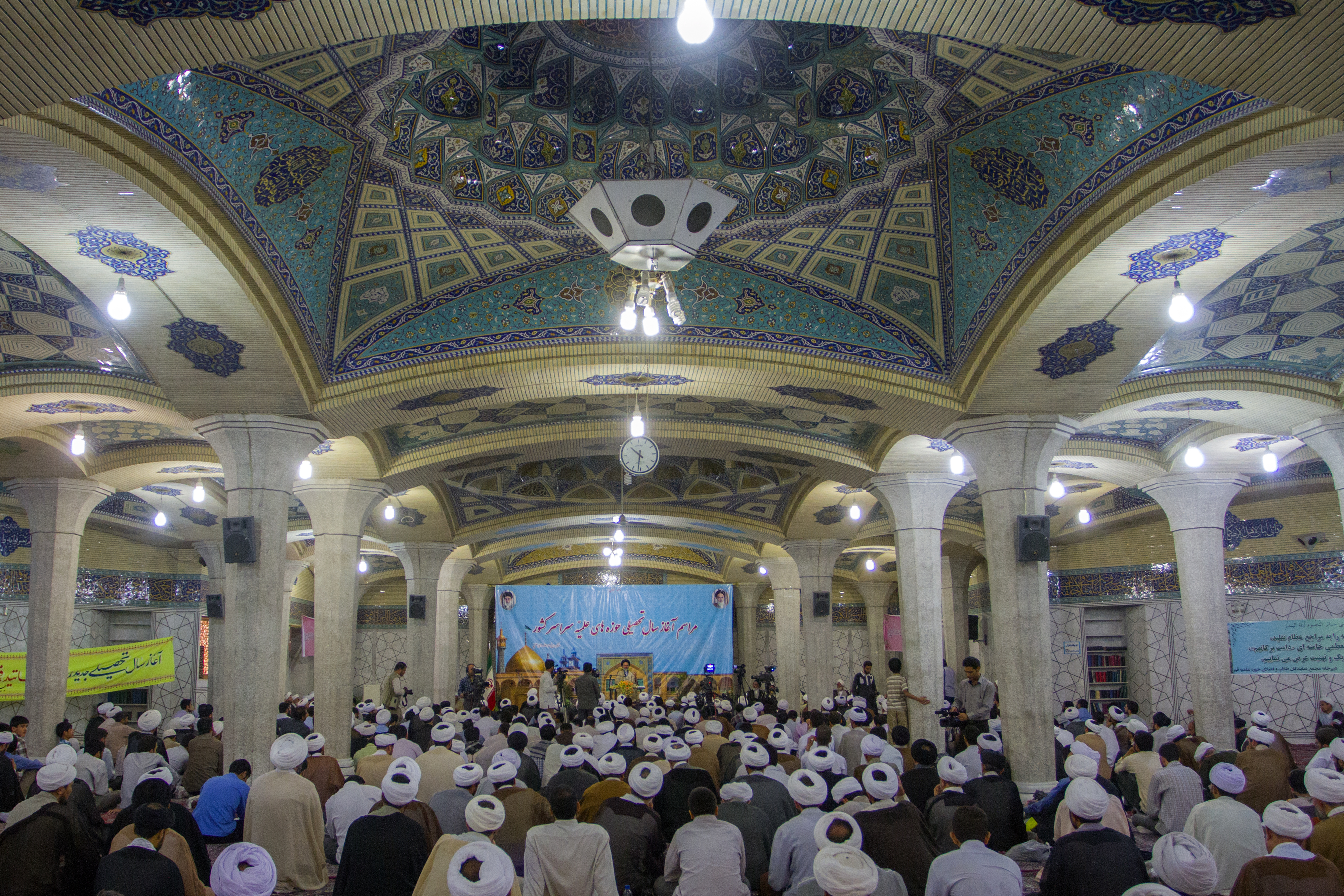
مدرسه فیضیه (قم)
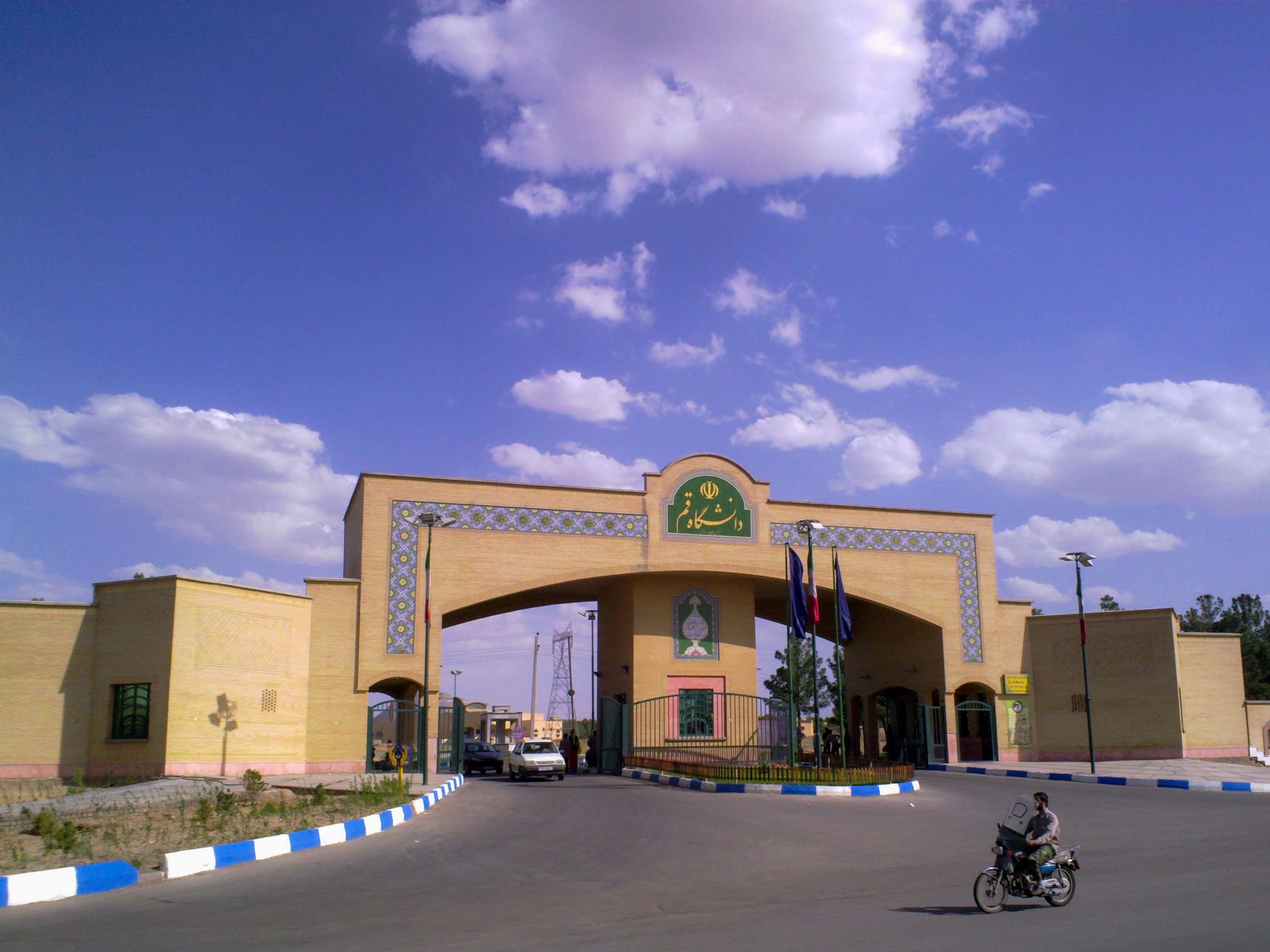
دانشگاه قم
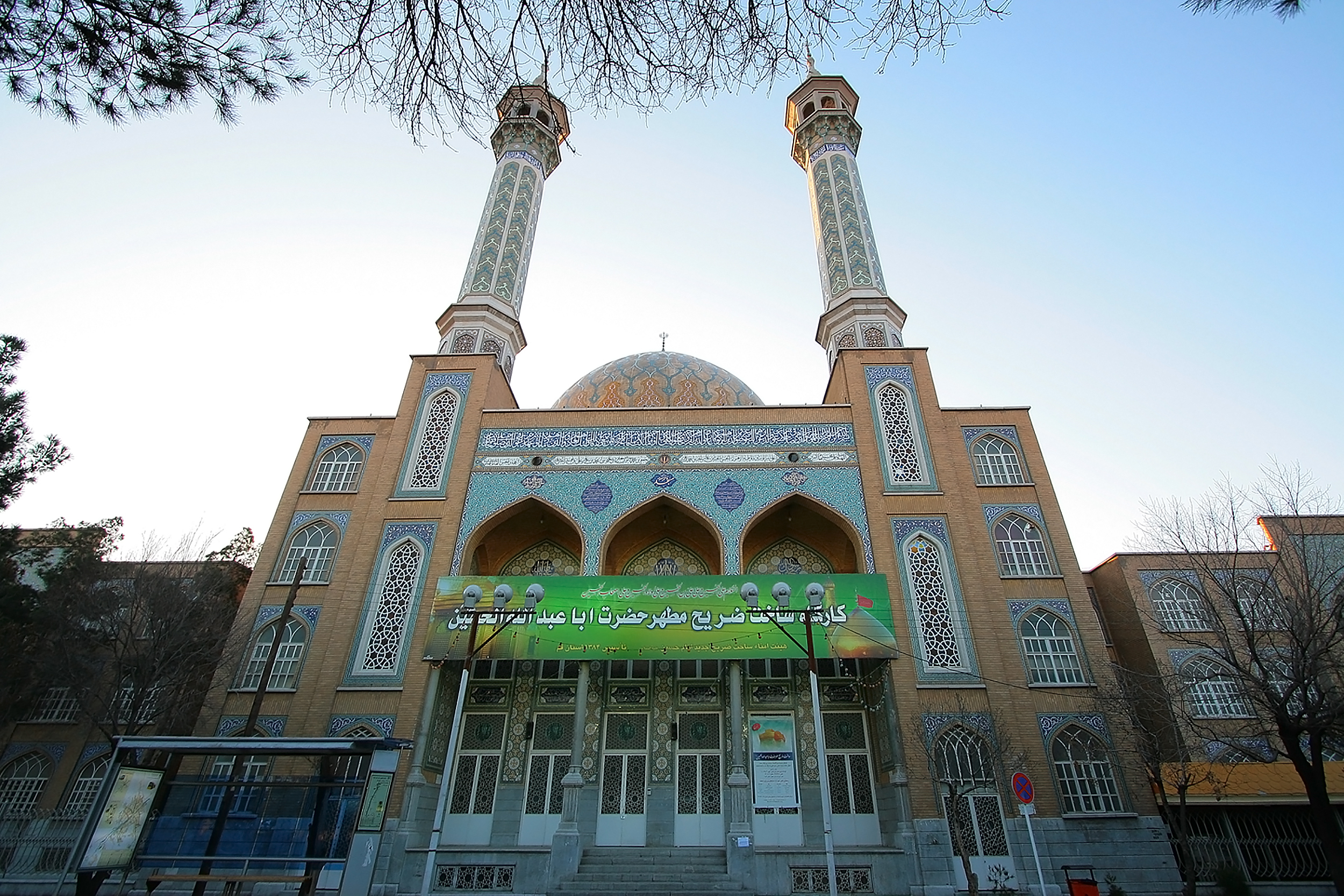
مدرسه علمیه معصومیه در قم
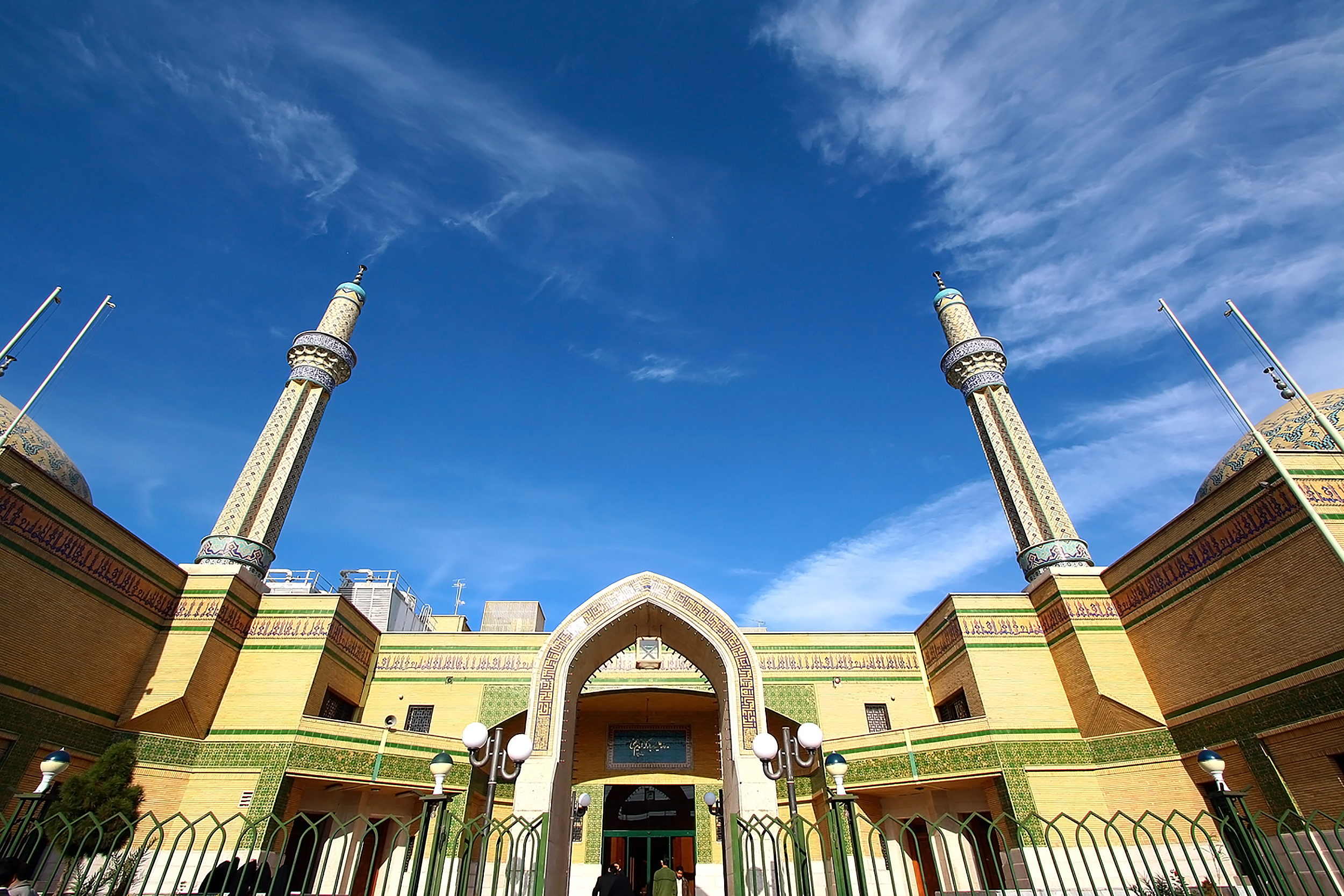
مدرسه علمیه «امام خمینی» ویژه طلبه‌های خارجی در قم

### آموزش عالی
| - آموزشکده فنی و حرفه‌ای پسران قم - آموزشکده فنی و حرفه‌ای دختران قم - پردیس فارابی دانشگاه تهران - جامعةالمصطفی العالمیه - دانشکده اصول دین - دانشکده پرستاری و مامایی قم - دانشکده پزشکی قم - دانشکده حضرت معصومه - دانشکده دندانپزشکی قم - دانشکده صدا و سیما قم - دانشکده علوم بهداشت - دانشگاه آزاد اسلامی واحد قم - دانشگاه ادیان و مذاهب - دانشگاه باقرالعلوم - دانشگاه پیامبر اعظم - دانشگاه پیام نور مرکز قم - دانشگاه تعالی قم - دانشگاه جامع علمی کاربردی واحد استان قم - دانشگاه حکمت قم - دانشگاه شهید مدنی | - دانشگاه صنعتی شهاب دانش (برق - فناوری اطلاعات و ارتباطات) - دانشگاه صنعتی قم - دانشگاه علمی کاربردی صنایع دستی و گردشگری - دانشگاه علمی کاربردی هنر و فرهنگ - دانشگاه علوم پزشکی آزاد اسلامی قم - دانشگاه علوم پزشکی فاطمیه قم - دانشگاه علوم پزشکی قم - دانشگاه علوم قرآنی - دانشگاه قرآن و حدیث - دانشگاه قم - دانشگاه کریمهٔ اهل بیت - دانشگاه معارف اسلامی - دانشگاه مفید - مؤسسه آموزش عالی پویش - مؤسسهٔ آموزش عالی شهاب دانش - مرکز آموزش عالی علمی کاربردی شهرداری قم - مؤسسه آموزش عالی طلوع مهر قم - مؤسسه آموزش عالی معصومیه قم - مؤسسه آموزش عالی هنر و اندیشه اسلامی - مؤسسه آموزشی و پژوهشی امام خمینی |

### مدارس علمیه
| - مدرسه علمیه الزهرا - مدرسه علمیه شهید سید حسن شیرازی - مدرسه علمیه امام حسین - مدرسه علمیه امام باقر - مدرسه علمیه رسول اعظم - مدرسه علمیه امام رضا - حوزه علمیه قم - مدرسه علمیه رضویه - مدرسه علمیه ستیه - مدرسه علمیه امام خمینی - مدرسه علمیه سید الشهداء - مدرسه علمیه اباصالح - مدرسه علمیه المهدی - مدرسه علمیه الهادی - مدرسه اسلامی هنر - مدرسه علمیه امام مهدی موعود - مدرسه علمیه بقیةالله - مدرسه علمیه حقانی - مدرسه علمیه رشد - مدرسه علمیه آیت‌الله العظمی شیخ عبد الکریم حائری یزدی | - مدرسه علمیه جانبازان - مدرسه علمیه رسالت - مدرسه علمیه شهیدین - مدارس علمیه مجتمع شهید صدوقی - مدرسه علمیه عترت - مدرسه علمیه کرمانی‌ها - مدرسه علمیه معصومیه - مدرسه علمیه امام عصر - مدرسه علمیه سعد حلت - مدرسه علمیه اثیرالملک - مدرسه علمیه سید سعید عزالدین مرتضی - مدرسه علمیه سید زین الدین - مدرسه علمیه سید عبدالعزیز - مدرسه علمیه ابوالحسن کمیج - مدرسه علمیه شمس الدین مرتضی - مدرسه علمیه مرتضی کبیر - مدرسه علمیه در آستانه - مدرسه علمیه سفیران هدایت - مدرسهٔ علمیه مؤمنیه |

### پژوهشگاه‌ها و مراکز تحقیقاتی
| - مؤسسه علمی فرهنگی دارالحدیث - پژوهشگاه قرآن و حدیث - مرکز تحقیقات رایانه‌ای نور - مجمع جهانی تقریب مذاهب - مؤسسهٔ آموزشی پژوهشی امام خمینی - دفتر انتشارات اسلامی - مرکز المعجم الفقهی - مرکز جهانی انصارالمهدی - مرکز دائرةالمعارف فقه اسلامی - مرکز تحقیقات علمی و فنی دکتر حسابی - مؤسسهٔ تنظیم و نشر آثار امام خمینی - مؤسسهٔ قرآنی بیت‌النور - مرکز تحقیقات استراتژیک توسعه - مؤسسهٔ تحقیقاتی اسرا - مرکز پژوهشی صافا - مجمع جهانی اهل بیت - پژوهشکدهٔ فلسفه و کلام - پژوهشگاه علوم و فرهنگ اسلامی - پژوهشگاه فرهنگ و اندیشهٔ اسلامی - مؤسسهٔ علمی طه - مجمع اندیشهٔ اسلامی - مرکز مطالعات و پاسخ گویی به شبهات حوزه علمیه (نام سابق این مرکز: مرکز مطالعات و پژوهش‌های فرهنگی حوزهٔ علمیه) - مؤسسهٔ قرآن و نهج‌البلاغه - مرکز کتاب‌شناسی شیعه | - مؤسسهٔ علوم آل محمد - خانه فرهنگی حضرت زهرا - مؤسسهٔ فرهنگی دارالمعارف - مؤسسهٔ فرهنگی هنری صاحب‌الامر - مؤسسهٔ تحقیقاتی حضرت ولی‌عصر - مؤسسهٔ فرهنگی انتظار نور - بنیاد هنری ـ دینی الرضا - مؤسسهٔ معارف اهل‌بیت - مجمع جهانی شیعه‌شناسی - مرکز حقایق اسلامی - مرکز تحقیقات علمی مجلس خبرگان - مرکز شیعه‌شناسی - بنیاد پژوهش‌های اسلامی - مرکز جهانی آل‌البیت - مرکز تخصصی علوم حدیث - بنیاد بین‌المللی نهج‌البلاغه - دائرةالمعارف کامپیوتری اسلامی - فرهنگستان علوم اسلامی - مؤسسه معارف اسلامی امام رضا - مرکز تحقیقاتی امیرالمؤمنین - مرکز تخصصی امامت و مهدویت - مرکز تحقیقات فقهی قوه قضاییه - مؤسسهٔ تحقیقاتی سروش کورش کبیر - دبیرخانه مجلس خبرگان رهبری |

## ورزش

### فوتسال
قم از دیرباز یکی از قطب‌های مطرح فوتسال در سطح کشور بوده است و به نوعی ورزش اول این شهر محسوب می‌شود. بنا به عقیده برخی کارشناسان این رشته،  به‌دلیل داشتن بازیکنان و مربیان پرشمار و مستعد، هواداران پرشور و سابقه طولانی در لیگ برتر؛ قم مهد فوتسال ایران است. وحید غیاثی، محسن حسن‌زاده، علی‌اصغر حسن‌زاده، ابوالقاسم عروجی، علیرضا وفایی، سعید تقی‌زاده، محمدحسین کوهستانی، محمدطه نعمتیان و مسعود عباسی  ازجمله فوتسالیست‌های مطرح و ملی پوش قم هستند.

### کاراته
کاراته نیز از ورزش‌های پرطرفدار در قم است. مهدی عموزاده، مجید عبدالحسینی، سعید آشتیان، علیرضا کتیرایی و امیر مهدی‌زاده از قهرمانان کاراته قم به حساب می‌آیند.

### کشتی
قم در کشتی فرنگی قهرمانانی همچون زنده یاد اصغر ذوقیان، موسی طباطبایی، 
علیرضا نجاتی، هادی علیزاده، مهدی ابراهیمی و در کشتی آزاد محمد قربانی، زنده یاد نصرالله سلطانی‌نژاد را دارد.

### هندبال
در بخش هندبال زنان طی سالهای اخیر قم سابقه درخشانی داشته است. باشگاه هدف پویان جوان قم با مربیگری زهرا احمدی نیا ملی پوشان پرشماری  ازجمله الناز قاسمی، فاطمه خلیلی، نوریه عباسی، مرضیه افشاری و نسترن گودرزی فراهانی را به تیم ملی هندبال زنان ایران معرفی کرده است.

## گردشگری

### حرم فاطمه معصومه
ایجاد گنجینه‌های معماری در اطراف حرم فاطمه معصومه در قم به نیمه دوم سده ۲ هجری بر می‌گردد. به استناد کتاب‌های معتبر تاریخی این بنا در اواسط سده پنجم توسط «امیر ابوالفضل عراقی» از رجال دوره طغرل اول سلجوقی تجدید بناشد. با شروع فرمانروایی سلسله صفویه قم بیشتر مورد توجه قرار گرفت. در عصر قاجار فتحعلی‌شاه به مرقد فاطمه معصومه در قم توجه بیشتری نشان داد چنان‌که بسیاری از تزیینات امروزی حرم متعلق به آن دوره است. برای نخستین بار به اهتمام فتحعلی شاه قاجار گنبد مرقد طلاکاری شد.
ابنیه و بیوتات حرم:
۱. ضریح فاطمه معصومه، بقعه فراز آن با رواقها، سه مسجد بالاسر، مطهری و طباطبایی، دو ایوان طلا و آیینه، گنبد و منارهها.
۲. صحن عتیق با سردر شمالی آن و مقابر پادشاهان قاجار و فقها و محدثان.
۳. صحن امام رضا، ایوان‌ها، سردرها و مناره‌ها.
1. صحن جوادالائمه.
2. صحن امام هادی.

3. صحن پیامبر اعظم.
۴. مدرسه فیضیه و مسجد اعظم.

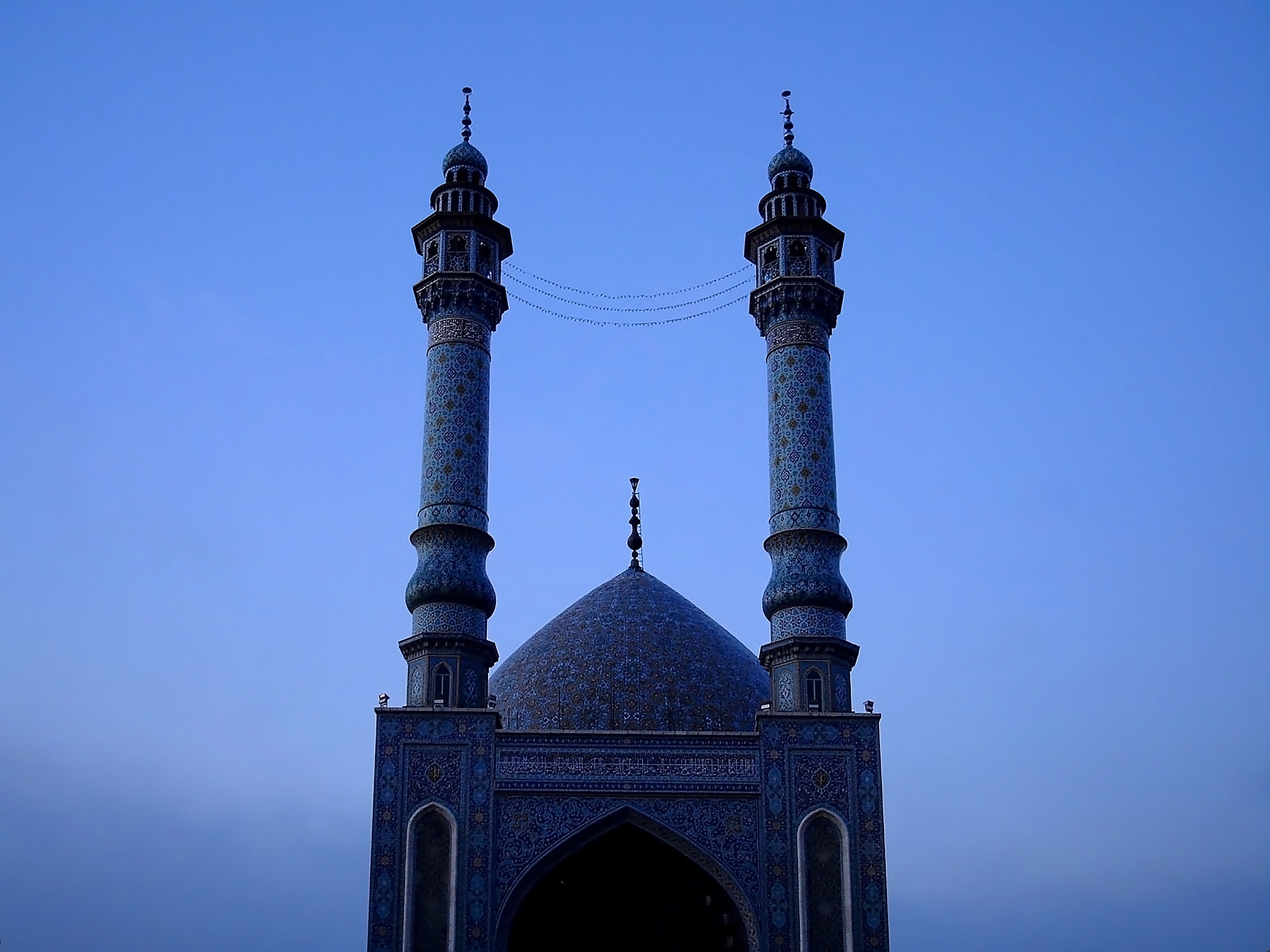
نمایی از مسجد اعظم در شهر قم

۵. شبستان بزرگ خمینی.
1. شبستان نجمه خاتون.
2. شبستان حضرت زهرا.

### مسجد اعظم
مسجد اعظم در غرب حرم فاطمه معصومه واقع شده است و به دستور سید حسین طباطبایی بروجردی ساخته شده است. این مسجد در سال ۱۳۷۴ هجری قمری توسط حسین بن محمد معمار معروف به «لرزاده» بنا شده است. این مسجد که به جهت شوکت و عظمت، مسجد اعظم نام گرفته است، در زمره مساجد سه ایوانی جای می‌گیرد. شبستان و گنبد این مسجد مزین به کاشی‌های معرق است.

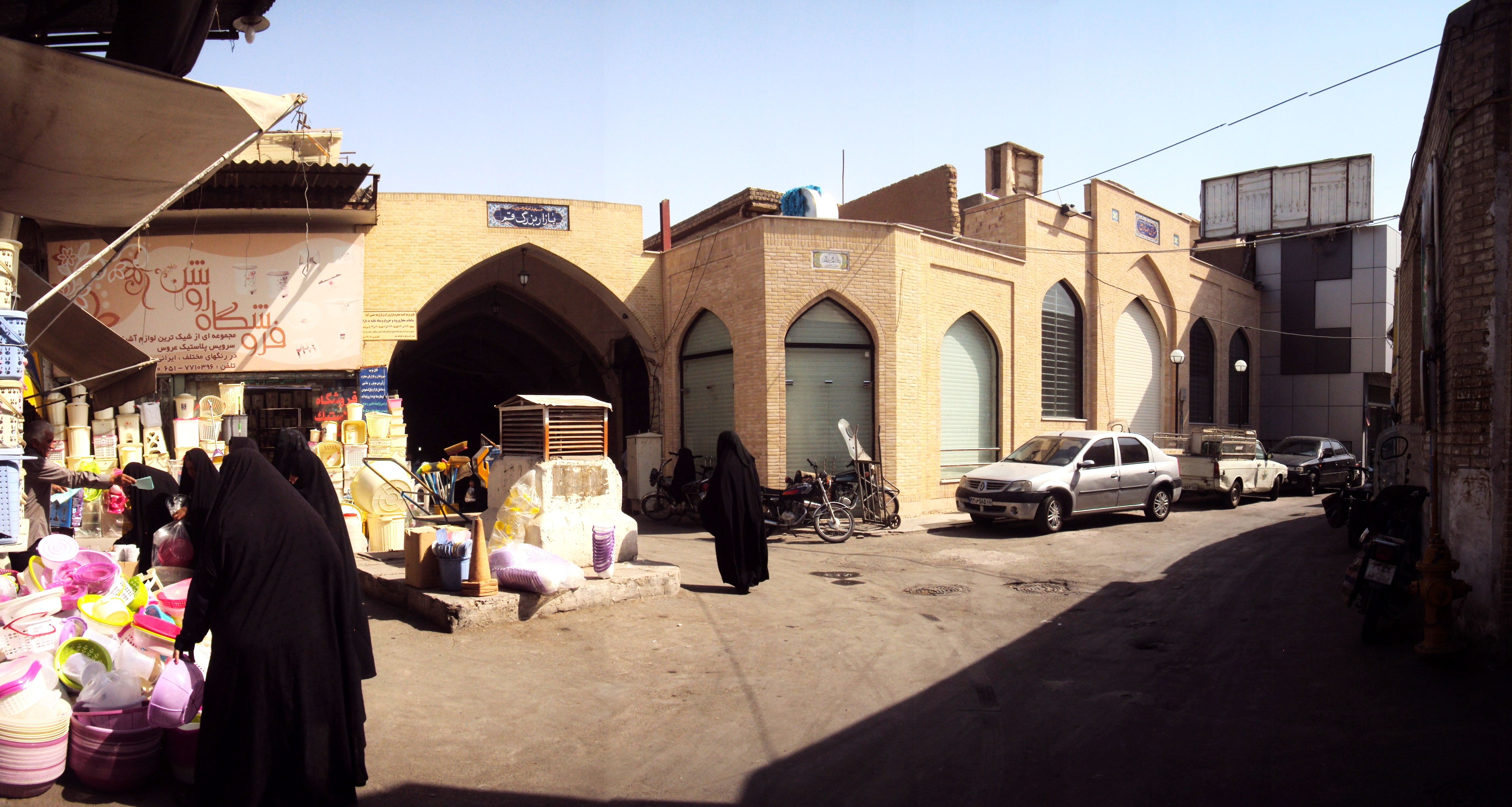
ورودی بازار قم

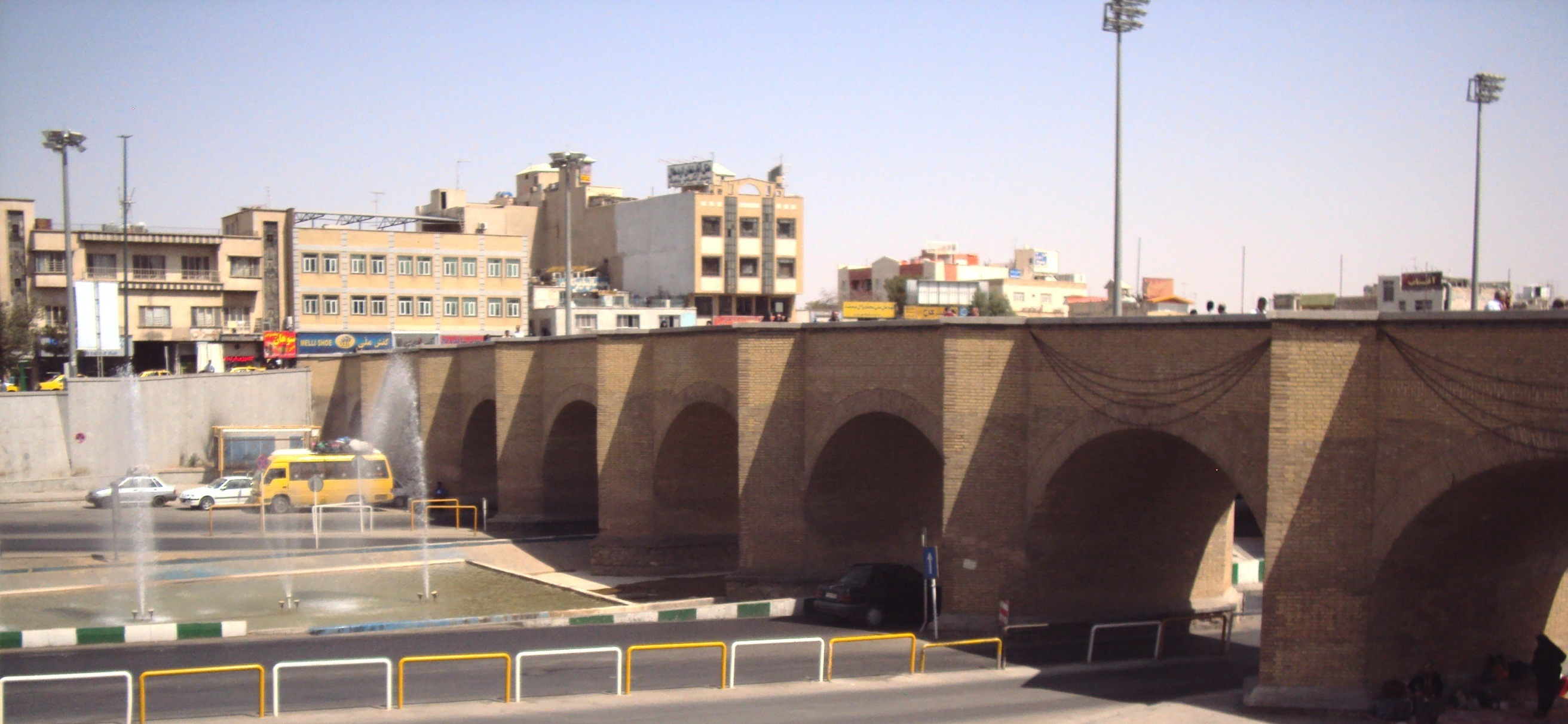
پل آهنچی

### مدرسه غیاثیه (پامنار)
سردر و مناره‌های مدرسه غیاثیه نزدیک میدان کهنه شهر قم تنها بخش بازمانده از مدرسه عظیمی است که در سده هشتم هـ. ق دارای شهرت بسیار بود. سازه اصلی بنا از آجر با تزیینات گچی و تلفیق آجر و کاشی در مناره هاست.
مدرسه غیاثیه (پامنار) مربوط به دوره سلجوقیان - دوره تیموریان است و در قم، خیابان آذر واقع شده و این اثر در تاریخ ۱۲ مهر ۱۳۷۷ به عنوان یکی از آثار ملی ایران به ثبت رسیده است.

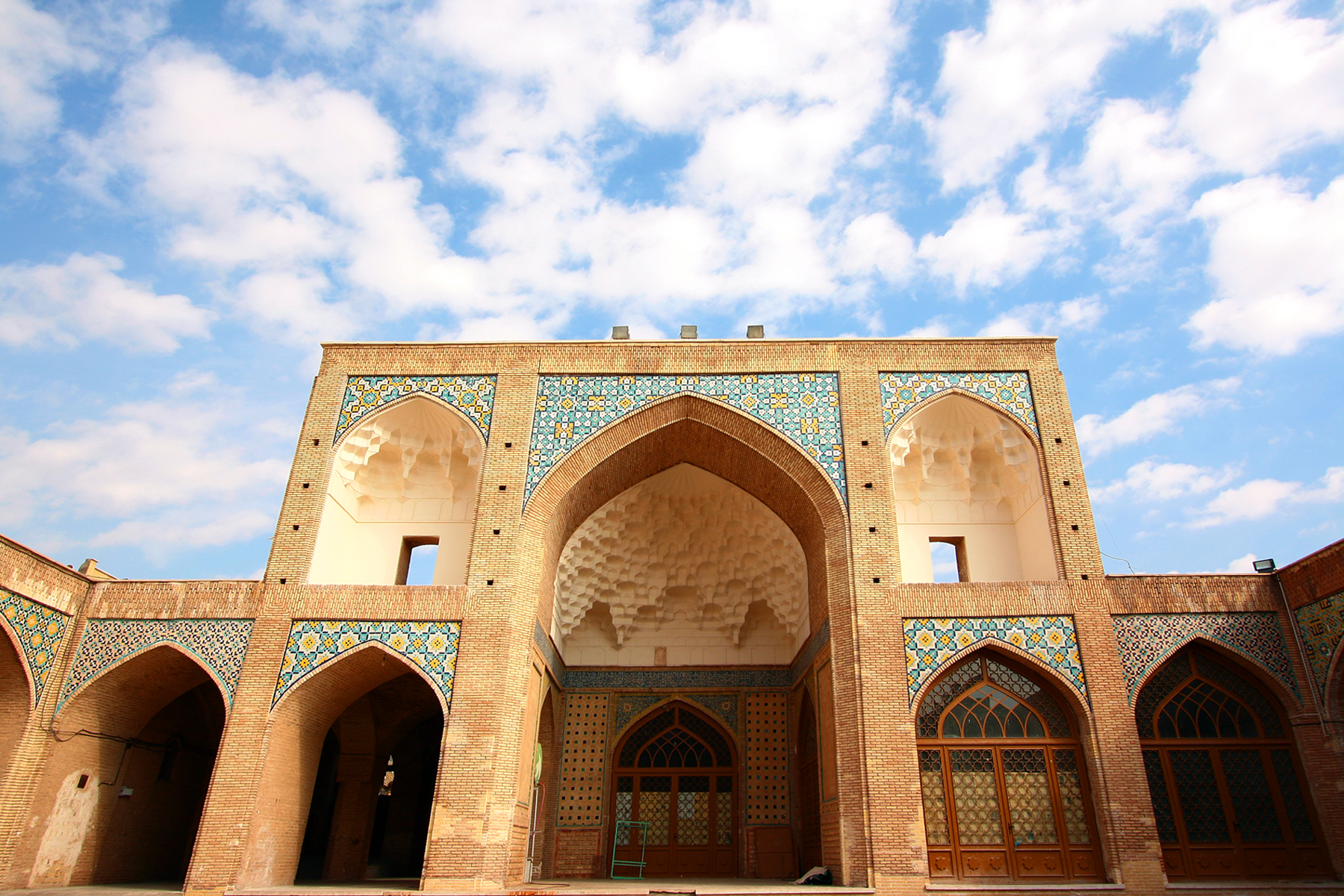
ایوان مسجد جامع قم

### مسجد جامع قم و مدرسه جهانگیرخان
نوشتار اصلی: مسجد جامع قم و مدرسه جهانگیرخان
این مسجد در مرکز شهر قم و در محله لب چال قرار گرفته است. از راه خیابان آذر، بزرگراه عماریاسر و تونل غدیر می‌توان به این مسجد دسترسی پیدا کرد. این مسجد، مجموعه‌ای از بناهای چند عصر و دوره است. گنبد رفیع مسجد جامع قم یکی از باشکوه‌ترین، شگفت انگیزترین و رفیع‌ترین گنبدهای مساجد ایران است. جای تعجب نیست اگر برای هر بیننده‌ای در مورد چگونگی ساخت این گنبد جای سؤالی وجود داشته باشد. برای ساخت این مسجد بزرگ و گنبد آن که حدود ۶۰۰۰ متر مربع وسعت دارد، حتی یک شاخه آهن نیز به کار نرفته و با گذشت سالیان سال از ساخت آن همچنان پابرجا و استوار مانده است.
مسجد جامع قم از بناهای قدیمی شهراست که بانی آن معلوم نیست اما در کتاب گنجینه آثار قم آمده است که بانی این مسجد و مدرسه روبه روی آن که جهانگیرخان نام دارد سلطان جانی خان پادشاه تا تار ترکستان است و تاریخ بنای آن هم سال ۷۵۵ بوده است.

### مسجد امام حسن عسگری
این مسجد که قدیمی‌ترین مسجد شهر قم است، در ضلع شمالی میدان بزرگ امام خمینی قرار گرفته است. مسجد امام حسن عسگری، در سده سوم هجری توسط «احمد بن اسحاق قمی» وکیل و نماینده حسن عسکری، پیشوای یازدهم شیعه ساخته شده است. این مسجد محل تدریس سید محمدتقی خوانساری بود که شخصیت‌هایی مانند سید روح‌الله خمینی و محمدعلی اراکی از شرکت کنندگان در این درس بودند.
چون این مسجد به امر حسن عسکری و با پول او و به وسیله نایب او ساخت شده است مورد توجه مراجع تقلید و مردم قم قرار گرفته است.
این مسجد اخیراً مورد بازسازی قرار گرفت و ساختمان جدید آن در سال ۱۳۹۴ افتتاح شد. ساختمان جدید در زمینی به مساحت ۶ هزار متر مربع و زیربنای ۱۰ هزار متر مربع ساخته شده است.

### مسجد جمکران

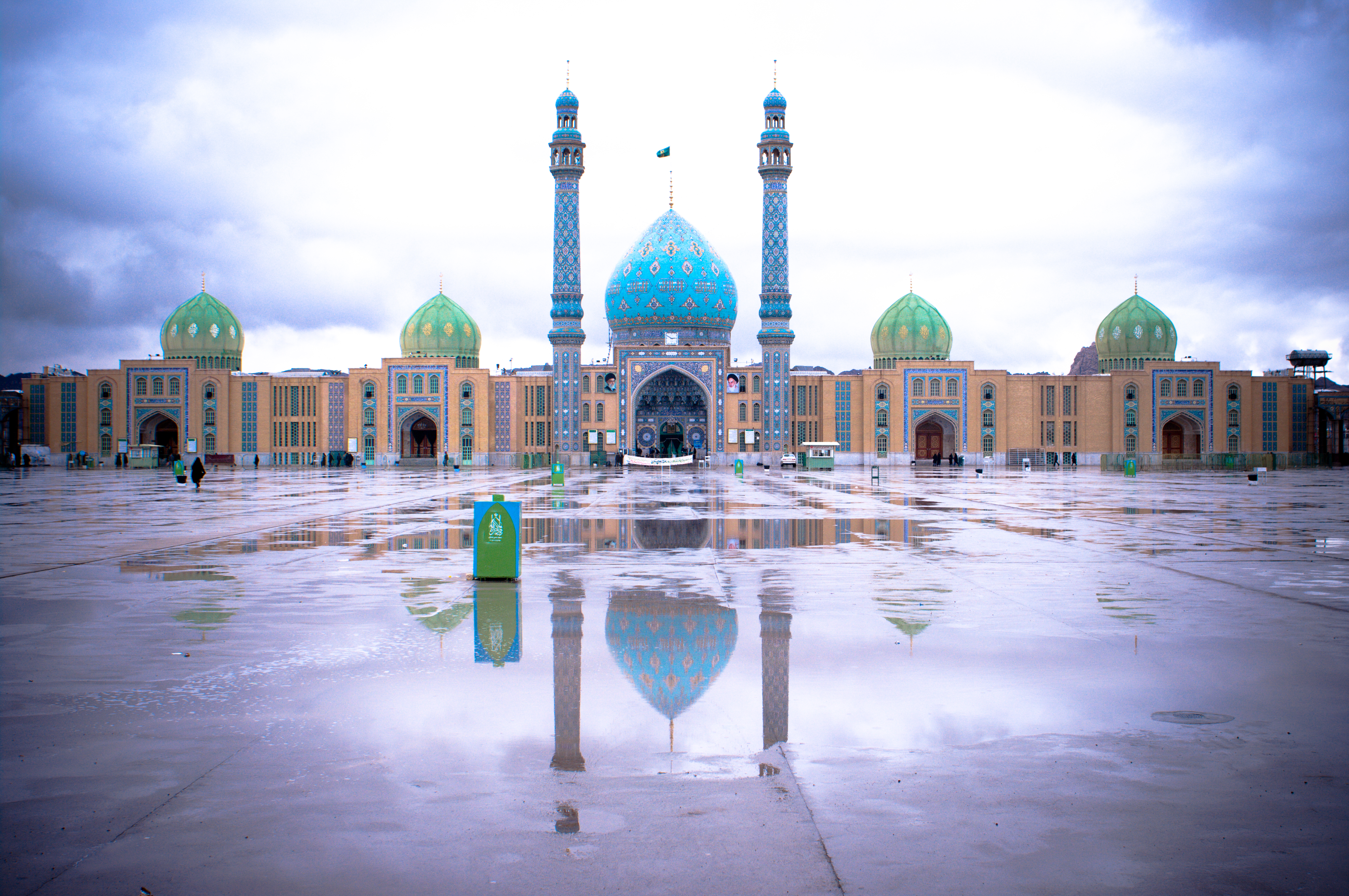
تصویر سراسرنما از مسجد جمکران

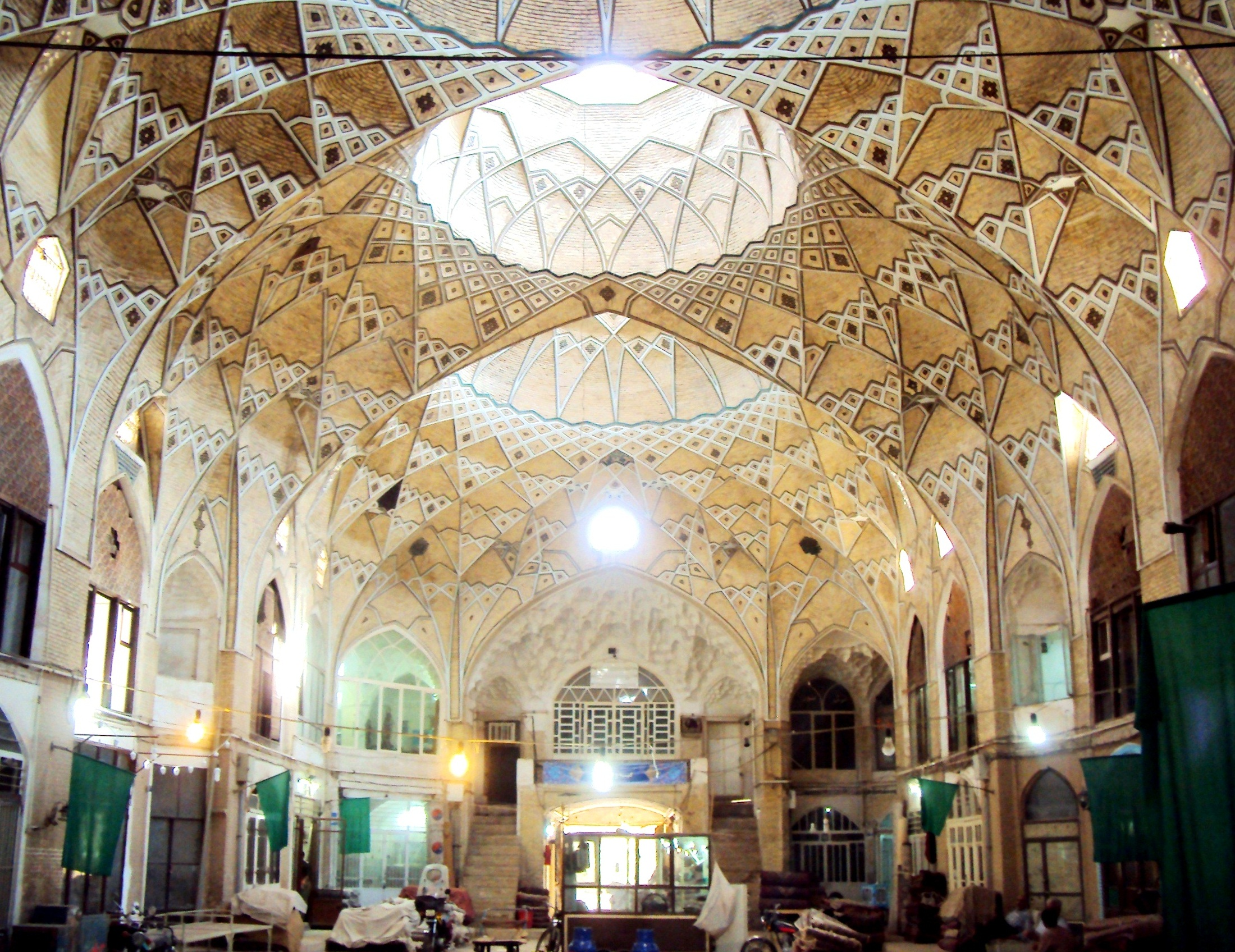
تیمچهٔ بزرگ قم

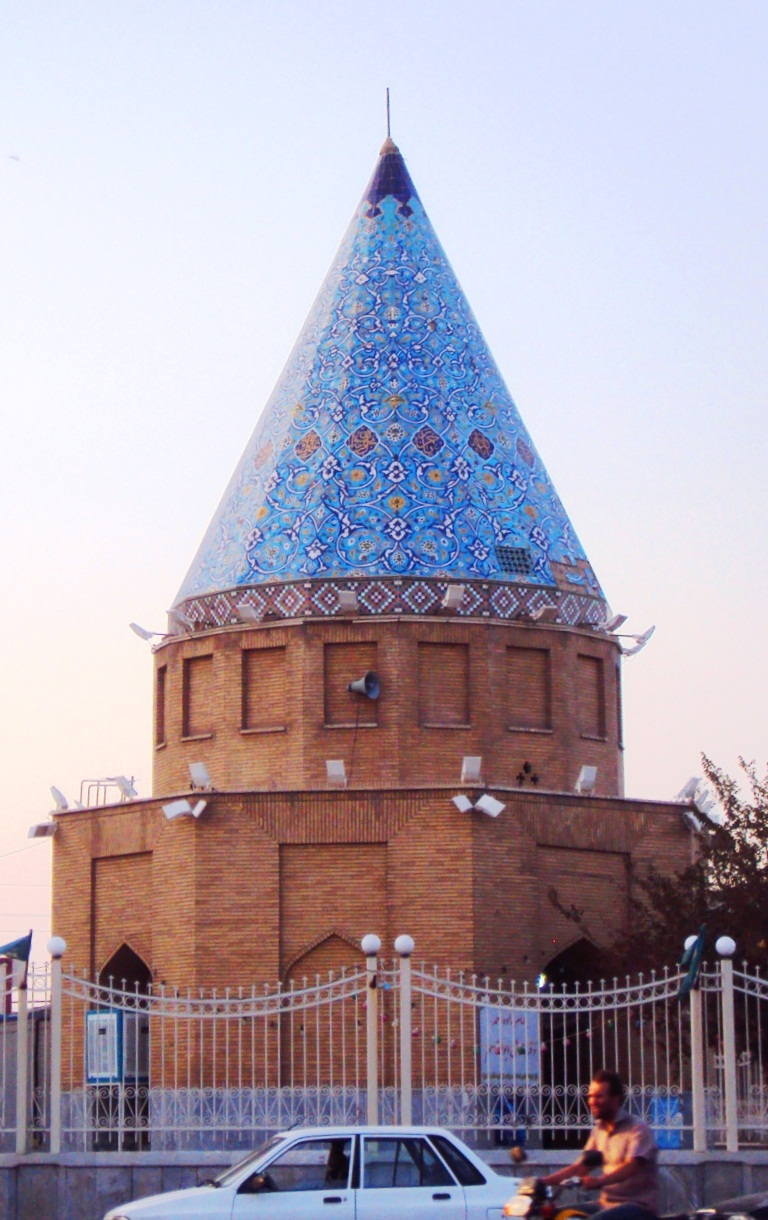
امام‌زاده احمد

این مسجد در جنوب شرق شهر قم و در منطقه جمکران که امروزه جزوه قم محسوب می‌شود قرار دارد.
واقعه ساخت مسجد در کتاب روایی عالم معاصر محدث نوری فردی به نام «شیخ حسن بن مثله جمکرانی» مربوط می‌شود، وی ادعا کرد که در بیداری -و یا عالم رویا- با امام دوازدهم شیعیان، مهدی دیدار کرده است و حجت بن الحسن دستور ساخت مسجد را به وی داده است.
در میان شیعیان بحث‌های زیادی در خصوص ملاقات با مهدی مطرح است. عده‌ای با استناد به روایاتی، آن را در خواب ممکن می‌دانند. دریافت نامه از مهدی پس از غیبت کبری نیز مورد قبول بسیاری از شیعیان است، آنچنان‌که نامه و توقیع رسیده به شیخ مفید - حدود یک سده پس از غیبت کبری - از نظر شیعیان مورد تردید واقع نشده است.
بسیاری از شیعیان شب چهارشنبه و شب جمعه از روزهای هفته و شب نیمه شعبان - زادروز مهدی - از روزهای سال را به این مسجد می‌روند و اعمال آن را بجا می‌آورند. اعمال آن دو رکعت نماز تحیت مسجد است و دو رکعت نماز استغاثه به صاحب الزمان که به نماز امام زمان مشهور است به شیوه‌ای خاص به جای آورده می‌شود.

### آرامگاه فتحعلی شاه قاجار

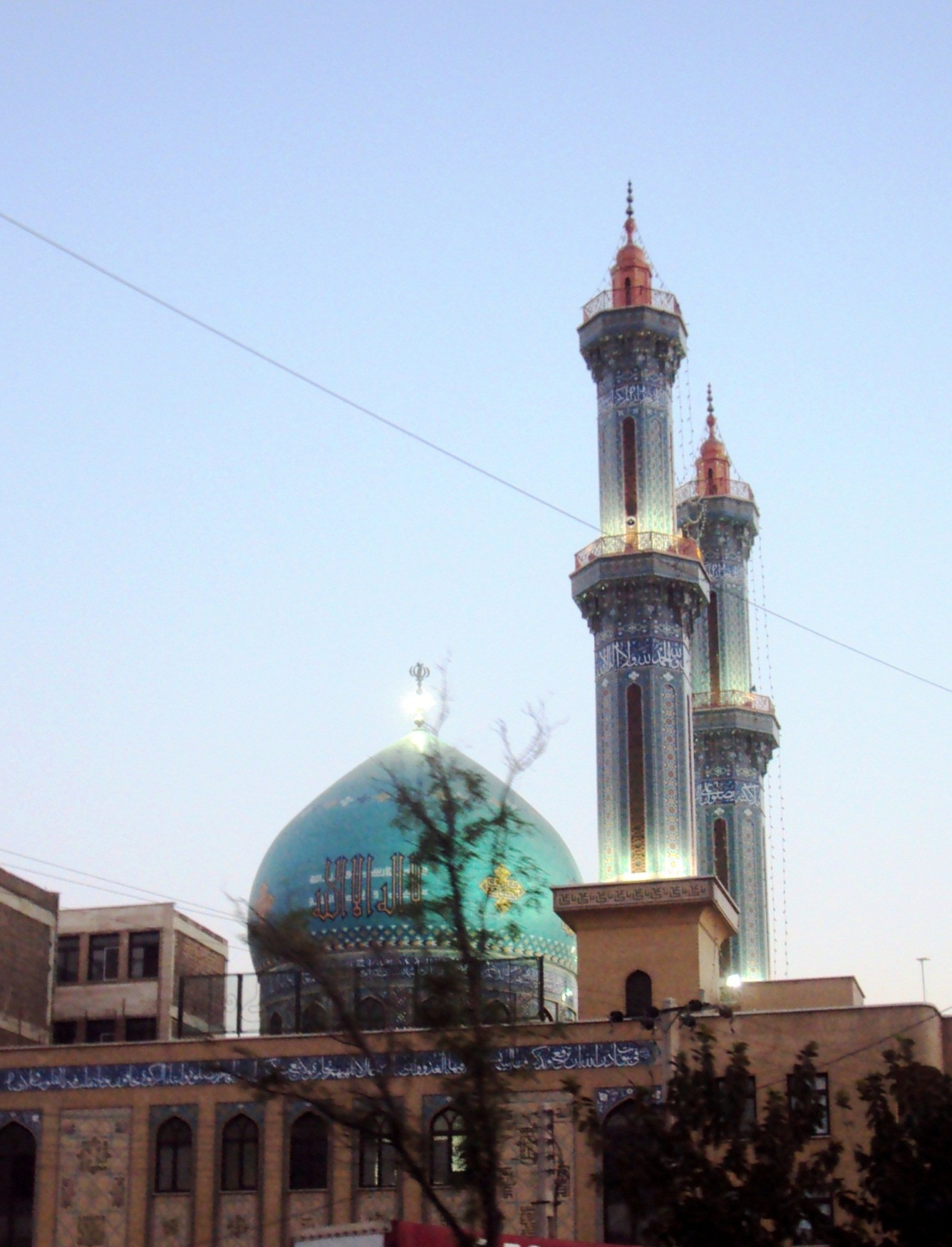
مسجد الغدیر قم

مقبرهٔ فتحعلی شاه قاجار در شمال صحن عتیق مرقد فاطمه معصومه قرار دارد و از آثار «بیگم صفوی» است. این مقبره در زمان زندگانی فتحعلی شاه قاجار و به دستور خود او بنا شده است. در سال ۱۲۸۰، در دوره ناصرالدین شاه قاجار تزیینات آینه‌کاری بنا، به گچ‌بری تبدیل شده است.

### آرامگاه محمدشاه قاجار
آرامگاه محمدشاه قاجار، در غرب صحن عتیق مرقد فاطمه معصومه جای دارد. در ورودی مسجد بالاسر. تزیینات داخلی گنبد این آرامگاه مجموعه‌ای از آینه‌کاری و گچ‌بری است.

### آرامگاه شاه عباس صفوی
مقبرهٔ شاه عباس دوم صفوی در جنوب غربی حرم فاطمه معصومه قرار دارد. این مقبره از نظر معماری و به‌کارگیری سنگ‌های مرمر، جلوه‌ای جالب دارد.

### آرامگاه شاه سلیمان و شاه صفی
مقابر شاه سلیمان و شاه صفی در محل موزه آستان فاطمه معصومه قرار دارند. صندوق چوبی قبر شاه، از نظر کنده کاری، جالب و دارای ارزش است.

### شهرک سینمایی پیامبر اعظم
این شهرک که با نام شهرک سینمایی نور نیز شناخته می‌شود در جاده قم به وسعت ۲۰۰ هکتار ساخته شده است.
این شهرک ابتدا برای ساخت فیلم سینمایی محمد رسول‌الله مورد استفاده قرار گرفت و از دی ماه ۱۳۹۳ رسماً گشایش یافت. در این شهرک سینمایی دکور شهرهای مکه، مدینه و کلیسای بحیرا در شهر بصرای شام ساخته شده است.

### باغ گنبد سبز
نوشتار اصلی: مقابر باغ گنبد سبز

در خیابان شهید روحانی شهر قم، باغی کوچک موسوم به باغ «گنبد سبز» سه اثر تاریخی متعلق به سده هشتم هجری قمری را در دل خود جای داده است. این باغ در ۱۵ دیماه سال ۱۳۱۰ خورشیدی با شماره ثبت ۱۲۹ به عنوان یکی از آثار ملی ایران به ثبت رسیده است. در این سه بنا که از نظر هنر گچبری از نمونه‌های منحصر به فرد به‌شمار می‌روند، امرای خاندان (علی صفی) فرمانروایان مستقل قم در سده هشتم هجری قمری مدفونند.

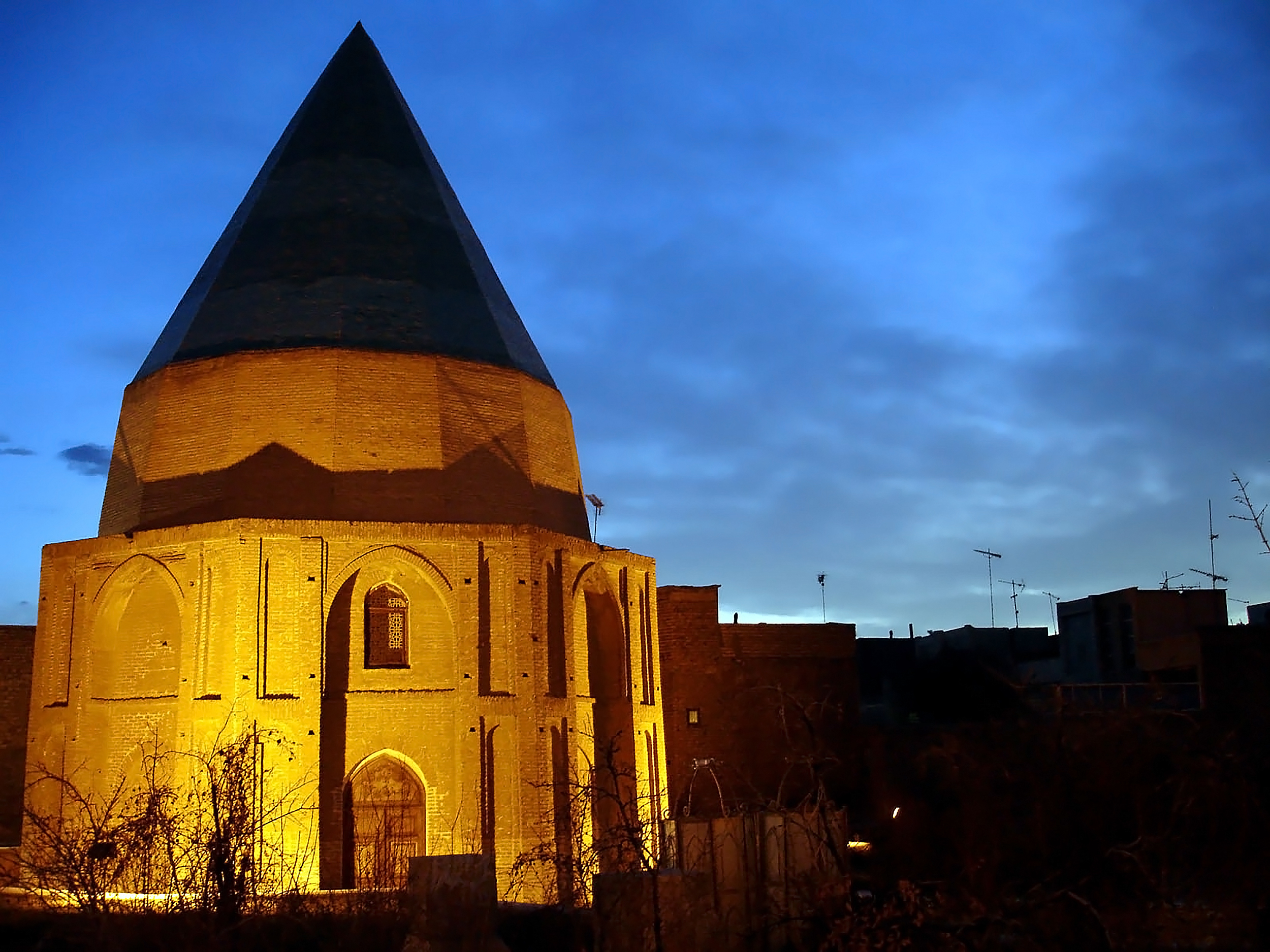
مقابر گنبد سبز

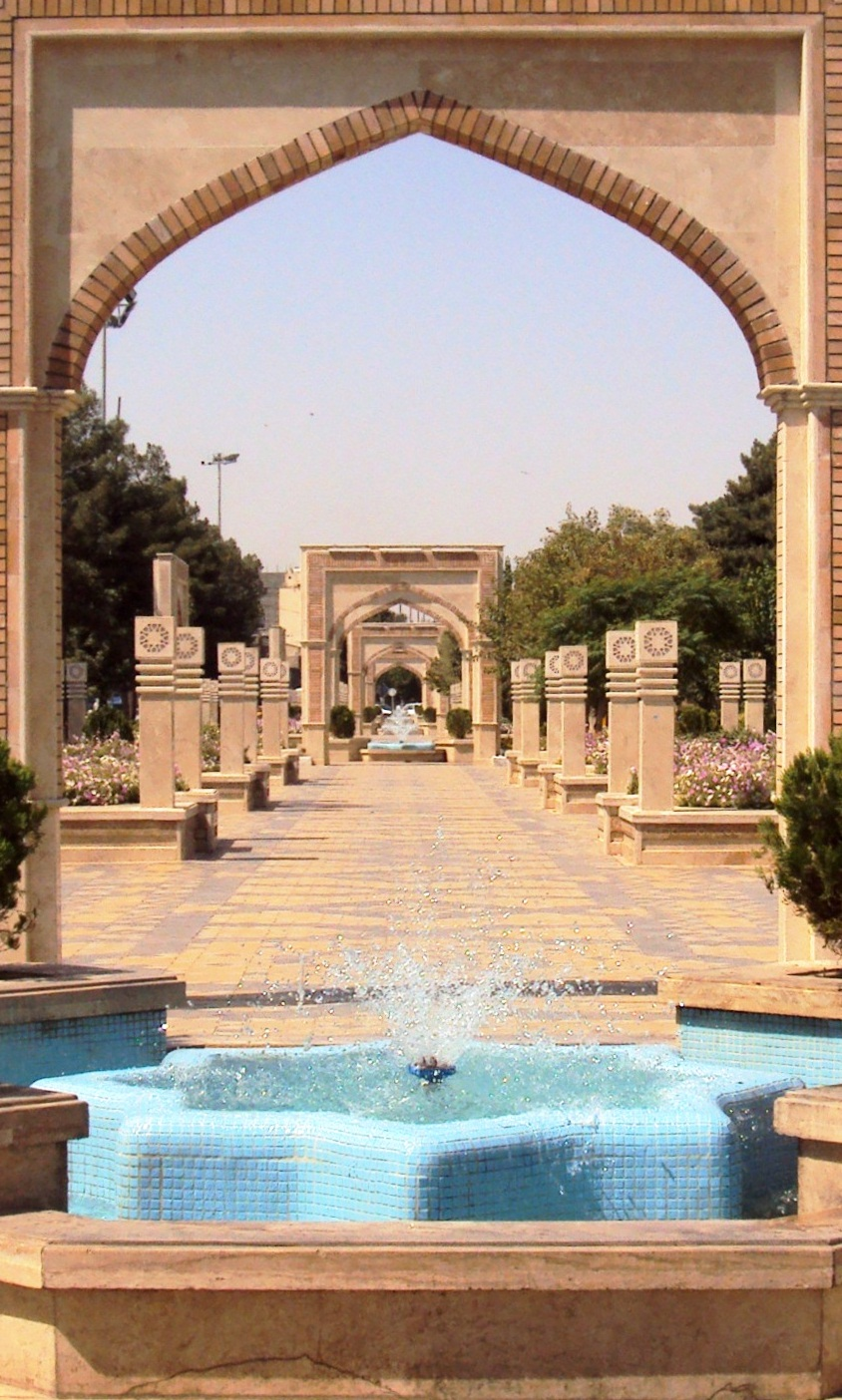
باغ‌راه بهار

#### مقبره خواجه اصیل الدین
این مقبره از خارج، دوازده ضلعی منظم با طاق‌نماهای تزیینی در هر ضلع است. براساس کتیبه تاریخی بنا، دو تن در این مقبره مدفونند. تاریخ ۷۶۱ هجری قمری در این برج مشاهده می‌شود.

#### مقبره خواجه علی صفی
این بنا در وسط دو گنبد دیگر قرار دارد و مدفن خواجه علی صفی، دومین فرمانروای خاندان صفی است. معماری نمای بیرونی و داخلی بنا همانند گنبد خواجه اصیل الدین است. بر اساس کتیبه بنا سه نفر در این آرامگاه مدفونند. تاریخ ۷۹۲ هجری قمری در این آرامگاه به چشم می‌خورد.

#### گنبد شمالی
این بنا در شمال دو بنای دیگر قرار دارد و  به‌دلیل تخریب کتیبه تاریخی آن، نام بانی و صاحب مقبره مشخص نیست. نمای مقبره از خارج و داخل هشت ضلعی است. این مقبره به اواخر سدهٔ هشتم و اوایل سدهٔ نهم هجری قمری تعلق دارد.

### امام زاده علی بن جعفر
امامزاده علی بن جعفر مربوط به سدهٔ ۸ ه‍.ق است و در خیابان انقلاب قم، جنب گلزار شهدا واقع شده و این اثر در تاریخ ۱۵ آذر ۱۳۱۴ با شمارهٔ ثبت ۲۴۰ به‌عنوان یکی از آثار ملی ایران به ثبت رسیده است.
امامزاده علی بن جعفر مشهور به «در بهشت» بوده و بنای هشت وجهی با گنبد دو پوش هرمی شکل است. در دوران قاجاریه ایوان و بیوتاتی بدان اضافه شد. این بقعه پس از مرقد فاطمه معصومه بر بقیه اماکن و مقابر منطقه قم از حیث تزیینات برتری دارد.

### امام زاده حمزه
مقابل میدان کهنه قم (خیابان آذر) گنبد و بارگاهی است که مرقد سه امامزاده از نوادگان موسی بن جعفر در آن واقع شده است. مزار امامزاده حمزه که آن را خاک حمزه فرزند امام هفتم شیعه می‌دانند بنایی است متعلق به نیمه نخستین سده دهم ه‍.ق. این مزار که سبک بنای آن به سبک بنای حرم فاطمه معصومه است – با ابعادی کوچک در همان سبک – مرکب از دو بقعه است که پیشاپیش هر دو صحنی به درازا و پهنای ۳۲ در ۱۵ متر قرار دارد. این صحن را میرزا علی اصغر خان امین السلطان صدر اعظم، در دوران برکناری خود که در قم اقامت داشت بنا نموده است. گنبد امامزاده با بلندای ۱۰ متر با فرم حلزونی (ترکیبی از مخروط و گنبد) از آثار اوایل سده حاضر است.

### خانه تاریخی یزدان پناه
این خانه تاریخی و زیبا واقع در محلهٔ باغ پنبه
، در پایان دورهٔ قاجاریه بنا شده و در تاریخ ۲۴ تیر ۱۳۸۲ با شماره ۹۱۵۱ در فهرست آثار ملی ایران به ثبت رسیده است. این خانه شاید یکی از زیباترین خانه‌های تاریخی در ایران باشد، اما تعداد بسیار اندکی از گردشگران و حتی مردم قم از وجود این خانه با خبراند. این خانه ۸۸۴ متر مربع مساحت داشته و بیش از ۱۲۰ سال قدمت دارد. معماری این خانه سربه تو دارد و از تأثیر اقلیم و باورهای مردم قم دور نمانده است. نحوهٔ چیدمان اتاق‌ها در این بنا بدین گونه است که در سمت شمالی حیاط که آفتاب در فصل زمستان مایل به آن می‌تابد و از گرمای بیشتری برخوردار است قسمت زمستان‌نشین است. اتاق‌های سمت جنوب حیاط در تابستان در سایه قرار دارند و خنک‌ترند و بادگیرها و هواکش‌ها نیز غالباً در سمت جنوبی ساختمان قرار دارند تا تهویه هوا بهتر صورت گیرد.

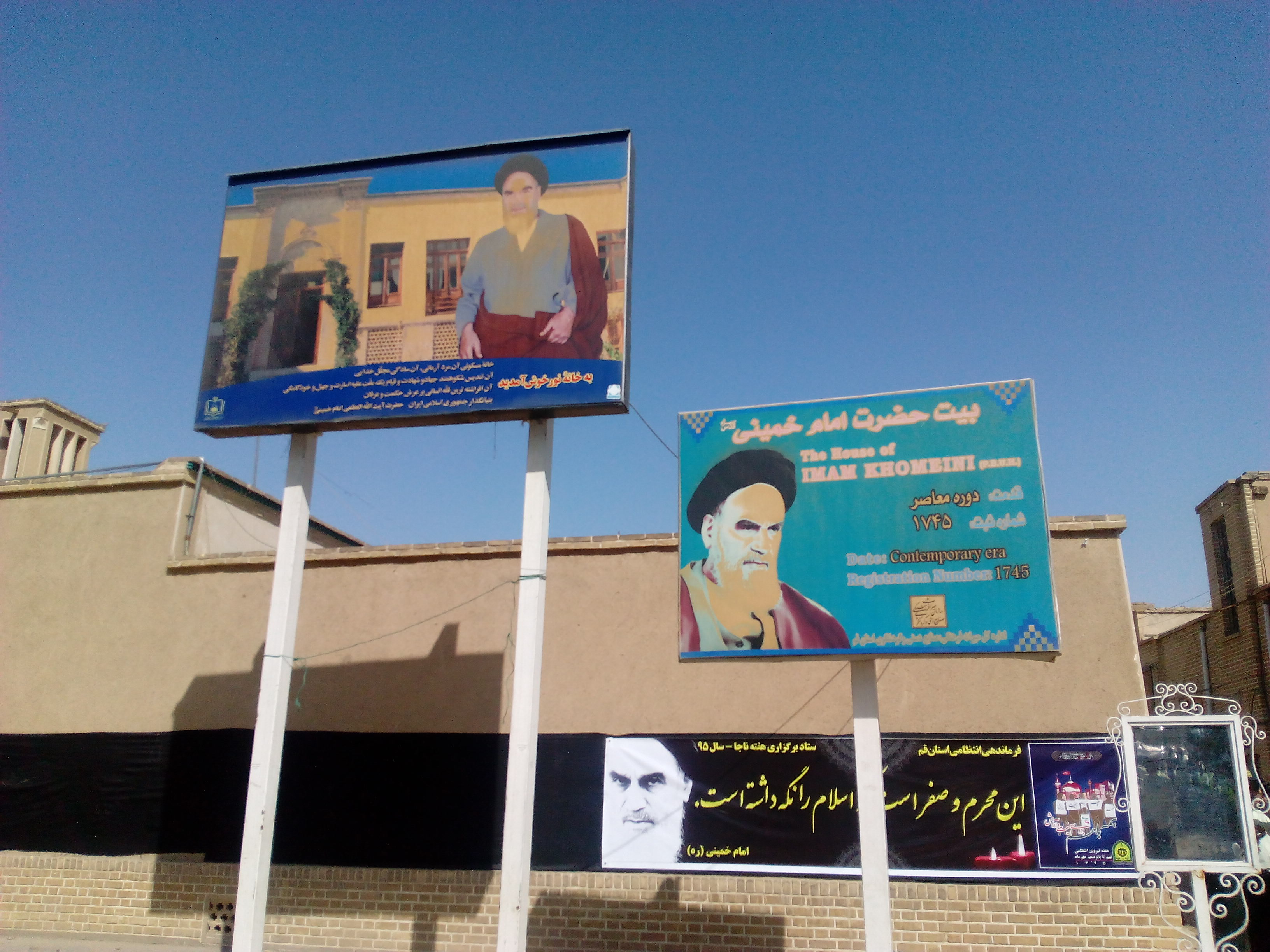
خانه سید روح‌الله خمینی در قم

### خانه سید روح‌الله خمینی
این خانه در حدود سال ۱۳۳۵ توسط سید روح‌الله خمینی خریداری شد و تا سال ۱۳۴۲ در آن اقامت داشته است. سرانجام در سال ۱۳۷۳ توسط سید احمد خمینی به بیت سید علی خامنه‌ای واگذار شد. خانه سید روح‌الله خمینی در شهر قم، بنایی ۲ اشکوبه و ساده شامل یک طبقه همکف و زیرزمین است. حیاط این بنا در جنوب آن و فضاهای سرپوشیده در شرق و غرب خانه قرار دارد. سطوح داخلی این خانه قدیمی بدون تزئین بوده و گچ اندود شده است. سطوح خارجی نیز از جرزهای آجری ساده و سطوح گچی یکدست و بدون نقش و نگار است. خانه سید روح‌الله خمینی در سال ۱۳۷۵ توسط سازمان میراث فرهنگی با شماره ۱۷۴۵ در فهرست آثار ملی ایران به ثبت رسید.

### خانه سید حسین طباطبایی بروجردی
این خانه در دورهٔ قاجاریه ساخته شده و محل اقامت و زندگی سید حسین طباطبایی بروجردی، مرجع تقلید شیعه بوده است. این خانه در خیابان آذر قم، و در محلهٔ «تکیه آق سید حسن» قرار دارد. این اثر در ۱۱ مرداد ۱۳۸۴ با شماره ثبت ۱۲۵۴۳ به عنوان اثر ملی به ثبت رسیده است.
خانه حاجی خان، خانه زند، بیت النور، تیمچهٔ بزرگ بازار قم، حمام تاریخی حاج عسگرخان، برج‌های کارخانه ریس باف، تپهٔ باستانی قلی درویش، قلعهٔ جمکران و درخت سرو پانصد سالهٔ جمکران از دیگر جاذبه‌های دیدنی شهر قم هستند.

## موزه‌ها

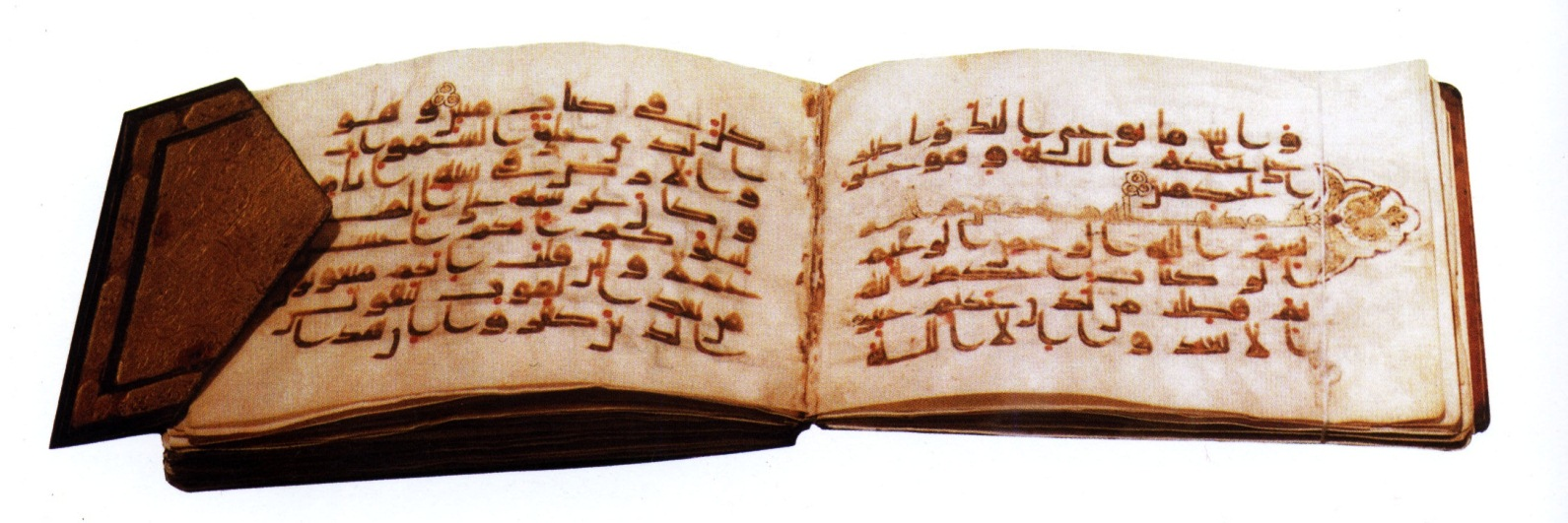
قرآن موجود در موزه آستانه مقدسه، منسوب به علی بن موسی

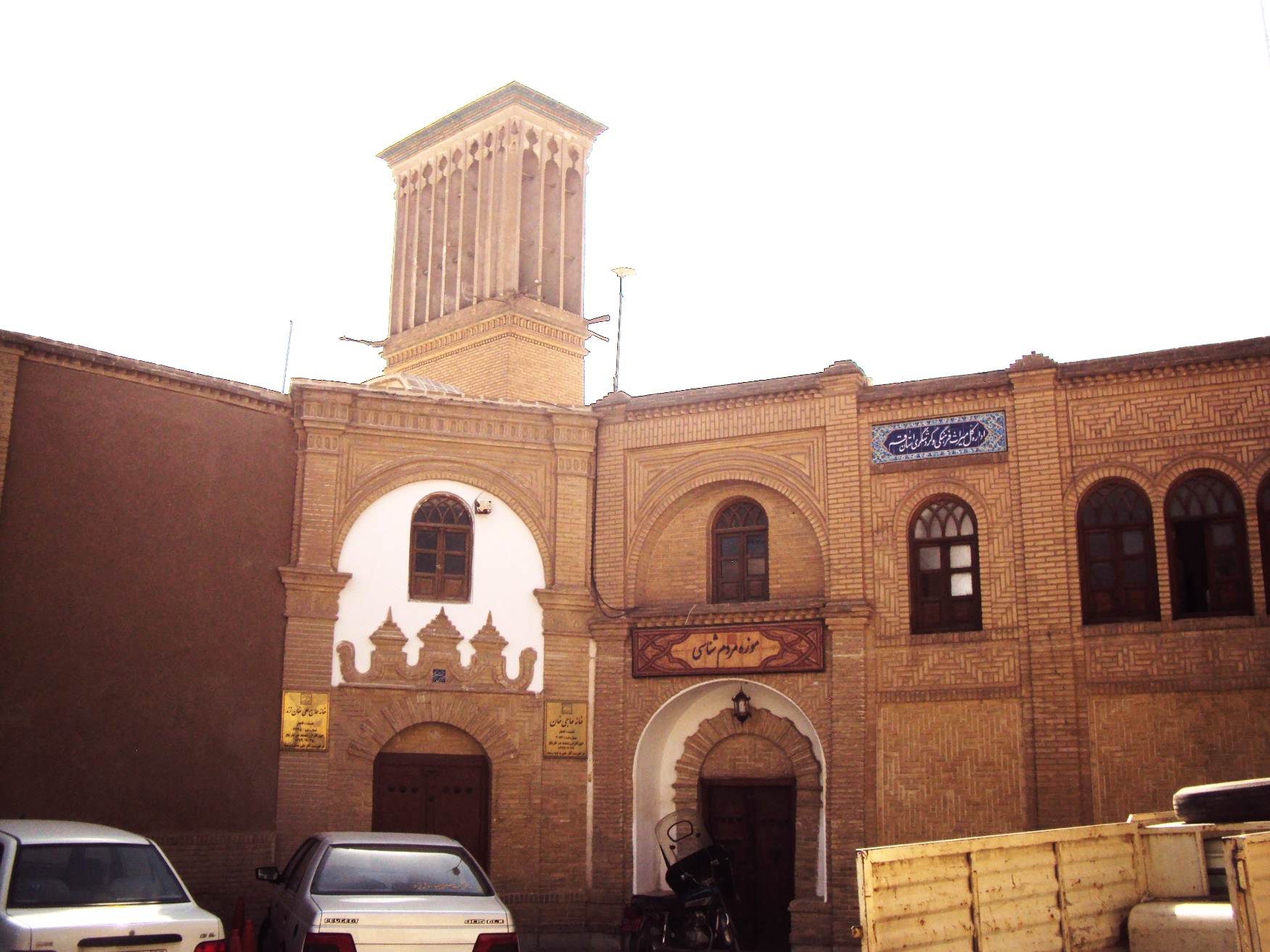
موزه مردم‌شناسی قم

### موزه آستانه مقدسه
موزهٔ آستانهٔ مقدسه فاطمه معصومه یکی از قدیمی‌ترین موزه‌های ایران است که در آبان ماه سال ۱۳۱۴ خورشیدی در محوطهٔ داخلی حرم فاطمه معصومه و مکان کنونی مسجد شهید مطهری افتتاح شد و در فروردین ماه سال ۱۳۶۱ به مکان کنونی واقع در میدان آستانه انتقال پیدا کرد. پس از احداث موزه بخشی از آثار بیوتات حرم نیز به موزه انتقال یافت. بخشی از آثار نیز از برخی بقاع اطراف قم به موزه منتقل شد.
موزه مساحتی حدود یک هزار متر مربع دارد و شامل دو طبقه و دو تالار نمایش آثار و هم‌چنین بخش‌های اداری، موزه‌داری، مخزن آثار، حراست و نگهبانی می‌شود و مجهز به سیستم‌های حفاظتی است.
قرآن‌های خطی، مسکوکات تاریخی، کاشی‌های مختلف دوره‌های اسلامی، انواع سفالینه‌ها، ظروف شیشه‌ای، آثار منبت‌کاری، آثار حجاری، آثار نقاشی، فلزکاری، پارچه‌های دستباف، قالی‌های دستباف و انواع درهای خاتم‌کاری، انواع مُهرها و عقیق‌ها، تابلوهای خط و تذهیب، ظروف چینی، انواع تمبر و اسکناس‌های ایرانی و خارجی و همچنین بخش صدف‌ها و موجودات دریایی، مهم‌ترین بخش‌های مجموعه آثار موزه را تشکیل می‌دهد.
قدیمی‌ترین بخش آثار موزه را سفالینه‌های پیش از میلاد مسیح تشکیل می‌دهد که مربوط به منطقه باستانی سیلک کاشان و برخی نیز مربوط به منطقه باستانی صرم قم است که متعلق به هزاره‌های اول و دوم پیش از میلاد مسیح هستند.

### موزه مردم‌شناسی قم
خانه‌های تاریخی زند و حاج قلی خان دو مکانی هستند که توسط اداره کل میراث فرهنگی و گردشگری قم به موزه مردم‌شناسی تبدیل شده‌اند. فرهنگ، آداب و رسوم، اعتقادات، نوع پوشش و بینش اجتماعی حاکم بر جامعه قم در اعصار گذشته، مجموعه‌ای از اسباب، اشیاء و لوازم زندگی، ابزار کار، لوازم کشاورزی و صنعتی، پوشاک و شیوهٔ چینش اشیاء در منازل قدیمی قم  ازجمله بخش‌هایی است که در موزه مردم‌شناسی قم به نمایش گذاشته شده‌اند.

### موزه هنرهای سنتی قم
این موزه در محلهٔ قدیمی باغ پنبه واقع شده است و در برگیرندهٔ مجموعه‌ای از آثار هنری اصیل و آداب و رسوم مردم قم و همچنین کارگاه‌های تولیدی و آموزشی صنایع دستی  ازجمله سفالگری، رودوزی سنتی و معرق کاری است.

### موزه آثار مراجع تقلید
گنجینهٔ آثار تعدادی از مراجع تقلید شیعه در مجموعهٔ تاریخی بیت سید روح‌الله خمینی در میدان روح‌الله قم قرار دارد و اسناد مکتوب، تصاویر، آثار و زندگی‌نامهٔ دوازده نفر از مراجع تقلید شیعه در آن به نمایش گذاشته شده است.

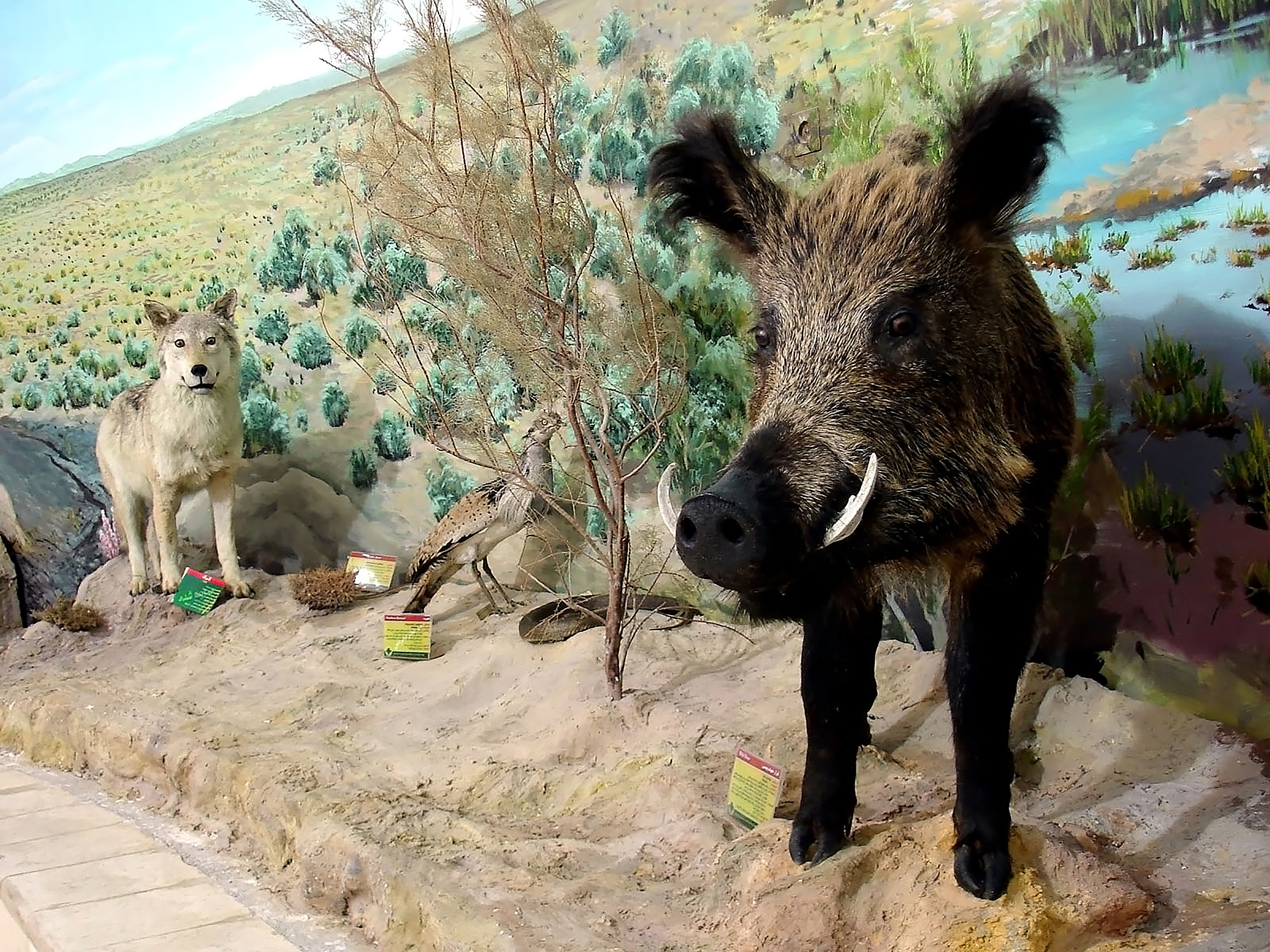
نمایی از یک گراز تاکسی درمی شده در موزه تاریخ طبیعی شهر قم

### موزه تاریخ طبیعی قم
ساخت موزه تاریخ طبیعی استان قم به‌عنوان مکانی برای استفادهٔ علمی، فرهنگی، اجتماعی و پژوهشی در سال ۱۳۷۸ در بوستان شهید بنیادی قم آغاز شد و در شهریور ۱۳۸۱ خورشیدی راه‌اندازی شد. این موزه دارای نمونه‌هایی از پستانداران، پرندگان، حشرات، خزندگان، دوزیستان، سخت پوستان، فسیل بی‌مهرگان، و سنگ‌ها و کانیها است.

### موزه تخصصی علوم زمین (یاقوت کویر)
موزه علوم زمین تنها موزه در ایران است که هزار قطعه کانی از ۶۵ نوع کانی در دنیا را دربردارد. از مجموعه موزه، ۸۰ درصد کانی‌ها ایرانی بوده و ۲۰ درصد دیگر از کشورهایی همچون مکزیک، اسپانیا، روسیه، آلمان و برزیل خریداری شده است. این موزه در خیابان نیروگاه، بلوار شاهد، کوچه ۹ قرار دارد.

### آسمان نما
در آسمان‌نمایی که در کنار موزه تاریخ طبیعی قم قرار دارد، قسمتی از آسمان به همراه ستاره‌ها و سیاره‌ها به نمایش درآمده است. در این مجموعه دب اکبر، دب اصغر، ستاره قطبی و دیگر صورفلکی در حالت نورانی در معرض دید قرار گرفته‌اند.

### باغ پرندگان قم
این باغ دومین باغ وسیع کشور است. مجموعه‌ای به وسعت ۱۲ هکتار محصور در میان کوه‌ها که از این بین ۶ هکتار فنس کشی شده و داخل آن طرح باغ پرندگان اجرا شده است. این فضا که جانمایی آن از سال ۱۳۹۵ شروع شد. توپوگرافی و طراحی ویژه این باغ در دره‌ای به نام «دره باد» به مساحت ۱۲ هکتار به ما اجازه می‌دهد که طبیعتی زیبا را در این نقطه به نظاره بنشینیم. این زیبایی‌ها البته با کاشت گونه‌های طبیعی، ساخت آب‌نما و المان‌های پرندگان صد چندان شده. باغی که طراحی آن می‌تواند برای پرندگانی که به‌صورت طبیعی نیز در این منطقه زندگی می‌کنند جذابیت‌های لازم را داشته تا این مکان را برای زیستگاه دائمی خود انتخاب کنند و حضورشان به جذابیت این باغ بیفزاید.

## محله‌ها و شهرک‌ها
فهرست محلات کلانشهر قم
| - باغ پنبه - آلوچو - کوچه نو - علی‌آباد سعدگان - خراسان - ژاندارم‌ها - تولید دارو - مهرآباد - سید معصوم - خانم شیرازی - سالاریه - صفاشهر - باجک - خاکفرج - شیخ‌آباد - شاد قلی خان - زنبیل آباد - شهرک قدس - پردیسان - شهرک مهدیه - چهل اختران | - محمدآباد - حاج خلیل - قم نو - صفاییه - مصلی - دروازه ری - بُکایی - لسانی - یخچال قاضی - دروازه کاشان - جوی شور - حاج زینل - قلعه عمو حسین - قلعه یزدی‌ها - میرزائیه - براسون - جمهوری اسلامی - بنیاد - لقمان - باغ شریفی | - باغ کرباسی - منبع آب - نخودی - دروازه چوبی - سید سربخش - لب چال - حشای‌ها - گذرقلعه - گذر خان - گذر میر - گذرصادق - خندق - الوندیه - تکیه آقا سید حسن - حمام تالار - قلعه کامکار - سنگ بند - درخت پیر - پامنار - رضویه - شهرقائم - زاویه | - سیدان - دربهشت - سرحوض - نوقطار - نوبهار - چهل درخت - میدان نو - شاه حمزه - باغ شاهزاده - شاه ابراهیم - شاه احمد قاسم - شاه جعفر - شاه جمال - زند آباد - سواران - ننه عباس - آزادگان - نیروگاه - چهارمردان - آذر - چاله کاظم - سلطان محمد شریف - وزارت راه (میدان پلیس) |  |

## رسانه‌ها

### صداوسیمای مرکز قم
صدا و سیمای مرکز قم در سال ۱۳۶۷ به عنوان دفتر خبری تشکیل شد. در هشتم شهریور ماه ۱۳۷۵ رادیوی مرکز قم با روزی ۳ ساعت برنامه، شروع به کار کرد. در سوم خرداد ۱۳۸۲ نیز شبکهٔ تلویزیونی مرکز قم با نام سیمای نور افتتاح شد. این شبکه هم‌اکنون ۲۴ ساعت در شبانه‌روز برنامه پخش می‌کند.

### شبکه‌های سراسری
دو شبکهٔ سراسری رادیویی، یعنی شبکهٔ رادیو معارف و شبکه ندای اسلام به زبان انگلیسی (The Call Of Islam Radio) نیز از شهر قم پخش می‌شود.

### نشریات
تعداد ۱۱۰ روزنامه، هفته‌نامه، دوهفته‌نامه، ماه‌نامه، فصل‌نامه و سال‌نامه در قم چاپ می‌شود.

### خبرگزاری‌ها و پایگاه‌های خبری
در قم دفتر مرکزی ۳ خبرگزاری و چندین پایگاه خبری محلی وجود دارد که اخبار قم را منتشر می‌کنند.
دفتر مرکزی ۳ خبرگزاری حوزه (حوزه نیوز)، خبرگزاری اهل بیت (ابنا) و خبرگزاری رسا در قم قرار دارد.
پایگاه‌های خبری قم نیوز، فردو نیوز، قمنا، قم فردا]، قم پرس و شهر کریمه ازپایگاه‌های خبری فعال در قم به‌شمار می‌روند که در کنار اخبار قم، اخبار کشور را نیز منتشر می‌کنند.

## شهرهای خواهرخوانده
شهر قم، با شش شهر پیمان خواهرخواندگی بسته است:
|         | نام کشور | شهر خواهرخوانده     |
| ------- | -------- | ------------------- |
| ایران   | ایران    | مشهد                |
| عراق    | عراق     | کربلا               |
| ترکیه   | ترکیه    | قونیه               |
| لبنان   | لبنان    | بعلبک               |
| اسپانیا | اسپانیا  | سانتیاگو د کمپوستلا |
| پاکستان | پاکستان  | کراچی               |